# New Horizons
Pour les articles homonymes, voir Nouveaux Horizons et Horizon.
New Horizons (« Nouveaux Horizons » en français) est une sonde de l'agence spatiale américaine (NASA) dont l'objectif principal est l'étude de la planète naine Pluton et de ses satellites, ce qui a été réalisé à la mi-juillet 2015. Après de légères modifications de trajectoire, elle a pu explorer (486958) Arrokoth, un autre corps de la ceinture de Kuiper, et pourrait éventuellement en étudier un autre (restant à découvrir). New Horizons est la première mission spatiale qui explore cette région du Système solaire. Du fait de leur éloignement, on dispose de très peu d'informations sur les corps célestes qui s'y trouvent, car ceux-ci sont à peine visibles avec les meilleurs télescopes. Or leurs caractéristiques sont susceptibles de fournir des informations importantes sur le processus de formation du Système solaire.
La sonde spatiale New Horizons a été conçue pour fonctionner dans les conditions hostiles de cette région, très éloignée de la Terre et du Soleil. L'architecture de l'engin spatial et le déroulement de la mission prennent ainsi en compte la faiblesse de l'ensoleillement, qui impose le recours à un générateur thermoélectrique à radioisotope et à une isolation thermique renforcée, le débit limité des télécommunications (1 kb/s), et la durée du transit vers sa cible (plus de neuf ans), qui nécessite une grande fiabilité des composants critiques.
Les sept instruments scientifiques embarqués comprennent une caméra fonctionnant en lumière visible et en infrarouge, un spectromètre imageur ultraviolet, une caméra dotée d'un téléobjectif, deux spectromètres destinés à mesurer la composition chimique des cibles, une expérience d'occultation radio et un compteur de poussières interplanétaires. Ceux-ci doivent permettre de caractériser la géologie, les structures en surface, la composition du sol et sa température, la structure et la composition de l'atmosphère des corps célestes survolés.
La sonde spatiale a été lancée le 19 janvier 2006 par une fusée de forte puissance Atlas V-551. New Horizons a survolé Jupiter le 28 février 2007, ce qui lui a permis de gagner 4 km/s grâce à l'assistance gravitationnelle de cette planète. Le survol de Jupiter a également permis de calibrer les instruments, tout en faisant des observations scientifiques intéressantes sur le système de Jupiter, en particulier son atmosphère, ses satellites et son champ magnétique. New Horizons a ensuite entamé son long transit vers Pluton, durant lequel la sonde a été mise en sommeil. Elle en est sortie le 6 décembre 2014 et a commencé  en janvier 2015 ses observations de Pluton, qu'elle survole le 14 juillet 2015. Elle est ensuite passée le 1er janvier 2019 à 3 500 km d'Arrokoth, un petit corps de la ceinture de Kuiper découvert à la suite d'observations astronomiques réalisées en 2014.
Les résultats de la mission New Horizons ont complètement bouleversé les connaissances sur Pluton et ses satellites. De très nombreuses données portant sur la géologie, ainsi que la composition de la surface et de l'atmosphère, ont été collectées. Elles ont démontré que Pluton, contrairement aux hypothèses courantes, était resté très actif sur le plan géologique depuis sa création. La planète naine présente un éventail particulièrement riche de phénomènes atmosphériques et de formations géologiques, qui rivalisent par leur diversité avec ceux de la planète Mars.

## Contexte
Pluton, la plus éloignée des planètes du système solaire — jusqu'à ce qu'elle soit officiellement recatégorisée en planète naine en 2006 — n'avait pas encore été étudiée à faible distance lorsque la mission New Horizons fut mise sur pied en 2000. Après avoir été exclue des objectifs du programme Voyager dans les années 1970, plusieurs projets de survol sont élaborés dans les années 1990 au sein de l'agence spatiale américaine (la NASA), mais leur coût, élevé du fait de l'éloignement de l'objectif, ne leur permet pas de déboucher sur une réalisation concrète. Au cours de cette décennie, on découvre de nombreux corps aux caractéristiques similaires à celles de Pluton, aux confins du système solaire. Ces objets transneptuniens, qui forment la ceinture de Kuiper, ravivent l'intérêt scientifique d'une exploration de Pluton. Finalement, en 2001, la NASA accepte de financer le développement d'une sonde spatiale, baptisée New Horizons, chargée de l'étudier in situ.

### Pluton et la ceinture de Kuiper

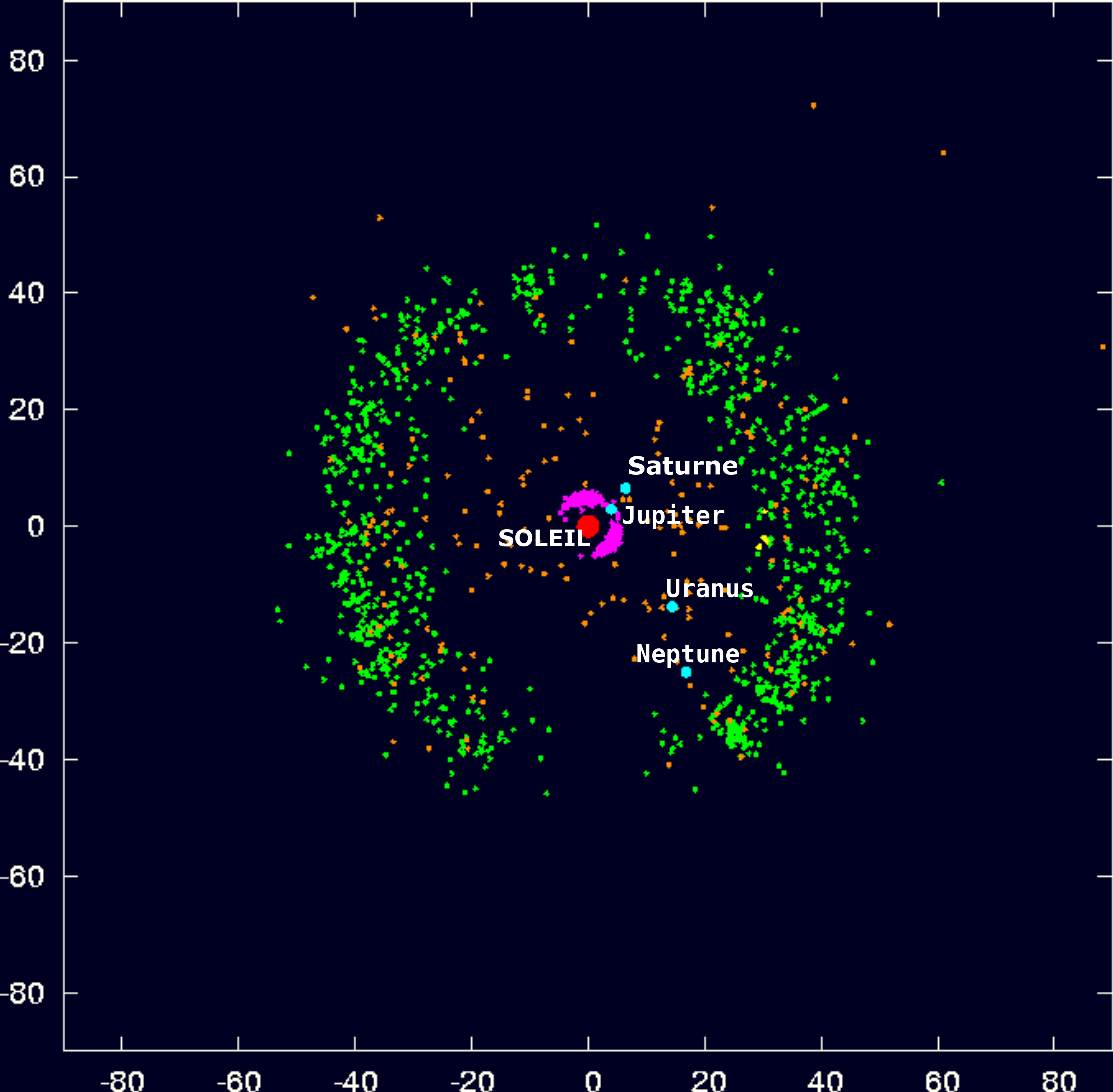
Position des objets de la ceinture de Kuiper ou TNO (points verts) identifiés en 2007.

Les corps célestes du système solaire sont regroupés en trois régions :
- les planètes telluriques (Mercure, Vénus, Terre, Mars), caractérisées par une composition rocheuse, et situées en deçà de la ceinture d'astéroïdes ; elles se trouvent à des distances comprises entre 0,39 (Mercure) et 1,52 (Mars) unités astronomiques (ua) du Soleil (1 ua = ~150 millions de km) ;
- les planètes gazeuses géantes (Jupiter, Saturne, Uranus et Neptune), composées principalement d'hydrogène ; elles circulent sur des orbites comprises entre 5,2 (Jupiter) et 30,1 (Neptune) ua du Soleil ;
- les objets transneptuniens, situés à une distance comprise entre 30 et ~50 ua du Soleil.

Pluton fait partie de ce dernier sous-ensemble, constitué de planètes naines glacées à la surface solide, mais composées essentiellement de matière gelée (eau, azote, dioxyde de carbone, méthane et monoxyde de carbone) et de matière rocheuse. Ces naines forment la ceinture de Kuiper, qui s'étend jusqu'à 50 unités astronomiques (ua) du Soleil. Pluton est le plus grand objet connu de cette ceinture, avec Éris.
Pluton est découverte en 1930, par l'astronome américain Clyde Tombaugh, et à l'époque considérée comme la neuvième planète du système solaire. À la date de sa découverte, on estime que la taille de Pluton est proche de celle de la Terre, mais on découvre par la suite que la planète est plus petite que la Lune. Jusqu'au début des années 1990, aucun autre corps céleste n'est découvert au-delà de l'orbite de Pluton. En 1992, un premier objet transneptunien (TNO) est observé, puis les découvertes se multiplient, et à la date de lancement de New Horizons (2006), plus de 1 000 corps avaient été découverts, et la présence de plus de 100 000 autres, d'un diamètre supérieur à 100 km, circulant sur une orbite comprise entre 30 et 50 ua, était prédite. Les caractéristiques des objets transneptuniens découverts (distance du Soleil, inclinaison importante, composition, résonance avec Neptune, fréquence des systèmes doubles), font de Pluton un TNO caractéristique. Confronté, du fait de ces découvertes, à la multiplication de planètes potentielles dans le système solaire, l'organisme de classification officiel dans le domaine de l'astronomie (l'Union astronomique internationale), ajoute en 2006 un critère supplémentaire à la définition d'une planète : celle-ci doit avoir fait place nette dans son voisinage orbital. Ce n'est pas le cas de Pluton (comme des autres objets transneptuniens), qui perd son statut de planète et est reclassée comme planète naine, en dépit d'une forte opposition d'une partie de la communauté scientifique américaine, car il s’agissait de la seule planète découverte par un Américain. Les objets transneptuniens sont sans doute des planétésimaux, c'est-à-dire des embryons de planète, dont le processus de formation a été interrompu par le déplacement des planètes géantes gazeuses intervenu peu après la naissance du système solaire.

#### Caractéristiques de Pluton
Du fait de son excentricité, Pluton parcourt son orbite autour du Soleil en 248 années terrestres, à une distance du Soleil qui oscille entre environ 4,4 et 7,4 milliards de kilomètres. En juillet 2015, Pluton se situe à environ 4,77 milliards de km de la Terre, soit 32 fois la distance Terre-Soleil. L'inclinaison par rapport au plan de l'écliptique, 17 degrés, est beaucoup plus élevée que celle des planètes du système solaire. Pluton s'éloigne du Soleil depuis 1989, et circulait à l'intérieur de l'orbite de Neptune de 1979 jusqu'en 1999.
Le diamètre de Pluton, évalué avant le survol à environ 2 380 km, est nettement inférieur à celui de la Lune (3 474 km). Distance et faible taille se combinent pour rendre l'étude de la planète naine depuis la Terre très difficile, avec un diamètre apparent inférieur à 1 % de celui de la planète Mars. La planète tourne sur elle-même en 6,4 jours, de manière synchrone avec son satellite principal Charon, si bien qu'elle lui présente toujours la même face. De manière très inhabituelle dans le système solaire (hormis Uranus), l'axe de rotation est incliné de 118° par rapport au nord céleste. La température moyenne à la surface est environ de −233 °C. Les observations spectrométriques depuis la Terre ont permis de déterminer que la surface de Pluton était couverte principalement de glaces d'azote, de monoxyde de carbone, de méthane et d'éthane. Elle présente des zones brillantes et sombres, les plus contrastées de toutes les planètes du système solaire. Pluton fait partie du nombre très réduit de corps du système solaire disposant d'une atmosphère perceptible. Celle-ci est très ténue (50 000 fois moins dense que celle de la Terre et 300 fois inférieure à celle de Mars), et composée essentiellement d'azote, avec des traces de méthane, de monoxyde de carbone et d'hydrocarbures plus lourds. Cette atmosphère subit des variations importantes du fait de l'excentricité de l'orbite et de l'inclinaison de l'axe de rotation. La gravité à la surface de Pluton est égale à 6 % de celle de la Terre. La densité de la planète, évaluée à environ 2, indique que Pluton est composé de 35 % de glace et de 65 % de matériaux rocheux.

Carte de Pluton établie à partir des observations du télescope spatial Hubble[Note 2]
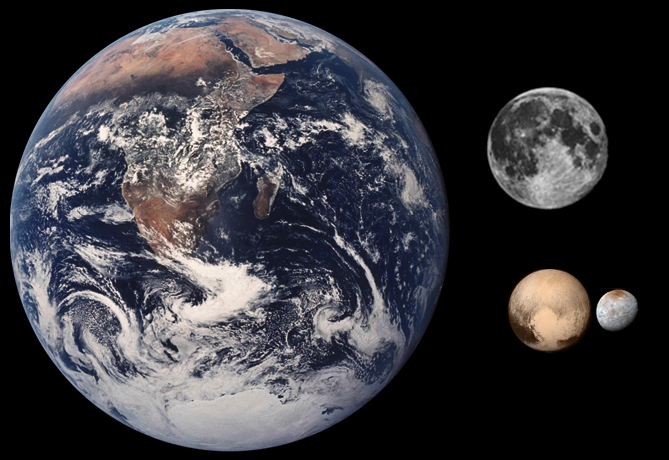
Pluton et Charon comparées à la Terre et la Lune.
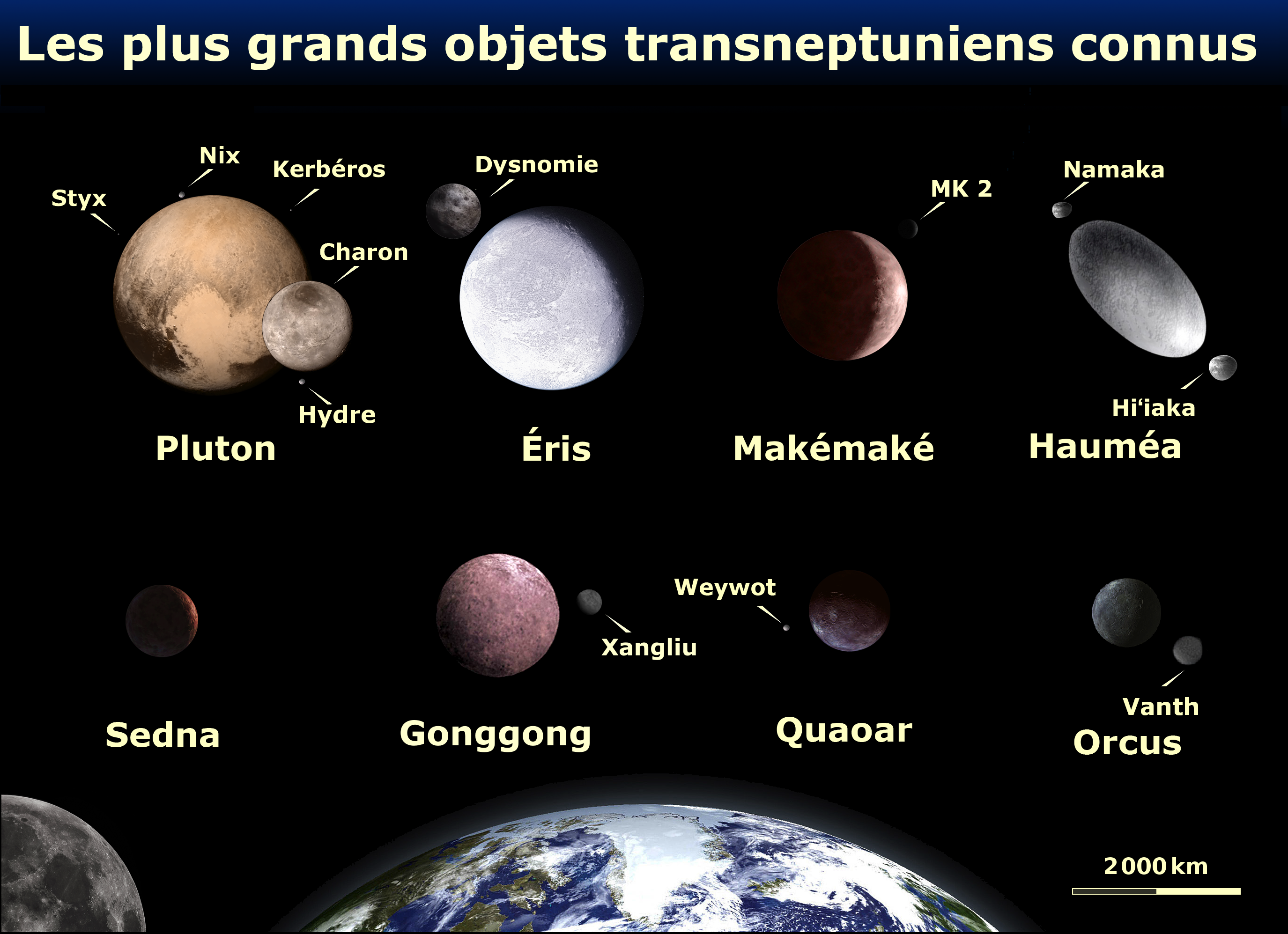
Huit des plus grands objets transneptuniens.

#### Système plutonien

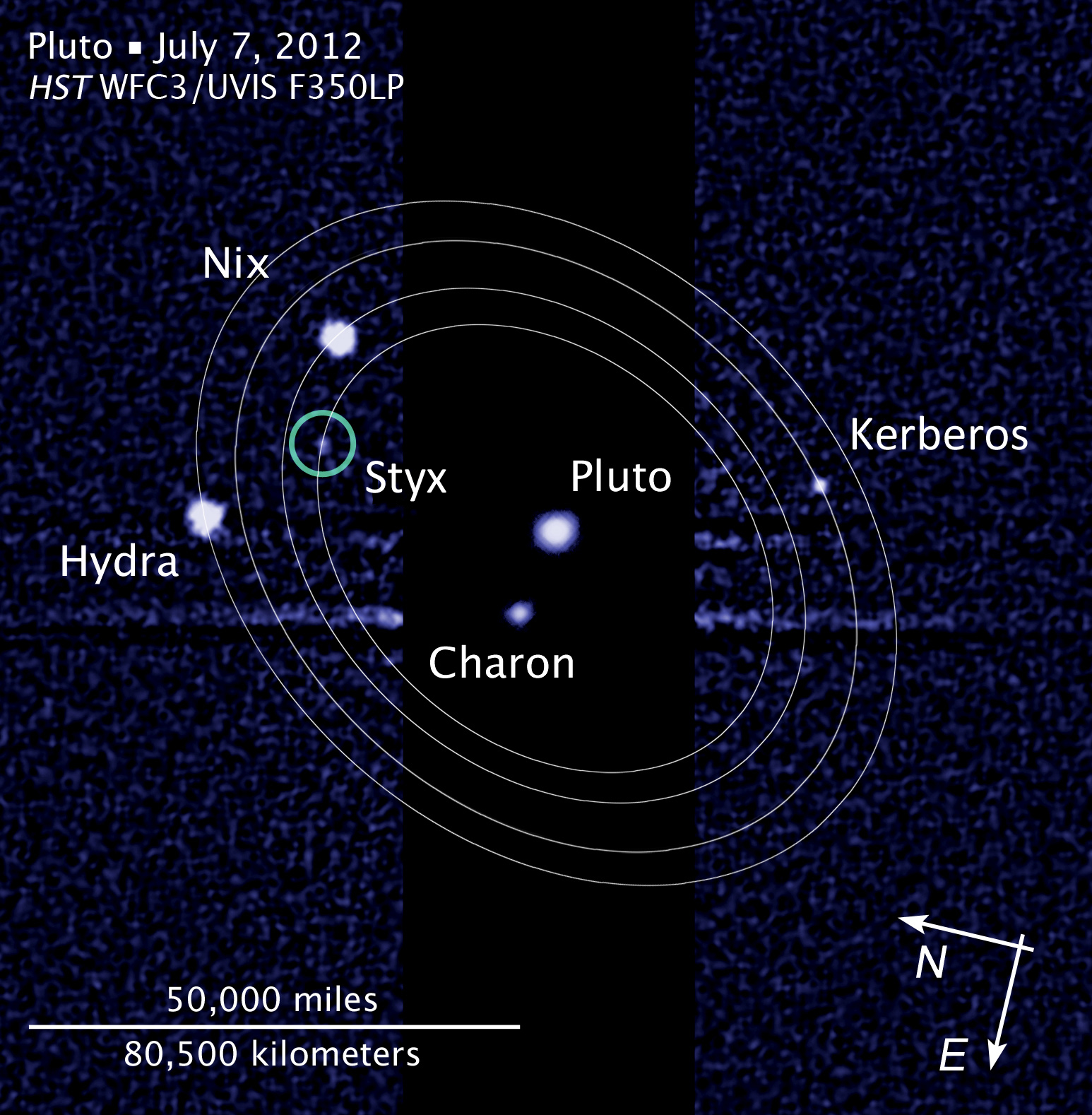
Orbites des satellites de Pluton.

Cinq satellites naturels de Pluton sont connus avant le survol de New Horizons. Tous ont une orbite quasi circulaire (excentricité inférieure à 0,006) et pratiquement située dans le plan équatorial de Pluton (inclinaison inférieure à 1 °) :
- le plus grand, Charon, est identifié dès 1978 et a un diamètre de 1 207 km. Le couple qu'il forme avec Pluton est généralement considéré comme un système double parce que, le rapport des deux masses étant relativement faible (8 pour 1), le barycentre du couple (qui est aussi le centre géométrique de leurs orbites) ne se situe pas à l'intérieur d'un des deux corps ;
- deux satellites plus petits sont découverts en 2005 et nommés Hydre (61 km de diamètre) et Nix (46 km de diamètre)[3] ;
- lors d'une nouvelle campagne d'observation réalisée à l'aide du télescope spatial Hubble, une nouvelle lune est observée le 28 juin 2011 et baptisée Kerbéros. Sa taille est comprise entre 13  et   34 kilomètres et son orbite est inscrite entre celles de Nix et d'Hydre[4] ;
- une dernière lune appelée Styx est découverte en juillet 2012[5].

| Corps    | Année découverte | Diamètre   | Masse          | Densité   | Gravité // Terre | Rayon de l'orbite                                              | Période orbitale | Autres caractéristiques |
| -------- | ---------------- | ---------- | -------------- | --------- | ---------------- | -------------------------------------------------------------- | ---------------- | --- |
| Pluton   | 1930             | 2 368 km   | 1,3 x 1022 kg  | 1,8 - 2,1 | 0,07             | Entre 29,7 ua (4,7 milliards km) et 39,5 ua (autour du Soleil) | 248 ans          | Température en surface : entre −218 °C et −238 °C Atmosphère : azote, méthane, monoxyde de carbone Surface : azote, eau, méthane, monoxyde de carbone gelés |
| Charon   | 1978             | 1 207 km   | 0,15 x 1022 kg | 1,66      | -                | 17 500 km                                                      | 6,9 jours        | Pas d'atmosphère détectable Surface : glace d'eau |
| Styx     | 2012             | 4 à 14 km  |                |           | -                | 42 656 km                                                      | 20,2 jours       | |
| Nix      | 2005             | 56 × 26 km |                |           | -                | 48 694 km                                                      | 24,9 jours       | |
| Kerbéros | 2011             | 15 km      |                |           | -                | 57 783 km                                                      | 32,2 jours       | |
| Hydre    | 2005             | 58 × 34 km |                |           | -                | 64 738 km                                                      | 38,2 jours       | |

### Premiers projets d'exploration spatiale
Après le survol de Neptune par la sonde spatiale américaine Voyager 2 en 1989, Pluton est la dernière planète du système solaire (à l'époque elle n'a pas été reclassée en planète naine) à ne pas avoir été étudiée in situ par un engin spatial. En raison de son éloignement (en 2015 Pluton se situe à près de 35 ua de la Terre soit trois fois plus loin que Saturne) et de son inclinaison par rapport au plan de l'écliptique (17°), Pluton est une destination difficile à atteindre. Au cours des deux décennies postérieures au programme Voyager, plusieurs projets de l'agence spatiale américaine (la NASA) sont élaborés puis annulés.

#### Planetary Grand Tour
Le premier projet d'exploration de Pluton avait été le programme Planetary Grand Tour qui prévoyait l'envoi de quatre sondes, dont deux en direction de Jupiter, Saturne et Pluton. Mais à la suite des contraintes budgétaires de la NASA, cette dernière a été dans l'obligation de revoir sa copie et de n'envoyer que deux sondes : Voyager 1 et 2. La mission pour Pluton est abandonnée car le Jet Propulsion Laboratory (JPL) ne pouvait diriger, pour des raisons de configuration planétaire, une sonde spatiale à la fois vers Uranus, Neptune et Pluton. Voyager 1 aurait pu aller explorer Pluton mais il aurait fallu accepter de survoler Titan, le satellite principal de Saturne, à plus grande distance.

#### Pluto-350 et Mariner Mark II

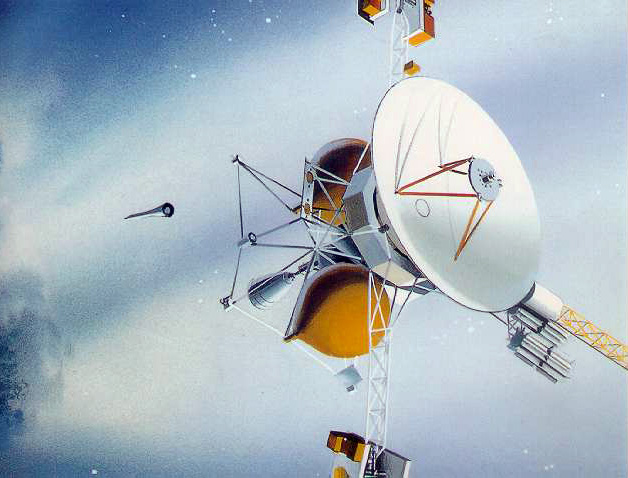
Vue d'artiste de la plateforme Mariner Mark II.

Au début des années 1990, la NASA, motivée par une certaine pression scientifique et les premiers indices concernant la ceinture de Kuiper (pas encore découverte à l'époque), forme un groupe de travail chargé de concevoir une mission de survol de Pluton. Le résultat de ces travaux, baptisé Pluto-350, est publié en 1990. L'objectif retenu est l'envoi d'une charge utile réduite, permettant une première reconnaissance de Pluton et Charon. L'engin spatial résultant a une masse de 350 kg, et dispose d'un générateur thermoélectrique à radioisotope pour son énergie. L'instrumentation scientifique comprend 4 instruments, d'une masse totale inférieure de moitié à celle des sondes Voyager. Il est prévu que Pluto-350 soit lancé en 1999 par une fusée Delta II et, après plusieurs assistances gravitationnelles de la Terre et de Vénus, puis de Jupiter, atteigne Pluton en 2015. Peu de temps après ces travaux, la NASA démarre l'étude d'une mission beaucoup plus lourde, utilisant la plateforme Mariner Mark II, développée par ailleurs pour la mission Cassini-Huygens. Ce nouveau projet permet d'emporter une charge utile scientifique nettement plus importante, ainsi qu'un engin largable, chargé d'étudier la face non visible de Pluton lors du survol. Le groupe de travail scientifique de la NASA décide d'accorder une priorité élevée à ce projet, dont le cahier des charges est rédigé. Mais dans un contexte budgétaire devenu difficile, le groupe de travail opte finalement, en 1992, pour le développement du projet Pluto-350.

#### Pluto Fast Flyby et Pluto Kuiper Express

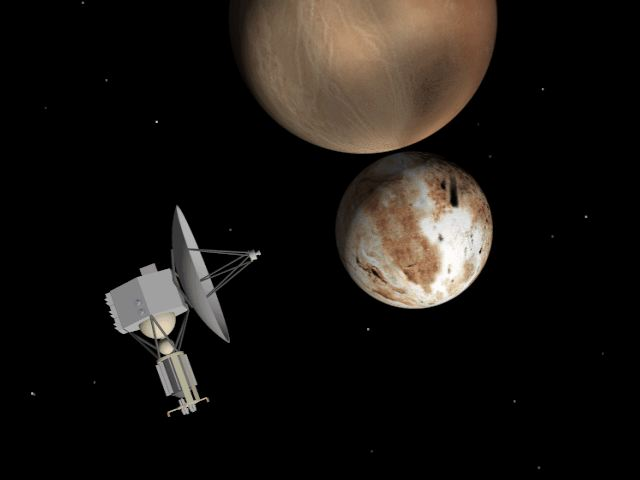
Vue d'artiste de la sonde spatiale Pluto Kuiper Express, projet annulé en 2000.

Mais en 1992, en application de la nouvelle doctrine de la NASA, « faster, better, cheaper », un projet concurrent, Pluto Fast Flyby (PFF) est proposé  par des ingénieurs du centre JPL de la NASA, et des étudiants du California Institute of Technology. Il fait appel à des concepts radicaux pour parvenir à atteindre une vitesse de croisière initiale très élevée (survol de Pluton au bout de sept à huit ans, au lieu des quinze ans des projets précédents), dans une enveloppe de coût réduite, moins de 500 millions US$, en n'incluant pas le lanceur. Il s'agit de développer deux engins spatiaux, pesant chacun moins de 50 kg, dont 7 kg d'instrumentation scientifique. Le lancement est prévu en 2004, mais il rencontre des difficultés importantes : augmentation de la masse, qui passe à 140 kg, et des coûts liés à une nouvelle règle incluant le prix du lanceur : le lanceur prévu, Titan IV, facturé 800 millions US$, faisait exploser le budget prévu initialement. Plusieurs évolutions du projet sont étudiées en 1994-1995, pour réduire les coûts — suppression d'un des deux engins spatiaux, collaboration avec la Russie ou l'ESA, utilisation d'un lanceur léger — sans qu'aucune solution viable ne se dégage. Le projet est néanmoins mis à profit pour développer une série d'instruments miniaturisés : spectromètre, caméras, instruments d'étude du plasma. Au milieu des années 1990, l’intérêt croissant de la communauté scientifique pour la ceinture de Kuiper, tout juste découverte, pousse la NASA à demander au JPL de revoir le projet PFF, en incluant dans les objectifs l'exploration de la fameuse ceinture. La mission refondue, baptisée Pluto Kuiper Express (PKE), prévoit le lancement d'un engin spatial de 175 kg, dont 9 kg d'instrumentation scientifique, mais fin 1996 le projet est pratiquement arrêté par l'administrateur de la NASA, Daniel Goldin. En 1999, toutefois, sous la pression de la communauté scientifique, la procédure de sélection des instruments scientifiques est finalement lancée. Mais en septembre 2000, la NASA décide d'arrêter le projet, en justifiant sa décision par le coût trop élevé du projet, désormais supérieur à 1 milliard US$.

### Sélection de New Horizons, conception et construction de la sonde spatiale
Au début des années 2000, le rapport du National Research Council (NRC)  fait de Pluton et de la ceinture de Kuiper un objectif prioritaire de l'exploration du système solaire. Les responsables de la NASA, de nouveau sollicités par la communauté scientifique et l'opinion publique, décident de lancer fin 2000 un appel à propositions pour une mission de survol de Pluton. Le cahier des charges est fourni par la NASA en janvier 2001, et les réponses sont attendues début avril 2001. Il s'agit de la première mission vers les planètes externes dont la direction soit confiée à un responsable scientifique, à l'image de ce qui est réalisé pour les missions beaucoup plus modestes du programme Discovery. Le cahier des charges impose l'utilisation d'un lanceur Atlas V ou Delta IV, et des générateurs thermoélectriques à radioisotope, pièces de rechange du programme Cassini-Huygens, sont mis à disposition, pour un coût compris entre 50 millions et 90 millions US$ (ce dernier modèle fournissant plus d'énergie). Le coût total est plafonné à 506 millions US$ (2001). Il s'agit de la première mission du programme New Frontiers, que la NASA vient de créer pour les missions d'exploration du système solaire de coût intermédiaire.

#### Sélection

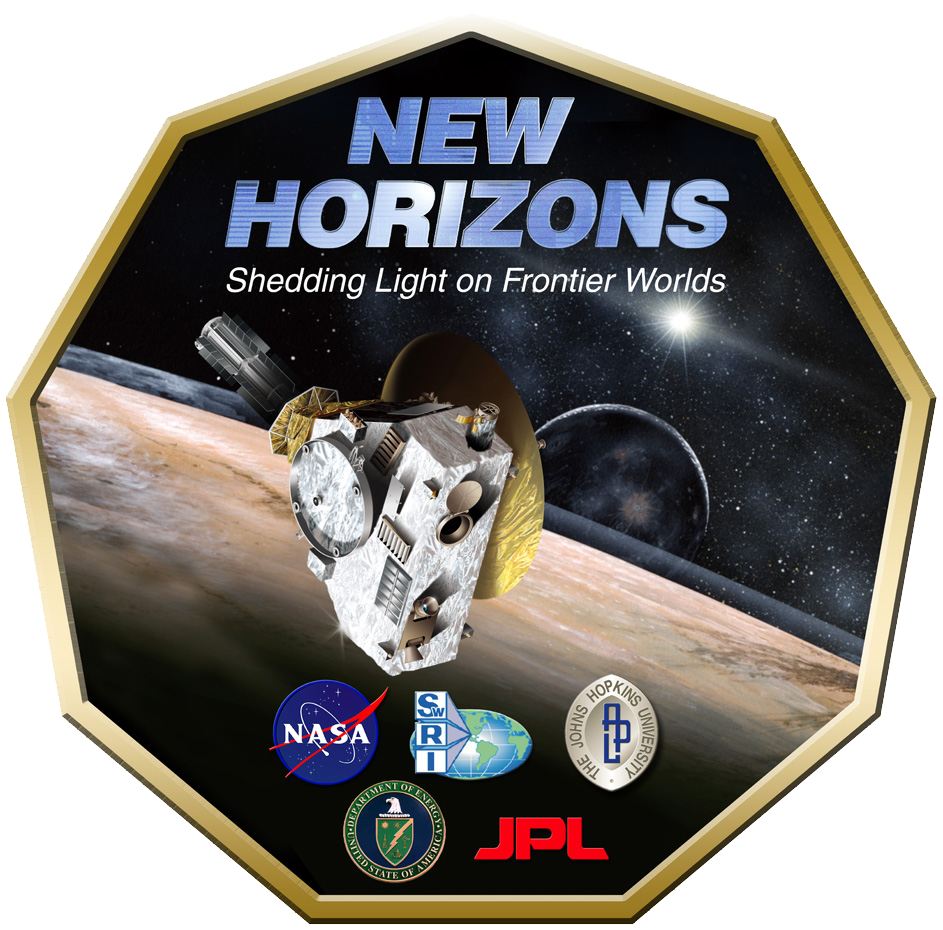
Macaron de la mission.

Cinq équipes sont en lice pour la réponse à l'appel à propositions, dont deux du centre JPL de la NASA. L'équipe qui propose New Horizons s'articule autour d'Alan Stern, responsable du projet et membre de l'institut Southwest Research Institute (SwRI), de plusieurs autres scientifiques du SwRI et du laboratoire APL de l'université Johns-Hopkins, qui a déjà construit plusieurs engins spatiaux scientifiques. Le nom de baptême retenu, New Horizons (nouveaux horizons en français) fait à la fois allusion aux perspectives scientifiques liées aux découvertes de la ceinture de Kuiper, et au mode de fonctionnement du programme New Frontiers, inauguré par la future mission. Les premiers travaux sur New Horizons débutent fin 2000, peu après l'abandon du programme Pluto Kuiper Express. Une équipe du laboratoire APL, affectée jusque-là au développement de la mission NEAR en cours de finalisation, est chargée de définir un plan de mise en œuvre réaliste, ainsi que d'esquisser la conception de la mission. L'équipe est formée dans l'espoir que les nombreuses études menées jusque-là pour l'exploration de Pluton déboucheront sur un projet concret. Une première sélection, officialisée en juin, désigne comme finalistes POSSE (Pluto Outer Solar System Explorer), un projet du JPL, et New Horizons. Ce dernier est sélectionné par la NASA le 19 novembre 2001.

#### Développement de la sonde spatiale
Le développement de New Horizons, qui mobilise un effectif d'environ 2 500 personnes, connaît de nombreuses péripéties. La principale difficulté rencontrée concerne la production du plutonium 238, nécessaire pour alimenter la sonde spatiale en énergie. Celui-ci devait, selon les plans initiaux, fournir 285 watts au lancement et 225 watts durant le survol de Pluton. À la suite de difficultés rencontrées par le Laboratoire national de Los Alamos chargé de sa production, la puissance prévue durant le survol chute à 190 W. Finalement cette valeur est réévaluée à 200 watts, ce qui est suffisant pour faire fonctionner les instruments conformément à ce qui était planifié. La masse de la sonde spatiale s'accroit de 50 kg en phase de conception, et plusieurs mesures doivent être prises pour revenir au poids initial : le diamètre de l'antenne grand gain est ramené de 3 à 2,1 mètres, et les angles de la plateforme triangulaire sont rognés. La taille de la mémoire de masse est accrue pour permettre de recueillir plus de données durant le survol. Les viseurs d'étoiles de faible masse, développés pour la mission, doivent être abandonnés à la suite de difficultés de mise au point, pour des équipements existants plus lourds. L'instrument SDC (Student Dust Counter) développé par une équipe d'étudiants dans le cadre du programme de vulgarisation scientifique de la NASA Education and Public Outreach est ajouté à la charge utile. Enfin des obturateurs sont ajoutés pour protéger la partie optique des instruments PEPSSI, SWAP et LORRI durant le lancement. Durant la phase de développement, et en partie dans la perspective de la mission, les astronomes multiplient leurs observations du système plutonien, et de nombreuses découvertes sont effectuées. Les connaissances sur la structure de l'atmosphère de Pluton et sur Charon sont largement modifiées, et de nouveaux satellites de Pluton sont découverts, dont notamment Nix et Hydre en 2005. Plusieurs corps célestes d'une taille proche de celle de Pluton sont découverts dans la ceinture de Kuiper.

## Objectifs scientifiques

### Interrogations de la communauté scientifique

#### Ceinture de Kuiper
La découverte de la ceinture de Kuiper, dans les années 1990, a profondément modifié notre perception du système solaire. Mais même les télescopes les plus puissants, comme Hubble, sont incapables d'effectuer des observations détaillées des objets transneptuniens qui la peuplent, et ne permettent donc pas de connaitre leurs caractéristiques précises, alors que celles-ci pourraient fournir des indices importants sur la formation du système solaire. La ceinture de Kuiper abrite en effet des corps dont la composition reflète sans doute l'état de la matière dans une phase intermédiaire du processus de formation des planètes. Ce dernier s'est arrêté dans la ceinture de Kuiper, à la suite des bouleversements suscités par les changements d'orbite des planètes géantes gazeuses, au cours des premières centaines de millions d'années.

#### Système plutonien
Pluton et sa lune Charon présentent de nombreuses caractéristiques originales, qui justifient une étude approfondie :
- le système plutonien (Pluton et ses satellites) constitue le premier système double qui pourra être observé in situ. En effet, Charon, le plus gros satellite de Pluton, a plus de la moitié de son diamètre, contrairement aux satellites habituels, dont le diamètre ne représente que quelques pourcents de la planète autour de laquelle ils orbitent. Les systèmes doubles semblent abonder parmi les astéroïdes et les objets transneptuniens, et leur étude peut donc avoir des applications importantes.
- le mode de formation du système plutonien constitue une inconnue. La théorie dominante est que Pluton est entré en collision avec un autre corps de grande taille, dans un passé éloigné, et que la plupart des débris produits par l'impact se sont placés en orbite autour de Pluton, et se sont agrégés pour former Charon. Dans la mesure où la formation de la Lune résulte sans doute du même processus, l'étude du système plutonien peut permettre d'éclaircir l'histoire de notre propre système planétaire.
- les informations disponibles avant le survol montraient de grandes différences entre les surfaces de Pluton et de Charon : Pluton a une surface fortement réfléchissante, dispose d'une calotte polaire et d'une atmosphère. Toutes ces caractéristiques sont absentes de Charon. Quelle est l'origine de ces différences entre ces deux corps voisins et de taille proche ?
- Pluton ressemble beaucoup, par la taille, la densité et la composition de la surface, au plus grand satellite de Neptune, Triton. Celui-ci est un objet transneptunien capturé par la planète, et présente une activité cryovolcanique. Est-ce que Pluton présente également cette même caractéristique ?
- Pluton est un des rares corps célestes disposant d'une atmosphère perceptible. Son étude peut donner des informations sur l'atmosphère de deux autres lunes, Triton et Titan, associées à des géantes gazeuses. Cette atmosphère subit un échappement atmosphérique important, qui pourrait permette de comprendre comment l'atmosphère de la Terre a évacué son hydrogène, permettant à la vie, telle qu'on la connaît, d'apparaitre.
- l'orbite, fortement elliptique, de Pluton, et l'inclinaison de son axe sont à l'origine de fortes variations de température, dont les effets pourraient être intéressants à observer.
- les observations spectrométriques ont montré que des composants organiques (comme le méthane) sont présents à la surface de Pluton, mais également à la surface d'autres objets transneptuniens. On considère que ces objets ont, au début de la formation du système solaire, pénétré dans certains cas dans les zones du système solaire les plus proches du Soleil, et sont allés frapper la Terre. Ils auraient pu ainsi apporter des briques organiques.

### Objectifs de la mission New Horizons
Les objectifs de la mission New Horizons  visent à répondre aux axes de recherche identifiés par la communauté scientifique et recensés ci-dessus. Mis à part ceux concernant le système de Jupiter, les objectifs détaillés peuvent se répartir en trois groupes :
- objectifs prioritaires[11] :
  - obtenir une description globale de la géologie et de la morphologie de Pluton et de Charon,
  - déterminer la composition de la surface de Pluton et Charon,
  - déterminer les caractéristiques de l'atmosphère neutre de Pluton et son taux d'échappement ;
- objectifs importants[11] :
  - étudier la variation dans le temps de la surface et de l'atmosphère de Pluton,
  - réaliser des prises de vue en relief de Pluton et Charon,
  - cartographier le terminateur de Pluton et Charon avec une résolution élevée,
  - définir avec une résolution élevée les caractéristiques des terrains de zones choisies de la surface de Pluton et Charon,
  - étudier les caractéristiques de l'ionosphère de Pluton et ses interactions avec le vent solaire,
  - rechercher les molécules présentes dans l'atmosphère neutre de Pluton,
  - rechercher la présence d'une atmosphère autour de Pluton,
  - déterminer la température à la surface de Pluton et Charon ;
- objectifs secondaires[11] :
  - caractériser les particules énergétiques présentes dans l'environnement de Pluton et de Charon,
  - définir, de manière plus précise, les caractéristiques principales de Pluton et Charon (rayon, masse, densité) ainsi que leurs paramètres orbitaux,
  - rechercher des anneaux ou satellites non identifiés.

### Retombées attendues
Les mesures effectuées dans le système de Pluton vont améliorer les connaissances sur ses origines, les processus à l’œuvre à la surface de la planète naine, le cycle de transport des volatils et les caractéristiques énergétiques et chimiques de son atmosphère. De manière plus générale, ces observations vont apporter des éléments de compréhension sur les objets célestes formés par des impacts géants (comme l'ensemble Terre-Lune), les corps situés aux limites du système solaire (comètes, planètes naines glacées), les planètes et lunes caractérisées par une pression de vapeur en équilibre (comme Triton et Mars) et les autres corps célestes ayant une atmosphère dominée par le méthane et l'azote (comme Titan, Triton et la Terre primitive).

## Architecture de la mission

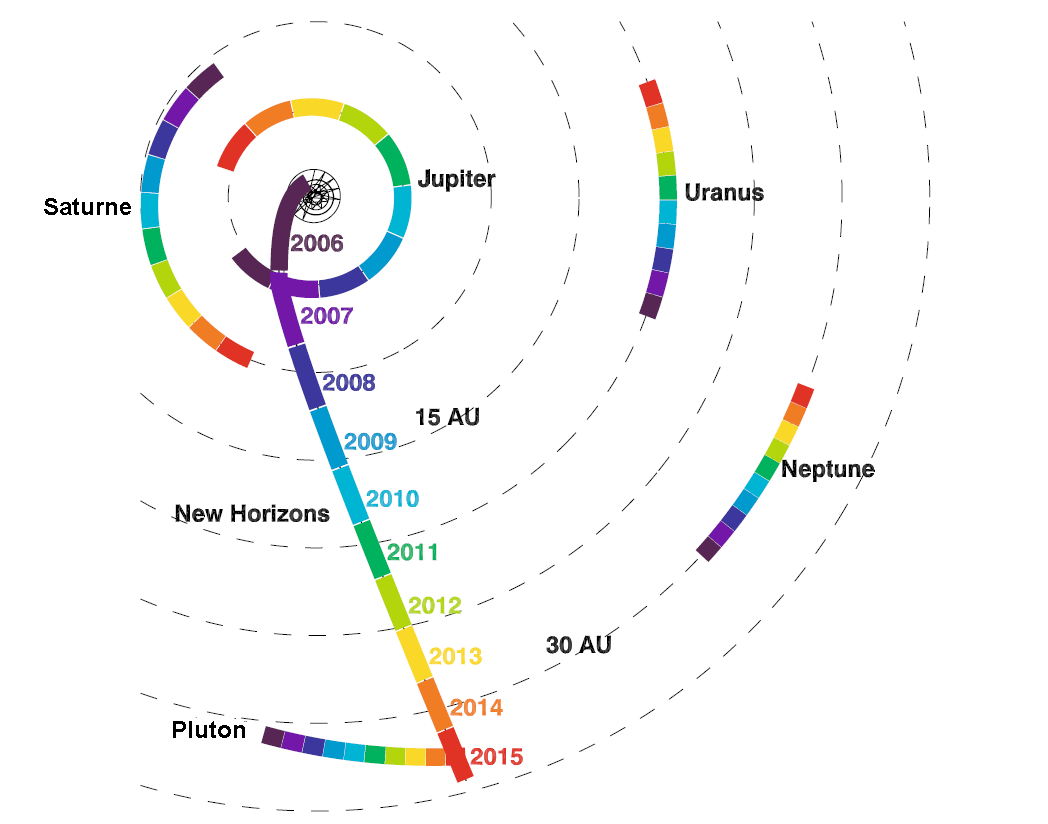
Trajectoire de New Horizons et des planètes externes de 2006 à 2015.

Le déroulement de la mission et les caractéristiques de  New Horizons ont été largement déterminés par les nombreuses contraintes liées aux caractéristiques particulières de Pluton : la disparition de l'atmosphère de la planète naine qui pourrait intervenir avant 2020, la nécessité d'impulser une vitesse sans précédent à la sonde spatiale pour qu'elle puisse atteindre ces confins du système solaire, la faiblesse de l'ensoleillement et le faible débit des télécommunications à cette distance.

### Hypothèse d'une condensation cyclique de l'atmosphère de Pluton
Pluton circule sur une orbite de 248 ans avec une forte excentricité. Sa distance au Soleil varie entre 29,7 et 49,4 ua. L'inclinaison de son plan orbital par rapport à l'écliptique atteint 17°, beaucoup plus importante que celle des huit planètes. La planète naine est passée au plus près du Soleil en 1989 et dorénavant s'en éloigne. Les scientifiques estimaient à l'époque de la conception de la mission que vers 2020 l'atmosphère de Pluton, du fait de son éloignement progressif du Soleil et de son inclinaison, se condenserait sur le sol. Le survol de Pluton devait donc impérativement avoir lieu avant cette date.
En 2013, bien après que la sonde spatiale a été lancée, les résultats d'une étude de l'atmosphère de Pluton effectuée en observant à plusieurs reprises l'occultation d'étoiles par la planète ont prouvé que la disparition de l'atmosphère en 2020 était une hypothèse complètement erronée. Celle-ci s'est même densifiée l'année de la publication du rapport.

### Contrainte de la vitesse de lancement
L'envoi d'une mission jusqu'à Pluton nécessite plus d'énergie qu'un lancement vers les huit planètes du système solaire. Pluton est située aux franges du système solaire, et pour que New Horizons puisse l'atteindre sans que cela prenne plusieurs dizaines d'années, il est nécessaire de lui imprimer une vitesse qu'aucun lanceur n'a jamais atteinte. La vitesse héliocentrique (par rapport au Soleil) de la sonde spatiale, qui est de 45 km/s au lancement dans la configuration retenue, chute à 19 km/s au niveau de Jupiter, puis à 10 km/s au niveau de Pluton, si aucune manœuvre intermédiaire n'est effectuée. Les concepteurs de la mission ont opté pour une trajectoire indirecte, ayant recours à la technique de l'assistance gravitationnelle, qui permet de gagner 5 km/s dans le scénario retenu. L'assistance gravitationnelle permet à une sonde spatiale d'accroître sa vitesse tout en changeant sa direction, grâce au survol à basse altitude d'une planète, effectué dans des conditions très précises. Plusieurs scénarios ont été étudiés, combinant l'assistance gravitationnelle d'une ou plusieurs planètes : simple survol de Jupiter (trajectoire JGA), survol de la Terre puis de Jupiter, deux survols de Vénus suivis du survol de la Terre et de Jupiter. Les trajectoires comportant des survols multiples permettent de diminuer la puissance du lanceur nécessaire, et donc le coût de la mission, mais présentent l'inconvénient d'allonger la durée du transit vers Pluton. Pour qu'une manœuvre d'assistance gravitationnelle puisse se réaliser, il est nécessaire que la planète survolée soit située à des emplacements bien précis. Pour la trajectoire JGA finalement retenue car la plus efficace, la fenêtre de lancement s'ouvre tous les treize mois. Compte tenu des contraintes de calendrier de la mission, deux opportunités de lancement sont identifiées : décembre 2004, caractérisée par une assistance de Jupiter particulièrement efficace, et janvier 2006. La fenêtre de lancement de 2004 ne sera pas retenue du fait du retard pris par le projet.
La masse relativement réduite de la sonde spatiale (478 kg) découle directement de la vitesse que le lanceur doit imprimer à New Horizons. Bien que la fusée utilisée soit la version la plus puissante du lanceur lourd Atlas V, un étage à propergol solide de type Star 48B, permettant d'accroitre la vitesse de 4,1 km/s, a dû être ajouté pour permettre d'atteindre la vitesse désirée.
New Horizons devait survoler Pluton à une vitesse de 13,7 km/s. Dans ces conditions, il n'était pas envisageable de placer la sonde spatiale en orbite autour de la planète naine, car cela aurait nécessité l'ajout de plusieurs tonnes d'ergols pour que celle-ci parvînt, à l'aide de sa propulsion, à réduire suffisamment sa vitesse. L'absence d'une atmosphère dense ne permettait pas non plus d'envisager un aérofreinage pour remplir cet objectif.

### Éloignement du Soleil et de la Terre
Pluton se situe au plus près à 28 unités astronomiques du Soleil et l'énergie solaire reçue à cette distance est le millième de celle reçue en orbite terrestre. Le recours à un générateur thermoélectrique à radioisotope, qui utilise la chaleur produite par la désintégration radioactive de pastilles de dioxyde de plutonium 238 (238PuO2), est la seule solution existante pour alimenter en énergie la sonde lorsque celle-ci survole Pluton. Pour rester dans le devis de poids, la sonde dispose d'un seul RTG fournissant seulement 200 watts. Il faut donc limiter la consommation électrique nécessaire au maintien d'une température minimale, ce qui passe par une isolation thermique performante, et concevoir ou sélectionner des instruments ayant une consommation très réduite. Au niveau de l'orbite de Pluton, une communication aller-retour avec la Terre met environ 9 heures ; la sonde devait donc être complètement autonome lorsqu'elle survolerait Pluton. Compte tenu du faible débit des télécommunications à cette distance de la Terre, il fallait que New Horizons pût stocker l'ensemble des données scientifiques recueillies lors du survol et prendre en compte le fait que leur transfert s'étalerait sur plusieurs mois.

### Comparaison des caractéristiques de New Horizons et Cassini-Huygens
La comparaison des caractéristiques de New Horizons avec celles de la sonde spatiale Cassini-Huygens — projet très coûteux qui explore le système saturnien, également très éloigné — permet d'illustrer les contraintes et les choix d'architecture de la mission :
| Caractéristique                     | Cassini-Huygens                  | New Horizons               | Commentaire |
| ----------------------------------- | -------------------------------- | -------------------------- | --- |
| Coût de la mission                  | 3,26 milliards US$               | 0,7 milliard US$           | Mission à coût modéré, compris entre les missions Flagship et les Discovery. |
| Vitesse héliocentrique au lancement | 40 km/s                          | 45 km/s                    | Vitesse initiale élevée pour atteindre Pluton dans des délais raisonnables. |
| Masse                               | 5 712 kg dont 3 627 kg d'ergols  | 478 kg dont 77 kg d'ergols | Masse réduite par rapport à Cassini, car pour gagner 5 km/s au lancement il faut sacrifier à la propulsion plus de 80 % du poids maximal initialement disponible au lancement. |
| Puissance disponible                | 885 watts                        | 190 watts                  | Peu d'énergie disponible, en raison de la masse et du coût des générateurs thermoélectriques à radioisotope devant assurer la production d'énergie. La sonde ne possède alors qu'un seul de ces générateurs et il est de faible puissance. De plus, la part d'énergie prélevée pour maintenir une température suffisante est importante au niveau de Pluton, du fait de son éloignement du Soleil (la température moyenne au sol de Pluton est évaluée à −223 °C). La faible quantité d'énergie disponible impose, au niveau de Pluton, d'arrêter les instruments lorsque des données sont transmises vers la Terre. |
| Mission                             | Mise en orbite autour de Saturne | Survol de Pluton           | Insertion en orbite autour de Pluton impossible, du fait de la masse réduite de la planète naine (donc de son trop faible champ gravitationnel) et de la capacité d'emport en carburant limitée de New Horizons du fait de la contrainte de masse. |
| Charge utile                        | 18 instruments (> 400 kg)        | 6 instruments (30 kg)      | Résultat imposé par les contraintes de coût et de masse. Par ailleurs la quantité d'énergie disponible ne permet d'alimenter qu'un nombre limité d'instruments. |
| Antenne                             | Non orientable                   | Non orientable             | La sonde spatiale ne peut à la fois recueillir des données et les transmettre vers la Terre. En conséquence, durant la phase de survol unique (contrairement à Cassini), la collecte de données est limitée par la taille de la mémoire de masse (8 gigaoctets). Les données ne sont transférées vers la Terre qu'une fois le passage terminé et les données collectées. |
| Débit télécommunications in situ    | 166 kilobits par seconde         | 1 kilobit par seconde      | Débit très faible, dû à l'éloignement de Pluton et à la taille de l'antenne (diamètre deux fois plus faible pour des raisons de masse). Compte tenu de ce débit, le transfert de la totalité des données recueillies pendant le survol prend environ neuf mois. |
| Contrôle d'attitude                 | Roues de réaction                | Micro-propulseurs          | La suppression des roues de réaction permet d'économiser du poids, mais la solution retenue consomme des ergols non renouvelables. Du coup, contrairement à Cassini, la sonde spatiale est par défaut stabilisée par rotation (« spinée ») pour économiser son carburant. |
| Assistance gravitationnelle         | Vénus (2 fois), Terre, Jupiter   | Jupiter                    | |
| Délai arrivée au niveau de Saturne  | 7 ans                            | 2,5 ans (Pluton 9,5 ans)   | |

### Budget
New Horizons est la première mission du programme New Frontiers de la NASA, dont l'objectif est d'effectuer une exploration scientifique fouillée des planètes du système solaire avec des sondes spatiales d'un coût inférieur à 700 millions de dollars, ce qui les situe sur un plan financier entre les missions du programme Discovery et les missions phares du programme Flagship auquel se rattache Mars Science Laboratory.

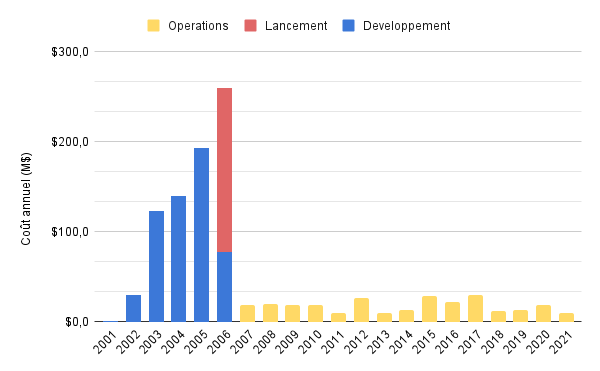
Coût annuel de la mission New Horizons

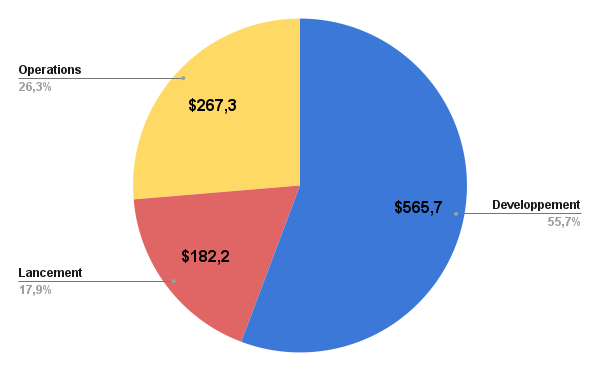
Coût total de la mission New Horizons en 2021.

Fin juin 2016, la mission primaire de New Horizons s'achève : la NASA annonce que le budget permettant le prolongement de la mission jusqu'au survol de (486958) Arrokoth a été débloqué. Une rallonge budgétaire de 14.7 millions de dollars par an est accordée par la NASA. En 2021, le coût total, incluant le lancement, dépasse le milliard de dollars.

## Caractéristiques techniques de la sonde

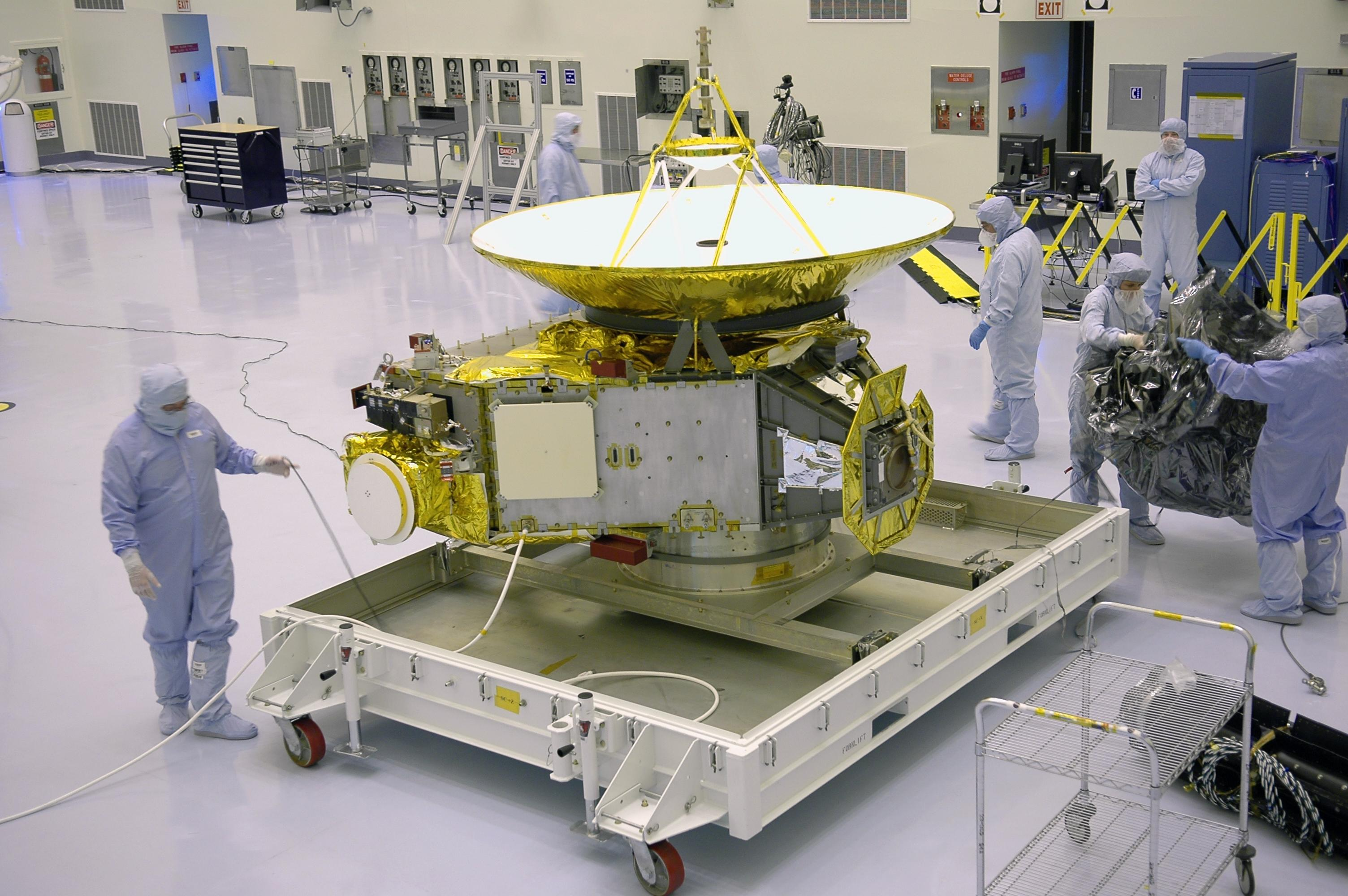
La sonde New Horizons au Centre spatial Kennedy peu avant son lancement. Les protections thermiques dorées ne sont pas encore posées (25 septembre 2005).

### Caractéristiques générales
New Horizons est une sonde compacte, ayant la forme d'un triangle épais et la taille d'un piano. À l'une des pointes du triangle est fixé un générateur thermoélectrique à radioisotope de forme cylindrique, tandis que sur la face supérieure se trouve la grande antenne parabolique de 2,1 mètres de diamètre assurant la liaison avec la Terre. Sans ces appendices, les dimensions maximales de la sonde sont de 2,1 mètres sur 2,7 mètres, pour une épaisseur de 0,7 mètre. De son point d'attache sur le lanceur jusqu'au sommet de son antenne sa hauteur est de 2,2 mètres. Sa masse est de 478 kg, dont 77 kg d'hydrazine utilisé par les propulseurs et 30 kg d'instrumentation scientifique.
La structure de la sonde est bâtie autour d'un cylindre central en aluminium, qui supporte les principales contraintes durant le lancement. À l'une de ses extrémités se trouve l'adaptateur qui solidarise la sonde à la fusée. Des panneaux en nid d'abeilles d'aluminium, auxquels sont accrochés les différents équipements et instruments, sont fixés au cylindre, ainsi que le générateur thermoélectrique à radioisotope. Le réservoir contenant l'ergol utilisé par les propulseurs de la sonde est situé à l'intérieur de ce cylindre.

### Énergie

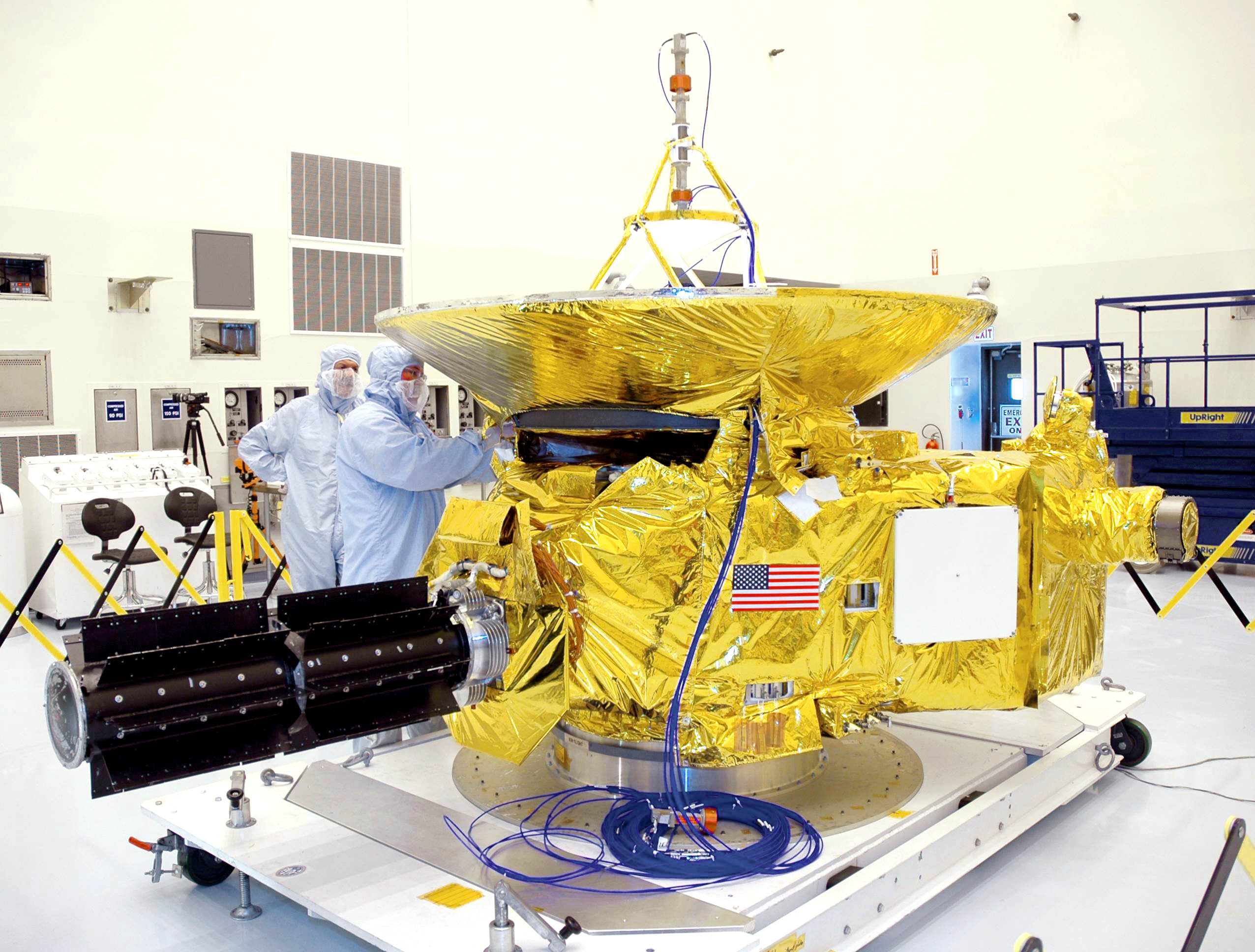
La sonde avec son générateur thermoélectrique à radioisotope. Il ne s'agit que d'une maquette, le vrai RTG est installé immédiatement avant le lancement.

Comme la sonde doit se déplacer aux confins du système solaire, où la quantité d'énergie solaire disponible est très faible, la génération d'électricité ne peut être assurée par les traditionnels panneaux solaires. Un générateur thermoélectrique à radioisotope de type GPHS-RTG est donc embarqué. Il convertit en électricité la chaleur fournie par la désintégration radioactive de 10,9 kg de dioxyde de plutonium 238 238PuO2 : on estimait que ce générateur fournirait encore 190 W en 2015. Le cylindre contenant le générateur est fixé sur un des sommets du triangle. L'antenne parabolique, d'un diamètre de 2,1 m, servant à la communication avec la Terre, est fixée sur une des faces du triangle.
En raison du peu de masse disponible pour ce générateur, ainsi que du coût élevé des RTG en général, celui-ci n'est que d'une puissance relativement faible. Il est, de plus, en grande partie utilisé pour chauffer la sonde, car sans chauffage le froid spatial au niveau de Pluton rendrait les instruments totalement inopérants. Il ne peut donc pas alimenter beaucoup d'instruments, et lorsque l'antenne est orientée vers la Terre pour les transmissions radio, le manque d'énergie disponible impose de couper l'alimentation des instruments de mesure.

### Guidage et contrôle d'orientation
New Horizons ne dispose pas d'assez d'énergie pour utiliser des roues de réaction pour contrôler son orientation. Celle-ci est donc gérée par le biais de propulseurs brûlant de l'hydrazine. Pour éviter de consommer du carburant pour maintenir son orientation fixe par rapport aux étoiles, la sonde spatiale, lorsqu'elle n'est pas active, est maintenue en rotation autour d'un axe passant par ses antennes à raison de 5 tours par minute. En revanche, lorsque New Horizons manœuvre, utilise ses instruments, transmet des informations ou reçoit des données en provenance de la Terre, la rotation de la sonde est arrêtée et son orientation reste fixe, avec un pointage qui dépend de son activité. Les instruments scientifiques ainsi que l'antenne principale de New Horizons ne peuvent pas être orientés individuellement, contrairement à certaines sondes et ce, essentiellement pour limiter les risques d'un éventuel problème mécanique pouvant survenir sur une mission d'une aussi longue durée. Il est donc nécessaire de modifier l'orientation de toute la sonde, afin de pouvoir pointer les antennes vers la Terre ou les instruments scientifiques vers leur cible, mais également, comme pour toutes les sondes, afin de corriger des écarts par rapport à l'orientation retenue ou avant d'effectuer des manœuvres de modification de trajectoire. La sonde détermine son orientation en utilisant des senseurs stellaires, qui sont de petites caméras permettant de prendre 10 fois par seconde une image en grand angle du ciel. Celle-ci est comparée à une carte du ciel stockée en mémoire répertoriant 3 000 étoiles, ce qui permet au calculateur de la sonde de déterminer son orientation. Cette information est complétée par les variations de vitesse scrutées 100 fois par seconde par une centrale à inertie. Si besoin, le système de contrôle d'orientation utilise ses petits moteurs-fusées pour corriger ou modifier cette orientation. Si les senseurs stellaires ne parviennent plus à déterminer l'orientation, des senseurs solaires qui repèrent la position du Soleil prennent le relais.

### Propulsion
La propulsion dont dispose New Horizons ne lui sert pas à accélérer ni à se freiner : en effet, une fois lancée sur sa trajectoire par la fusée Atlas V, la sonde n'a qu'à effectuer des corrections de trajectoire pour survoler successivement Jupiter, puis Pluton et enfin éventuellement d'autres objets situés dans la ceinture de Kuiper, si ceux-ci sont situés à sa portée. Les propulseurs dont dispose la sonde effectuent les corrections de trajectoire et modifient l'orientation de la sonde. Elle dispose à cet effet de 16 petits moteurs-fusées brûlant de l'hydrazine. Quatre d'entre eux ont une poussée de 4,4 newtons et sont essentiellement utilisés pour les corrections de trajectoire. Les 12 autres, d'une poussée de 0,8 newton, sont utilisés pour modifier le pointage de la sonde, mettre la sonde en rotation sur elle-même à 5 tours par minute, ou au contraire arrêter la rotation, notamment pour les phases de survol des planètes. La sonde emporte 77 kg d'ergols stockés dans un réservoir en titane. L'hydrazine est mis sous pression par de l'hélium avant d'être injecté dans les moteurs. La quantité d'ergols disponible permet de modifier la vitesse de la sonde spatiale de 400 mètres par seconde au cours de l'ensemble de la mission. 22,3 kg sont réservés aux corrections de trajectoires, 29,3 kg au maintien de la rotation et au contrôle d'attitude de l'engin spatial. Une réserve de 17,8 kg (91 m/s) et un surplus de 7,7 kg (41 m/s) sont par ailleurs disponibles,.

### Télécommunications

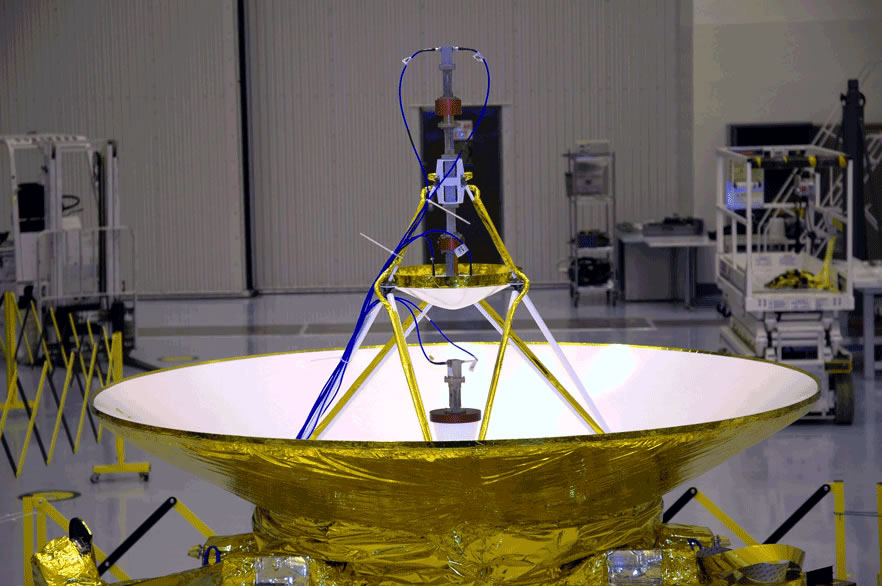
Les trois antennes de la sonde sont superposées : de bas en haut l'antenne parabolique grand gain, moyen gain et au-dessus l'antenne faible gain.

New Horizons utilise un système de télécommunications en bande X pour recevoir les commandes depuis la Terre et transmettre les données scientifiques recueillies, ainsi que les informations sur le fonctionnement de ses équipements. Les principaux échanges passent par l'antenne parabolique à grand gain, qui permet le débit le plus important. Celle-ci, d'un diamètre de 2,1 mètres, est fixe, afin de supprimer un mécanisme qui pourrait se gripper au cours du long voyage vers Pluton, et la sonde doit donc modifier son orientation pour pointer avec une grande précision le faisceau radio, qui ne fait que 0.3° de large, vers la Terre. À la distance de Pluton, située à plus de 4 milliards de kilomètres, le débit chute à 1 000 bits par seconde (avec les antennes paraboliques de réception de 70 mètres de diamètre du Deep Space Network), et le signal met quatre heures pour parvenir jusqu'à la Terre ; aussi faut-il près de neuf mois pour transmettre l'ensemble des données recueillies lors du rapide survol de Pluton et de son satellite. La sonde dispose également d'une antenne parabolique moyen gain, installée au-dessus de l'antenne grand gain, dont le faisceau est large de 14°, et qui nécessite donc un pointage beaucoup moins précis. Enfin, deux antennes faible gain sont montées, l'une au-dessus de l'antenne moyen gain, l'autre sur la face opposée de la sonde,.

#### Mise au point d'une procédure doublant le débit
Les images prises par la caméra LORRI, qui dispose d'un capteur CCD d'un mégapixel, ont une taille d'environ 2,5 Mb une fois compressées. Le temps de transmission d'une image à l'approche de Pluton est donc de 42 minutes (à 1 000 bits par seconde). Avec ce débit, la sonde spatiale ne peut transmettre que 11 images toutes les 24 heures (à l'exclusion de toute autre donnée) : elle ne peut en effet mobiliser les antennes paraboliques de 70 mètres de la NASA que huit heures par jour, car celles-ci sont fortement sollicitées par les autres missions spatiales dispersées dans le système solaire. Pour accroître la vitesse de transmission à l'approche de Pluton, la NASA a mis au point, durant le transit de la sonde spatiale vers la planète naine, une méthode permettant d'utiliser simultanément les deux tubes à ondes progressives qui transmettent les données. Cela est rendu possible par le fait que le deuxième tube, qui est là en secours, émet sur une longueur d'onde différente. Ce procédé permet de multiplier le débit par 1,9, mais il nécessite une énergie supplémentaire qui impose d'arrêter un autre équipement durant les sessions de communication. Les ingénieurs ont choisi d'arrêter le système de guidage et de contrôle d'orientation, et pour que la sonde spatiale maintienne son antenne parfaitement orientée en direction de la Terre, New Horizons est mise en rotation en sacrifiant un petit peu d'hydrazine lorsqu'elle émet dans ce mode.

### Calculateur de bord
L'informatique de bord utilise un microprocesseur 32 bits Mongoose-V, version « durcie » contre les radiations du MIPS R3000. Sa fréquence d'horloge est ralentie de 25 à 12,5 MHz pour limiter sa consommation électrique. Les données reçues ou à transmettre sont stockées dans une mémoire de 8 gigaoctets conçue pour consommer peu de courant. La taille de cette mémoire a été choisie pour permettre le stockage de l'ensemble des données scientifiques récoltées durant le survol de Pluton.

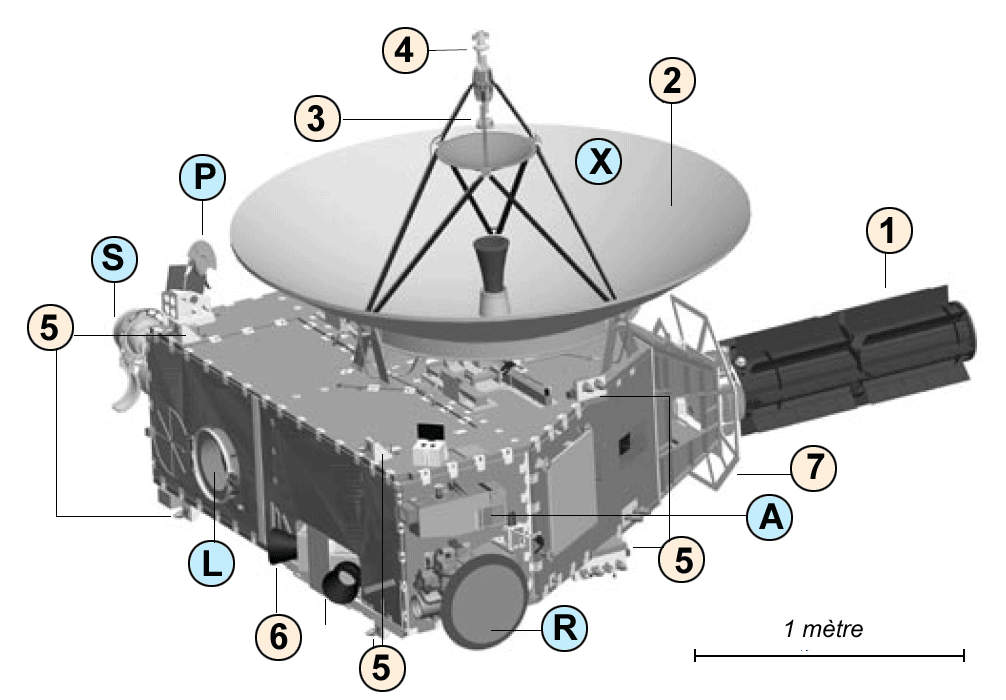
Schéma 1 Vue du dessus :  1 RTG ; 2 Antenne grand gain ; 3 Antenne moyen gain ; 4 Antenne faible gain ; 5 Propulseurs ; 6 Senseurs stellaires ; A Alice ; R Ralph ; S SWAP ; L LORRI ; P PEPSSI ; X REX.
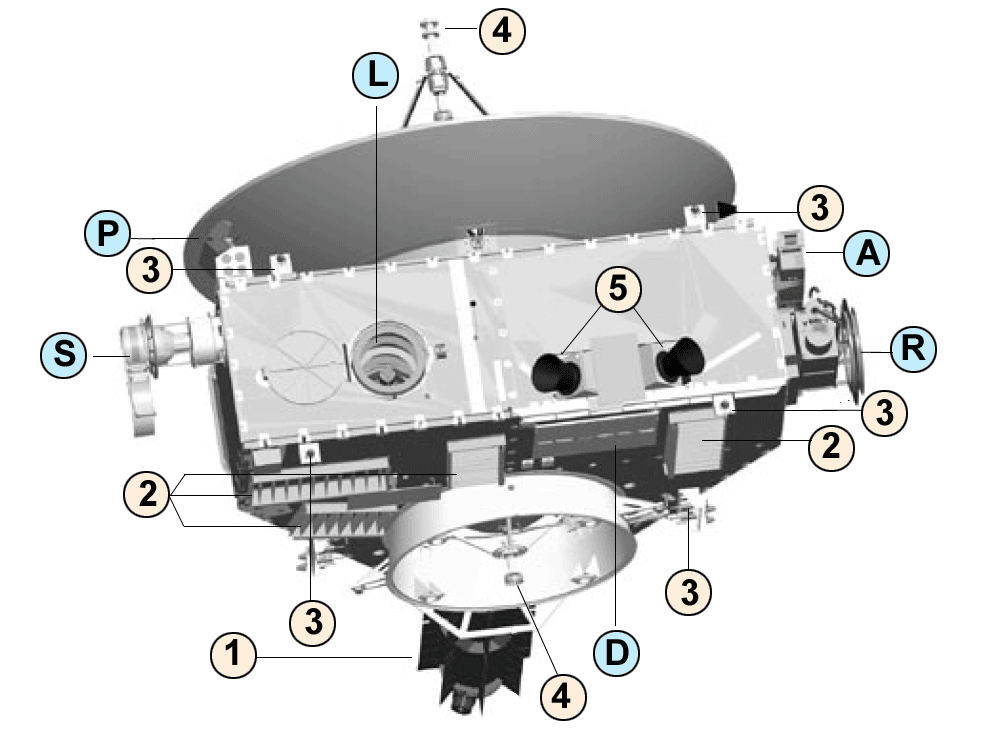
Schéma 2 Vue du dessous :   1 RTG ; 2 Louvres ; 3 Propulseurs ; 4 Antenne faible gain ; 5 Senseurs stellaires ; A Alice ; R Ralph ; D Détecteur de poussières ; S SWAP ; L LORRI ; P PEPSSI.

### Contrôle thermique
Pour résister aux températures très basses des régions situées aux confins du système solaire (température moyenne au sol de Pluton évaluée à −223 °C), New Horizons est conçue de manière que la chaleur ne puisse s'échapper de sa structure interne. L'électronique et la majeure partie de l'instrumentation sont enfermés dans des compartiments recouverts d'une protection thermique multicouches dorée. Celle-ci doit permettre de conserver la chaleur dégagée par l'électronique, et maintenir ainsi la température dans une fourchette comprise ente 10 et 30 °C. Si la consommation de l'électronique tombe en dessous de 150 Watts, de petits radiateurs prennent le relais. Lorsque la sonde se trouve encore relativement près de la Terre et du Soleil, la chaleur doit être au contraire dans certains cas évacuée ; des persiennes s'ouvrent automatiquement lorsque la chaleur interne dépasse la valeur maximale autorisée.

## Équipements scientifiques
La charge utile est composée de sept instruments scientifiques — trois instruments optiques, deux instruments de mesure du plasma, un détecteur de poussière et un radiomètre/récepteur de radio science. Ils doivent permettre l'étude, de manière macroscopique, des principales caractéristiques de Pluton et de ses lunes : d'une part, de la géologie, de la composition de la surface et de sa température, d'autre part, de la pression atmosphérique, de la température de l'atmosphère et de son taux d'évasion. Ces instruments sont également utilisés pour étudier Jupiter et ses lunes, et une fois que l'extension de la mission est approuvée, les objets de la ceinture de Kuiper que la sonde spatiale peut atteindre. La charge utile représente une masse totale de 30 kg, et consomme globalement une très faible quantité d'électricité (28 watts),.
| Instrument | Description                                        | Objectifs | Performances | Masse   | Consommation |
| ---------- | -------------------------------------------------- | --- | --- | ------- | ------------ |
| Ralph      | MVIC : Imageur multi-bandes visible et infra-rouge | Cartes à haute résolution pour les phases d'approche (navigation) et de survol (géologie)                                                               | • Longueurs d'onde : panchromatique (400–975 nm), bleu, rouge, méthane, proche infrarouge • Résolution spatiale : 20 μrad/pixel                   | 10,3 kg | 6,3 Watts    |
| Ralph      | LEISA : Imageur spectromètre proche infrarouge     | Détermination de la distribution de l'azote, du monoxyde de carbone et du méthane                                                                       | • Longueurs d'onde : 1,25–2,5 μm • Résolution spatiale : 62 μrad/pixel • Résolution spectrale : λ/δλ ∼ 240–550                                    | 10,3 kg | 6,3 Watts    |
| Alice      | Imageur/spectromètre ultraviolet                   | Analyse de la composition et de la structure de l'atmosphère de Pluton, de l'exosphère de Charon ainsi que de celle des objets de la Ceinture de Kuiper | • Longueurs d'onde : ∼465–1 880 Å • Résolution spectrale : ∼3–10 Å FWHM                                                                           | 4,5 kg  | 4,4 Watts    |
| REX        | Radiomètre passif                                  | Détermination de la composition et de la température de l'atmosphère                                                                                    | | 0,1 kg  | 2,1 Watts    |
| LORRI      | Télescope                                          | Cartographie de Pluton | • Longueurs d'onde : panchromatique (350–850 nm) • Résolution spatiale : 5 μrad/pixel • Sensibilité : V <18                                       | 8,8 kg  | 5,8 Watts    |
| SWAP       | Spectromètre                                       | Détermination de la densité et vitesse des particules du vent solaire                                                                                   | • Résolution spectrale : ΔE/E < 0,4 avec E (énergie) comprise entre 25 eV et 7,5 keV                                                              | 3,3 kg  | 2,3 Watts    |
| PEPSSI     | Spectromètre                                       | Composition et densité du plasma s'échappant de l'atmosphère de Pluton                                                                                  | • Particules mesurées : protons, carbone, azote, oxygène avec E (énergie) comprise entre de 1 keV et 1 000 keV • Résolution spectrale : 12 canaux | 1,5 kg  | 2,5 Watts    |
| SDC        | Détecteur de poussières                            | Mesure de la taille des particules de poussières interplanétaires                                                                                       | | 1,9 kg  | 5 Watts      |

Ralph, Alice et REX sont les trois instruments principaux de la sonde spatiale dans la mesure où, à eux trois, ils permettent de remplir tous les objectifs principaux de la mission.

### Ralph
Ralph est un instrument qui combine un imageur MVIC (Multi-spectral Visible Imaging Camera) fonctionnant sur plusieurs bandes spectrales en lumière visible et proche infrarouge avec un imageur/spectromètre LEISA (Linear Etalon Imaging Spectral Array) fonctionnant en proche infrarouge. Les deux instruments partagent la même partie optique dont l'ouverture est de 75 mm avec une focale de 658 mm. MVIC comporte 7 détecteurs CCD de type TDI (Time Delay Integration) avec une définition de 5 024 × 32 pixels. Deux CCD fournissent des images en panchromatique (400 à 975 nm tandis que les quatre autres CCD sont sensibles au bleu (400–550 nm), rouge (540–700 nm), proche infrarouge (780–975 nm) et à bande d’absorption du méthane (860–910 nm). Les images panchromatiques seront utilisées pour établir des cartes de la surface de Pluton et Charon avec une résolution de 1 km2. La résolution spatiale angulaire est de 20 microradians. LEISA permet d'obtenir des spectres détaillés dans la bande de l'infrarouge proche (1,25–2,5 µm) avec une résolution spectrale de (λ/δλ) de 240. MVIC doit permettre de dresser une carte fournissant la composition de la surface de la planète naine et de sa lune principale avec une résolution de moins de 10 km.

### Alice
Alice est un imageur/spectromètre observant dans la bande des ultraviolets (∼465–1 880 Å) et disposant de résolutions spectrale (1,8 Å) et spatiale (5 mrad/pixel) moyennes. Le rayonnement lumineux entre, d'une part par une fente de 0.1°×4°, pour l'observation de la luminescence atmosphérique, et d'autre part une ouverture de 2°×2°, pour l'observation durant les occultations du Soleil par Pluton et son satellite Charon. L'axe optique de l'instrument est coaligné avec celui de LORRI et Ralph. Un instrument, développé par le Southwest Research Institute, aux caractéristiques proches, mais moins perfectionné, vole à bord de la sonde spatiale européenne Rosetta. L'objectif principal d'Alice est de déterminer les composants principaux de l'atmosphère de Pluton, en particulier les proportions d'azote, monoxyde de carbone, méthane dans sa haute atmosphère, et éventuellement la présence de gaz nobles. L'instrument doit être également utilisé pour rechercher la présence d'atmosphère autour de Charon et des objets de la ceinture de Kuiper que la sonde spatiale devrait croiser après son survol de Pluton. L'instrument doit déterminer les profils de température et de pression de la haute atmosphère de Pluton et le taux d'évasion de l'atmosphère de Pluton. Le détecteur permet de mesurer 1 024 bandes spectrales en 32 points distincts.

### REX
REX (Radio EXperiment) est une expérience de radio science qui utilise l'émetteur radio de New Horizons. La mesure des délais de propagation des ondes radio permet de déterminer la température et la densité de l'atmosphère qui s'interpose éventuellement entre la sonde spatiale et les antennes de réception sur Terre (occultation radio). Le décalage Doppler doit, contrairement à ce qui se pratique d'habitude, être mesuré par la sonde spatiale à réception des émissions radio venues de Terre. L'instrument doit fournir les profils de pression et de température de l'atmosphère de Pluton.

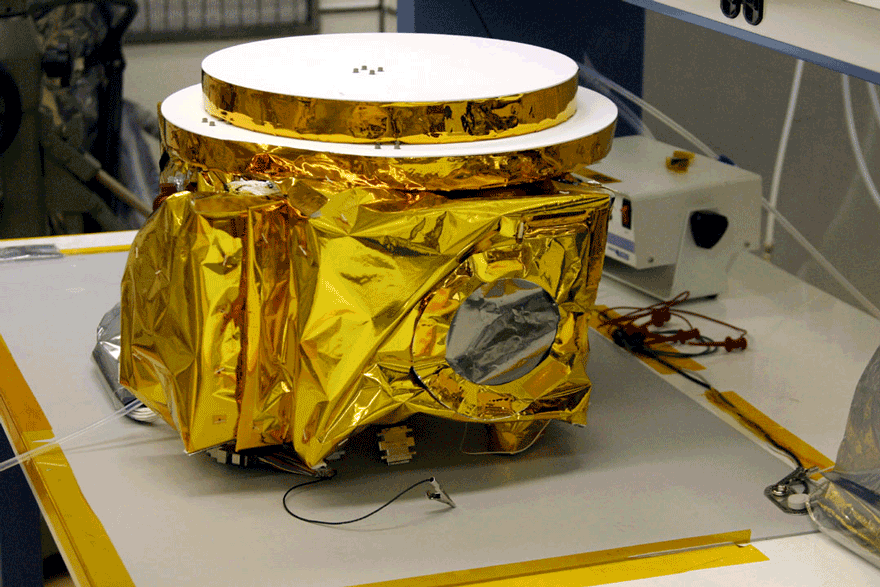
Ralph.
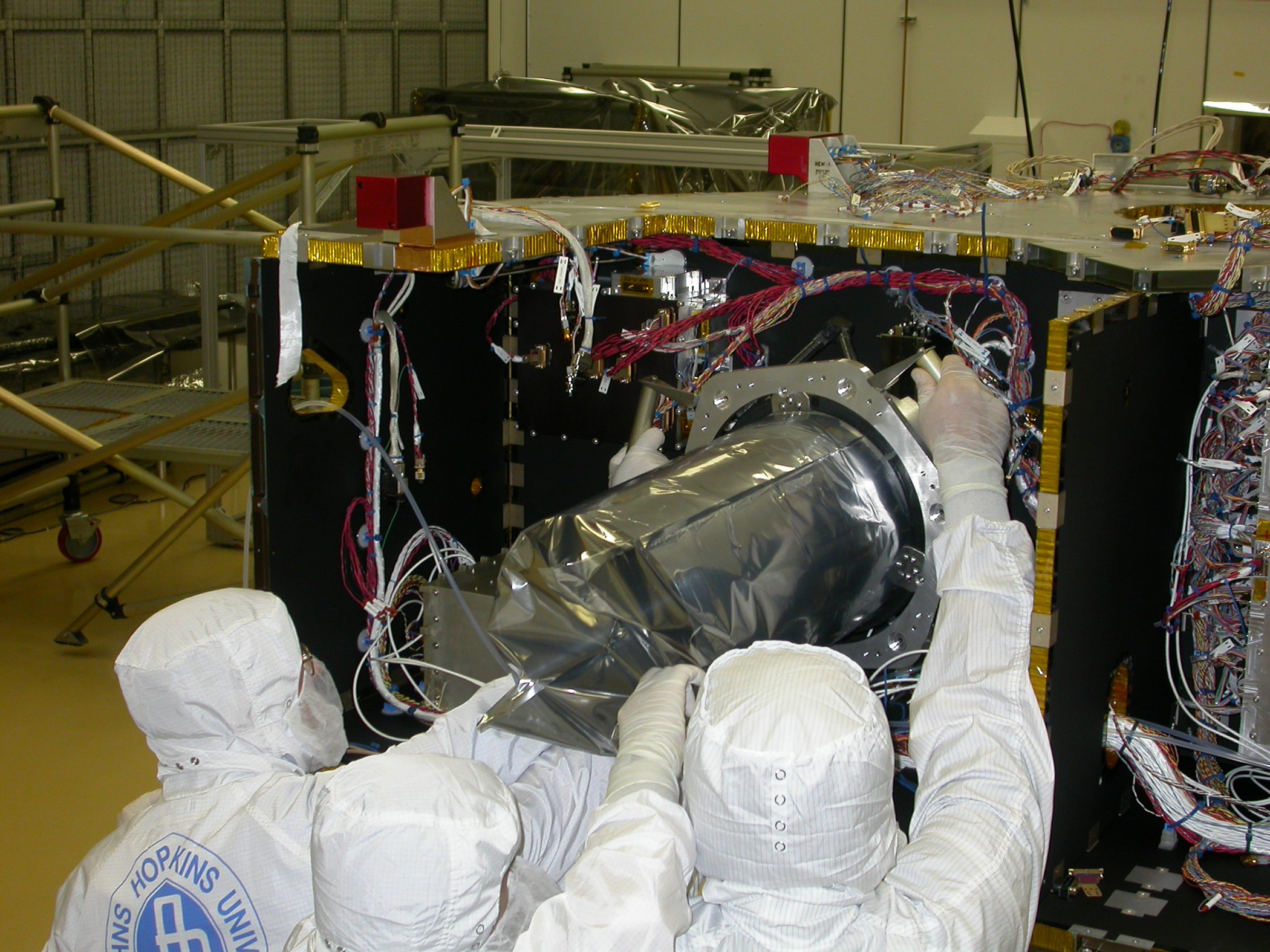
LORRI.
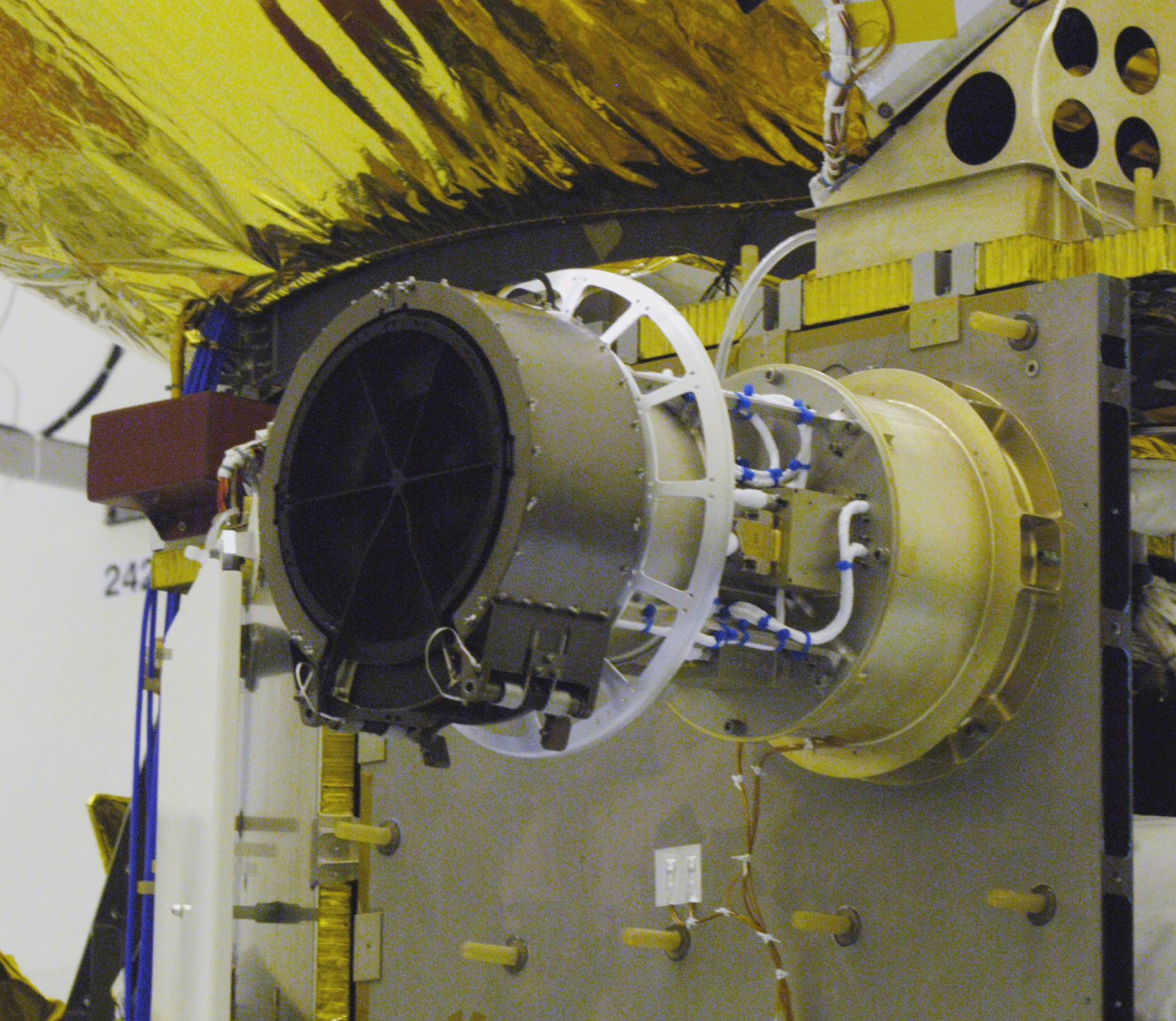
SWAP.
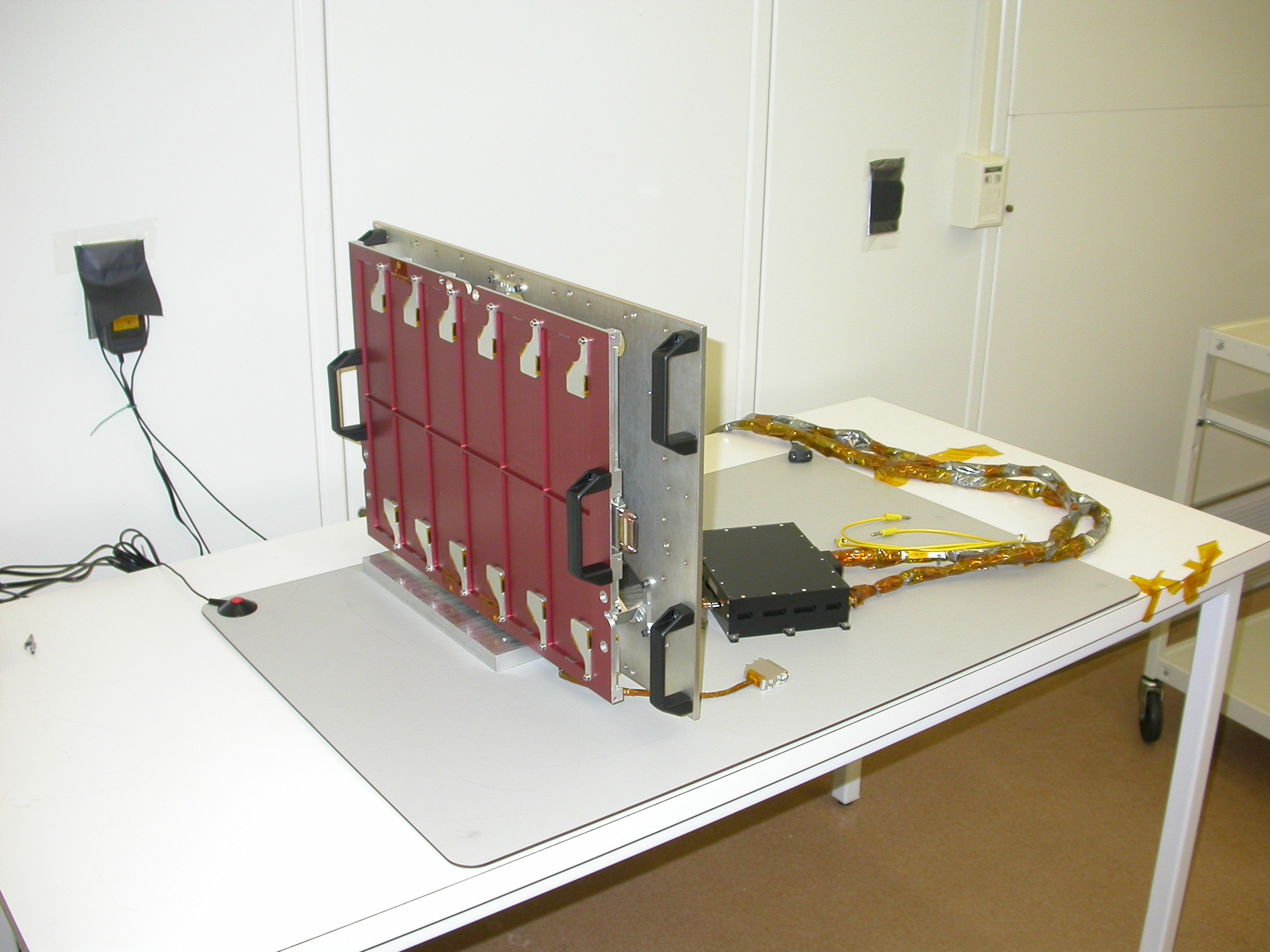
SDC.

### LORRI
LORRI (Long Range Reconnaissance Imager) est un imageur à haute résolution (4,95 μrad/pixel), c'est-à-dire quatre fois meilleure que celle de Ralph. LORRI est constitué d'un télescope de type Ritchey-Chrétien et d'un capteur CCD de 1024 × 1024 pixels, fournissant des images panchromatiques (350–850 nm), fonctionnant en mode transfert de trame. LORRI doit permettre de fournir des images de la surface visible de Pluton et de Charon lors de leur survol, permettant de mettre en évidence des formations de 100 mètres sur Pluton et 260 mètres sur Charon. Il doit également fournir des images des hémisphères non visibles durant le survol, grâce à des photos prises quelques jours avant le survol, avec une résolution de 40 km. Enfin LORRI doit être utilisé pour obtenir des images des autres satellites de Pluton, éventuellement en découvrir de nouveaux et détecter des cibles potentielles pour la seconde phase d'exploration à l'intérieur de la ceinture de Kuiper.

### SWAP
SWAP (Solar Wind Around Pluto) mesure les interactions entre le vent solaire et les ions s'échappant de l'atmosphère de Pluton. Ces mesures permettent de déterminer le taux d'échappement de l'atmosphère de Pluton et les interactions complexes du plasma. La résolution de l'instrument est particulièrement élevée pour contrebalancer l'affaiblissement du vent solaire dont l'intensité est inférieure d'un facteur 1 000 par rapport à sa valeur au niveau de la Terre.

### PEPSSI
PEPSSI (Pluto Energetic Particle Spectrometer Science Investigation) est un spectromètre permettant de mesurer la composition et l'énergie des ions et électrons ayant une énergie comprise entre 10 keV et 1 MeV. L'objectif est de caractériser le processus d'échappement de l'atmosphère de Pluton et de manière secondaire de déterminer les interactions éventuelles entre l'ionosphère et le vent solaire.

### SDC (Student Dust Counter)
SDC (Student Dust Counter) mesure la taille et la distribution des particules de poussières se trouvant sur la trajectoire de la sonde New Horizons et dont la masse est comprise entre 10−12 g. et 10−9 g. Les détecteurs sont constitués par des films en polyfluorure de vinylidène ayant une surface totale de 0,1 m2. L'objectif est de vérifier l'existence des structures prédites à l'intérieur de la concentration de poussières présente le long de l'écliptique à l'origine du phénomène de la lumière zodiacale. Le programme est géré par les étudiants, encadrés par leurs professeurs, de l'Université du Colorado - Boulder.
En juin 2006, l'instrument est rebaptisé VBSDC (Venetia Burney Student Dust Counter) en l'honneur de Venetia Burney-Phair, de nationalité britannique, qui, à l'âge de onze ans, avait proposé le nom de Pluton pour la planète tout juste découverte par Clyde Tombaugh.

### Divers
En plus des équipements scientifiques, la sonde spatiale emporte avec elle une urne funéraire qui contient des cendres de l'astronome qui a découvert Pluton, Clyde Tombaugh, mort en 1997 à presque 91 ans,.

## Déroulement de la mission

### Lancement et transit vers Jupiter (janvier 2006 - janvier 2007)

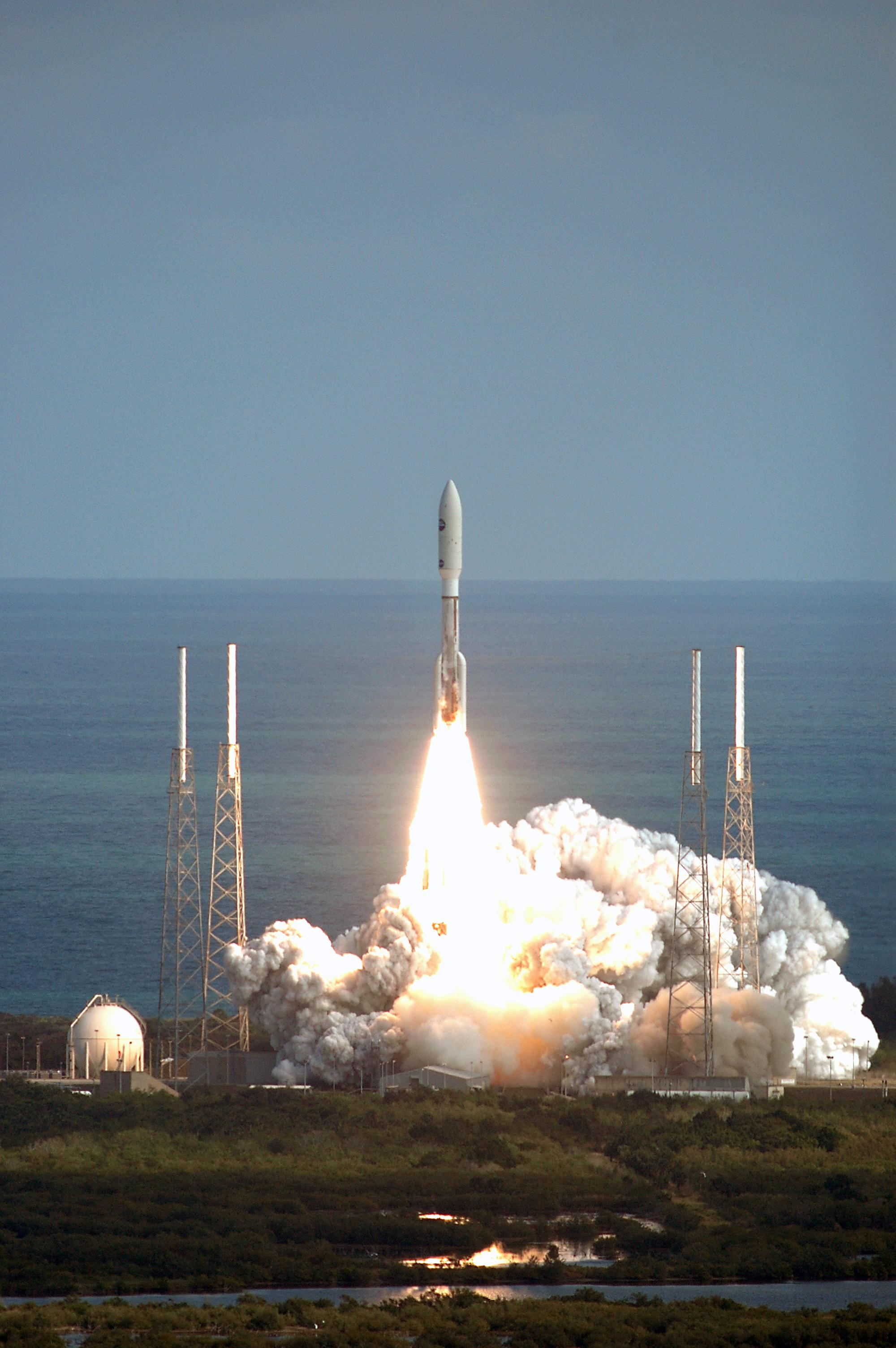
Lancement de New Horizons, par une fusée Atlas V (551) le 19 janvier 2006.

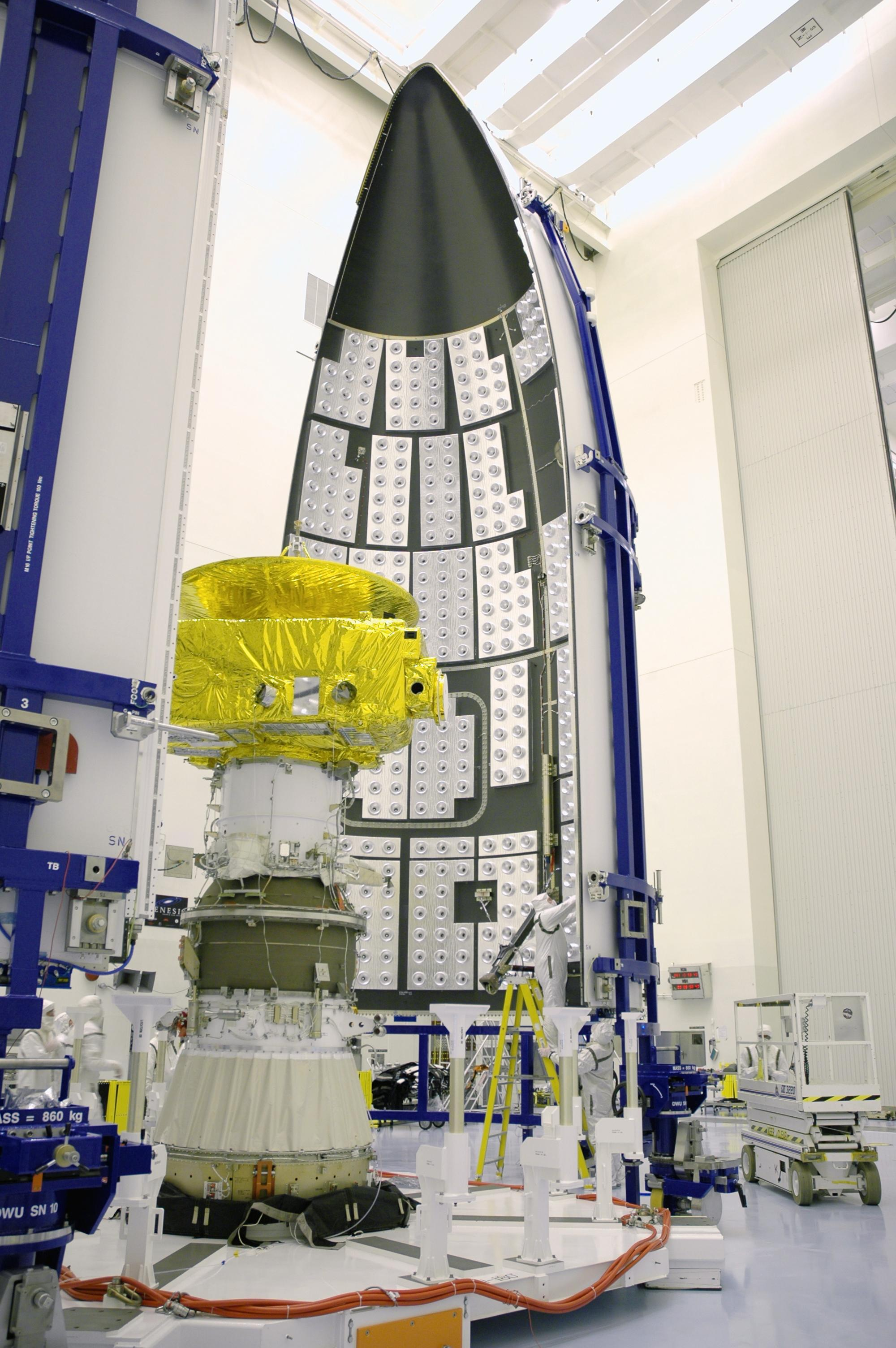
La sonde spatiale surmontant l'étage Star 48B (de couleur verdâtre sur la photo) sont sur le point d'être enfermés dans la coiffe.

Le lancement de New Horizons se fait dans un climat de grande tension, car la  fenêtre de tir est particulièrement courte. D'une durée de deux heures par jour elle s'ouvre à compter du 17 janvier 2006 et se referme le 29 janvier. Une fenêtre de tir de secours est disponible pour les trois derniers jours de janvier, avec un glissement d'un an de la date de survol de Pluton. Si le lancement a lieu en février 2006, la sonde spatiale doit emprunter une trajectoire directe vers Pluton, sans pouvoir bénéficier de l'assistance gravitationnelle de Jupiter, repoussant le survol à 2020. Après deux reports dus à des conditions météorologiques non optimales, puis à une coupure de courant chez l'opérateur de la sonde spatiale APL, New Horizons est lancée le 19 janvier 2006 à 19 h 0 UTC (soit 14 h 0 heure locale), depuis la base de Cape Canaveral, en Floride, par une fusée Atlas V-551, version la plus lourde de ce lanceur. Pour que la sonde spatiale atteigne une vitesse suffisamment importante, la fusée comprend un troisième étage Star 48B à propergol solide, placé sous la coiffe avec la sonde spatiale relativement compacte. Les différents étages fonctionnent tel que prévu, et environ 45 minutes après le lancement, la sonde spatiale se sépare du dernier étage, avec une vitesse de 16,2 km/s, établissant un nouveau record dans ce domaine.
La sonde spatiale franchit l'orbite de la Lune seulement neuf heures après le lancement. La vitesse de rotation de la sonde sur son axe (mouvement permettant de stabiliser son orientation) est réduite d'abord de 68 à 20 tours par minute au bout d'un jour, puis à 5,2 tours trois jours après le lancement, pour permettre aux viseurs d'étoiles de fonctionner. Le lanceur a injecté la sonde spatiale sur sa trajectoire avec une très grande précision, car les deux corrections effectuées avec les propulseurs les 28 (delta-V de 5 m/s) et 30 janvier (delta-V de 13,3 m/s), sont dix fois moins importantes que ce qui avait été provisionné. Le 9 mars, une troisième correction de trajectoire de 1,16 m/s place la sonde spatiale sur la trajectoire idéale permettant de bénéficier de l'accélération souhaitée dans le système jovien. Tous les équipements sont testés, et fin mars la sonde spatiale est déclarée opérationnelle. Le 6 avril, New Horizons franchit l'orbite de Mars.
Au cours de son transit particulièrement rapide vers Jupiter, l'équipe de la mission découvre que la trajectoire de la sonde spatiale va croiser celle de l'astéroïde 2002 JF56 (renommé par la suite (132524) APL). Ce corps de petite taille (moins de 5 kilomètres de diamètre), aux caractéristiques inconnues, fait partie de la ceinture principale d'astéroïdes. Une campagne d'observation est préparée, et la caméra Ralph ainsi que le spectromètre infrarouge sont pointés vers l'astéroïde les 11 et 13 juin. Cette manœuvre permet d'obtenir des informations scientifiques, malgré la distance (au plus près 102 000 km), mais constitue également une répétition des opérations qui seront effectuées lors du survol de Pluton.
- Vidéo du lancement.

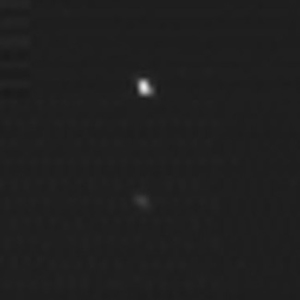
Image composite de l'astéroïde 2002 JF56

### Survol de Jupiter (janvier -mars 2007)

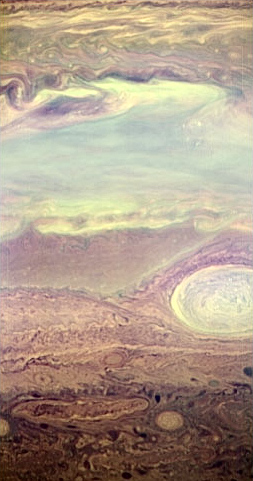
Jupiter photographiée dans l'infrarouge.

Le 4 septembre 2006, la caméra LORRI de la sonde spatiale réalise un premier cliché de Jupiter. Le 14 février 2007, après un transit de seulement treize mois, New Horizons entre dans la zone d'influence gravitationnelle de Jupiter, alors qu'elle se trouve encore à 23 millions de km de la planète géante. La sonde spatiale survole Jupiter à une distance de 2,3 millions de kilomètres le 28 février 2007. Grâce à l'assistance gravitationnelle de Jupiter, New Horizons quitte le système jovien en ayant accéléré d'environ 4 km/s par rapport au Soleil, et sa nouvelle trajectoire fait désormais un angle de 2,5° par rapport à l'écliptique.
Le survol de Jupiter se produit à 32 rayons de la planète, et donne lieu à une campagne d'observation intensive, qui dure quatre mois. La sonde dispose d'instruments plus performants, en particulier les caméras, que Galileo, dernière sonde à avoir effectué des observations. Les caméras de Galileo étaient des versions évoluées de celles des sondes Voyager, elles-mêmes héritées du programme Mariner. Le survol de Jupiter permet également de vérifier le fonctionnement des instruments et d'effectuer une répétition de la séquence d'opérations qui devra être exécutée avant le survol de Pluton. Jupiter étant plus proche de la Terre que Pluton, la sonde spatiale peut transmettre une quantité de données (40 gigabits) plus importante que ce qui sera recueilli lors du survol de Pluton.
Les instruments de New Horizons permettent d'effectuer des mesures plus précises des orbites des lunes intérieures de Jupiter, en particulier d'Amalthée. Les caméras de New Horizons permettent de mesurer la taille des volcans de Io et d'étudier en détail les quatre lunes galiléennes, ainsi que d'effectuer des études à grande distance des lunes extérieures Himalia et Elara. Les instruments optiques de New Horizons ne sont généralement pas braqués sur les objets les plus lumineux du système jovien, car ils pourraient être endommagés, du fait de leur sensibilité établie pour le faible éclairage de Pluton. Néanmoins, des images de la face éclairée de Jupiter sont prises dans l'infrarouge. Io est photographiée lors d'une éclipse, et montre sur sa face nocturne des points lumineux intrigants, qui correspondent à des régions non chaudes, donc excluant les éruptions volcaniques :  l'hypothèse émise est qu'il s'agirait de nuages de gaz émis par les volcans de Io interagissant avec la magnétosphère de Jupiter. L'éruption de Tvashtar Paterae sur Io est filmée, permettant d'observer les retombées des éjectas, dont la composition semble classique (basalte). La forme du panache semble indiquer que les éjectas initialement gazeux se condensent en particules, lorsqu'elles quittent le panache visible. La sonde étudie la petite tache rouge de Jupiter, ainsi que sa magnétosphère et l'anneau de faible épaisseur qui l'entoure. La campagne de recherche de lunes dans l'anneau, entreprise dans le cadre du survol, n'a débouché sur aucune nouvelle découverte. Alors que les anneaux de Saturne comprennent des lunes de très petite taille (moins de 1 kilomètre de diamètre), aucune lune d'une taille inférieure à celles de Métis (44 km) et Adrastée (16 km) n'a été découverte pour Jupiter, ce qui nécessite une explication. Trois surépaisseurs dans l'anneau sont observées près de la lune Adrastée, qui a priori ne résultent pas d'une collision. Des éclairs sont observés dans l'atmosphère de Jupiter, à des latitudes relativement élevées (plus de 60° de latitude) dans les deux hémisphères. Le processus à l'origine de ces éclairs ne peut être généré par la convection due à l'énergie solaire (trop faible à ces latitudes), mais trouve sans doute sa source dans l'énergie interne dégagée par la planète,,.

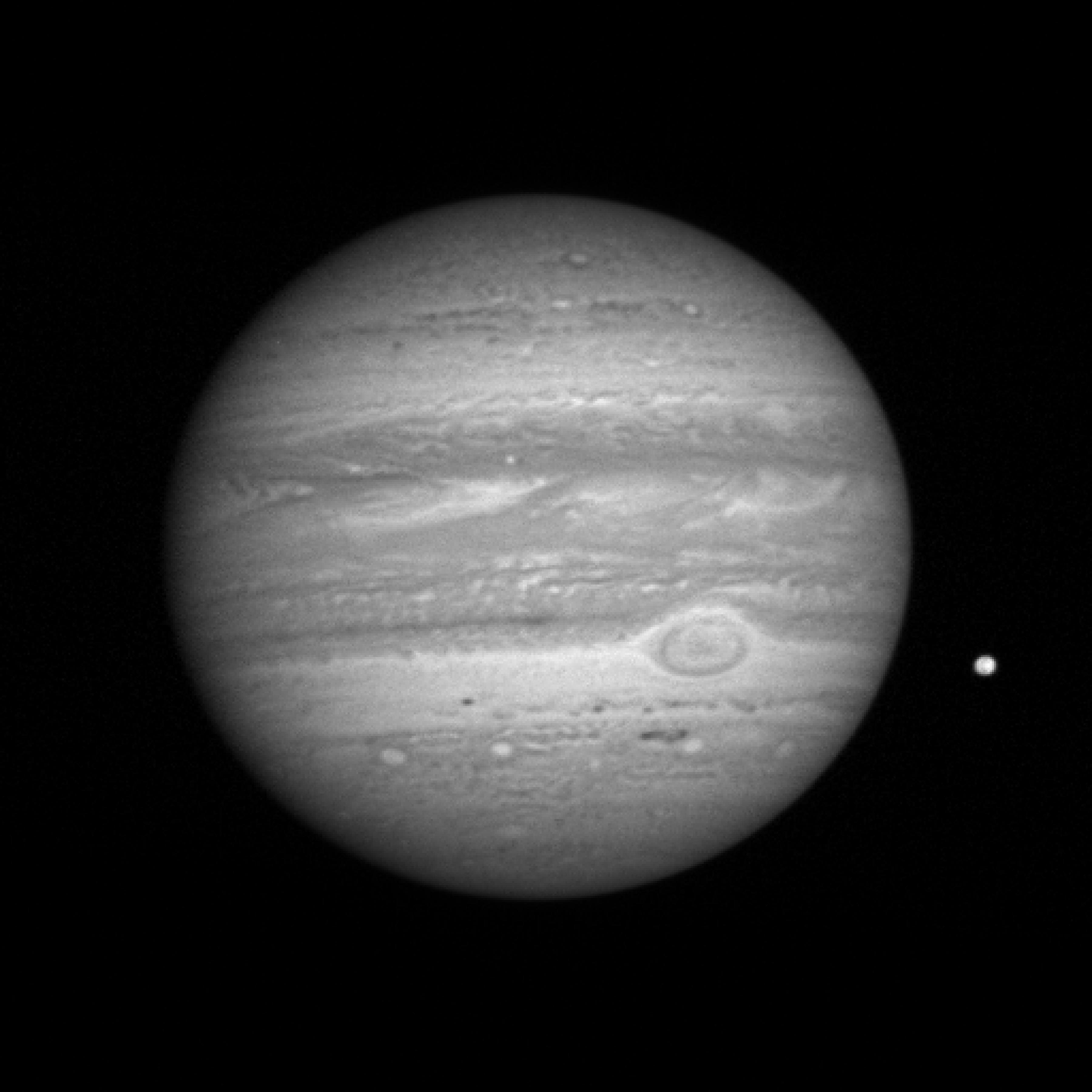
Jupiter et Io.
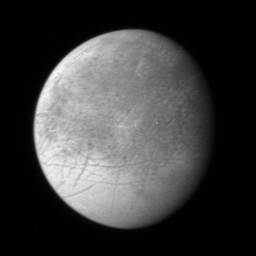
Europe.
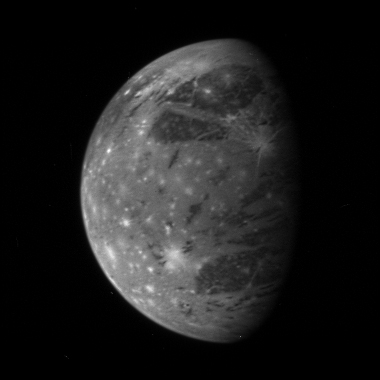
Ganymède.
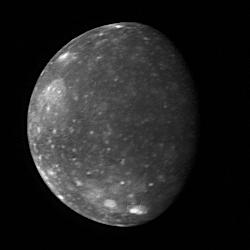
Callisto.
Image animée d'une éruption de Tvashtar Paterae sur Io filmée par la caméra de New Horizons.

### Transit vers Pluton (2007-2014)
À compter du 28 juin 2007, New Horizons est placée en mode hibernation durant la majorité de son transit vers Pluton, qui doit durer huit ans et demi. La sonde spatiale va passer en tout 1 873 jours dans cet état. La sonde est alors en rotation lente, les composants redondant sont éteints, tandis que le système de guidage et de navigation est désactivé. Durant cette mise en sommeil, l'ordinateur de bord surveille en permanence l'état de la sonde spatiale, et transmet un signal pouvant prendre deux valeurs, qui signifient soit que la sonde spatiale est opérationnelle, soit qu'il est nécessaire que les techniciens interviennent car un problème a été détecté. L'objectif est de réduire l'utilisation des composants électroniques, de diminuer les coûts générés par le suivi de la mission et d'alléger la charge du réseau d'antennes Deep Space Network, très sollicité par les autres sondes spatiales. Durant son long transit vers Pluton, New Horizons est réveillée à 17 reprises, pour effectuer des tests approfondis et réaliser éventuellement des mises à jour du logiciel embarqué,.
Le 8 juin 2008, la sonde coupe l'orbite de Saturne, alors qu'elle se trouve à 10,06 U.A. du Soleil (1 U.A. = distance Terre-Soleil), mais aucune observation de cette planète n'est effectuée, car elle se trouve alors à 2,3 milliards de km. Le 20 juin 2010, les moteurs de la sonde réalisent une petite correction de trajectoire de 0,45 m/s, pour compenser la poussée des photons thermiques émis par le RTG, qui se réfléchissent sur l'antenne à grand gain. New Horizons coupe l'orbite d'Uranus le 18 mars 2011, mais cette planète ne peut être observée, car elle se trouve à 3,8 milliards de kilomètres de la sonde spatiale. Le 25 août 2014, la NASA annonce que New Horizons a passé l'orbite de Neptune, 25 ans tout juste après le survol de la géante bleue par Voyager 2 (25 août 1989). New Horizons ne pourra pas non plus effectuer d'observations directes de cette planète, mais elle pourrait croiser des astéroïdes faisant partie des troyens de celle-ci, car elle doit passer à proximité du point de Lagrange L5 de cette planète. Depuis le lancement de la mission, les astronomes ont découvert deux nouvelles lunes de Pluton, qui en compte désormais cinq. Compte tenu des nouvelles découvertes, le système plutonien pourrait comporter des corps célestes moins visibles, ainsi que des nuages de débris en forme d'anneau ou de tores, qui pourraient constituer un risque pour la survie de New Horizons durant son survol. Une campagne d'observation utilisant plusieurs instruments basés sur Terre ou dans l'espace (Hubble) a été lancée fin 2011 pour tenter d'obtenir plus d'informations sur le système plutonien. Par ailleurs, une trajectoire de rechange, plus éloignée de Pluton mais présentant moins de risques de collision, a été élaborée au cas où les observations effectuées identifieraient un risque important.

### Approche et survol de Pluton et de ses satellites (janvier 2015-octobre 2016)
Les observations continues du système plutonien débutent six mois avant le survol de Pluton et la transmission des données recueillies doit s'achever neuf mois après le survol (et de fait, elle sera terminée le 23 octobre 2016). Le déroulement détaillé des observations a été défini dès 2001-2003 dans la mesure où il a contribué à définir l'architecture générale de la sonde spatiale, l'emplacement des instruments scientifiques ainsi que les tests et recettes effectués durant l'intégration de la sonde spatiale et après son lancement. Le déroulement des observations est subdivisé en quatre phases : la première phase débute en janvier 2015 lorsque l'instrument LORRI commence à pouvoir effectuer des photos de Pluton qui permettent de distinguer des structures. Lorsque le volume des données croît au point qu'elles ne peuvent plus être transmises aussi vite qu'elles sont collectées, débute la phase de survol éloigné. La troisième phase, qui se définit comme celle où les instruments sont à même de permettre de remplir les objectifs principaux de la mission, débute 13 heures avant le survol et s'achève 5 heures après celui-ci. Enfin, la quatrième phase durant laquelle la sonde s'éloigne de Pluton permet d'effectuer des observations limitées.

#### Observations durant la phase d'approche (décembre 2014-juillet 2015)
Le 6 décembre 2014, New Horizons est tirée définitivement de l'hibernation dans laquelle elle a été plongée, pratiquement de manière continue, depuis sept ans et demi. La sonde spatiale a parcouru 4,8 milliards de kilomètres, et se trouve à 220 millions de kilomètres de Pluton. L'état de l'engin spatial, en particulier de ses instruments, est vérifié,. Le 4 janvier, les instruments sont pointés vers 2011 KW48 (ex-VNH0004), un objet de Kuiper de moins de 100 km de diamètre, qui se trouve à la distance énorme de 0,5 UA de la sonde spatiale. Si des photos détaillées sont exclues compte tenu de l'éloignement, ces observations pourraient révéler l'existence de satellites, et donner des indications sur la rotation et l'aspect des différents hémisphères. Aucun résultat n'est toutefois publié.

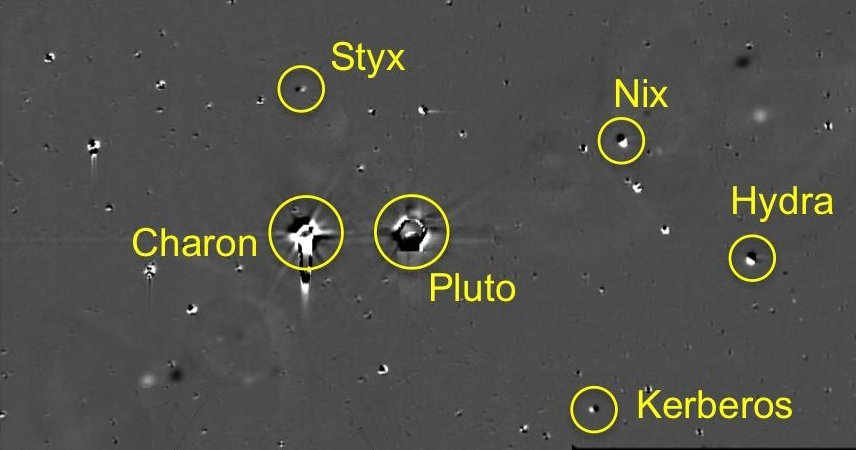
Photo de l'ensemble du système plutonien par New Horizons prise le 26 juin 2015.

En janvier 2015, soit six mois avant le survol de Pluton, débutent les observations continues de la planète et de ses satellites, avec les instruments Ralph/MVIC, Ralph/LEISA, LORRI et Alice. La caméra LORRI doit déterminer, de manière plus précise, les orbites et mouvements des satellites de Pluton : l'objectif est d'affiner le programme chargé de pointer les instruments lors du survol, qui se déroulera sans que les équipes au sol puissent intervenir. Les autres instruments sont utilisés pour des mesures du milieu interplanétaire, qui pourraient permettre de mieux caractériser la ceinture de Kuiper, dans laquelle la sonde spatiale a désormais pénétré : particules à haute énergie, concentrations de poussières. À cette distance, LORRI permet une résolution optique de 900 km/pixel, identique à ce qui est obtenu avec le télescope Hubble. La première photo montrant le couple Charon–Pluton est prise le 25 janvier. Entre fin janvier et début février, les petites lunes (environ 100 km de diamètre) Nix et Hydre sont à leur tour photographiées avec la caméra LORRI. Les photos prises ont permis de calculer avec plus de précision la trajectoire future de la sonde spatiale, et le 8 mars ses moteurs-fusées sont mis à feu durant 93 secondes, modifiant la vitesse de 1,14 m/s (la vitesse de la sonde spatiale est alors de 14,5 km/s). Cette correction modifie de 3 442 km la distance de survol de Pluton. Début mai, les lunes les plus petites de Pluton, Kerbéros et Styx, de moins de 30 km de diamètre, sont à leur tour détectées par la caméra LORRI, après de longues séances d'exposition à une distance de 88 millions de kilomètres.
Depuis que les instruments ont été activés, des séquences de photos de Pluton sont prises sur une durée de 6,5 jours, correspondant à la période de rotation de la planète naine, pour pouvoir établir une carte complète de sa surface. Cette séquence de 6,5 jours est répétée à chaque fois que la résolution s'améliore de 50 %, soit 100, 66, 44, 28, 19, 12 et 6 jours avant la date de survol de Pluton. Les données collectées permettent de détecter les évolutions temporelles, d'obtenir des cartes et des spectres. Elles sont également utilisées pour affiner les orbites, et donc les masses, de Pluton et ses satellites, ainsi que pour détecter éventuellement des lunes qui n'auraient pas été découvertes par les télescopes terrestres. La dernière séquence, débutant six jours avant le survol, fournit les images et spectres avec la meilleure résolution, y compris de la face cachée lors du survol, qui est photographiée 3,2 jours avant celui-ci. L'instrument SWAP commence ses observations du vent solaire entre 27 et 54 jours avant le survol, tandis que PEPPSI tente de détecter les ions s'échappant de l'atmosphère de Pluton quelques jours avant le survol.
À l'issue d'une campagne d'observation du système plutonien d'une durée de sept semaines, réalisée avec la caméra LORRI, la NASA décide, le 1er juillet, de conserver la trajectoire optimale. Aucun nuage de poussière, anneau ou lune de très petite taille n'a été observé sur la trajectoire que doit emprunter la sonde spatiale lors de son survol. Le 4 juillet, la sonde spatiale bascule en mode « sauvegarde » et suspend toutes ses observations scientifiques. L'origine du problème est rapidement identifiée. L'ordinateur a été victime d'une surcharge : les opérateurs au sol étaient en train de transmettre l'ensemble des commandes qui seront enchaînées, entre le 7 et le 16, sans intervention du sol, mais au même moment, il avait été demandé à l'ordinateur de compresser les données scientifiques en stock, avant de les transmettre vers la Terre. Les deux tâches dépassent les capacités de l'ordinateur, et celui-ci se met en mode sauvegarde, en demandant de nouvelles instructions de la Terre. Celles-ci sont transmises, et les observations scientifiques reprennent le 7 juillet.

#### Traversée du système plutonien (14 juillet 2015)

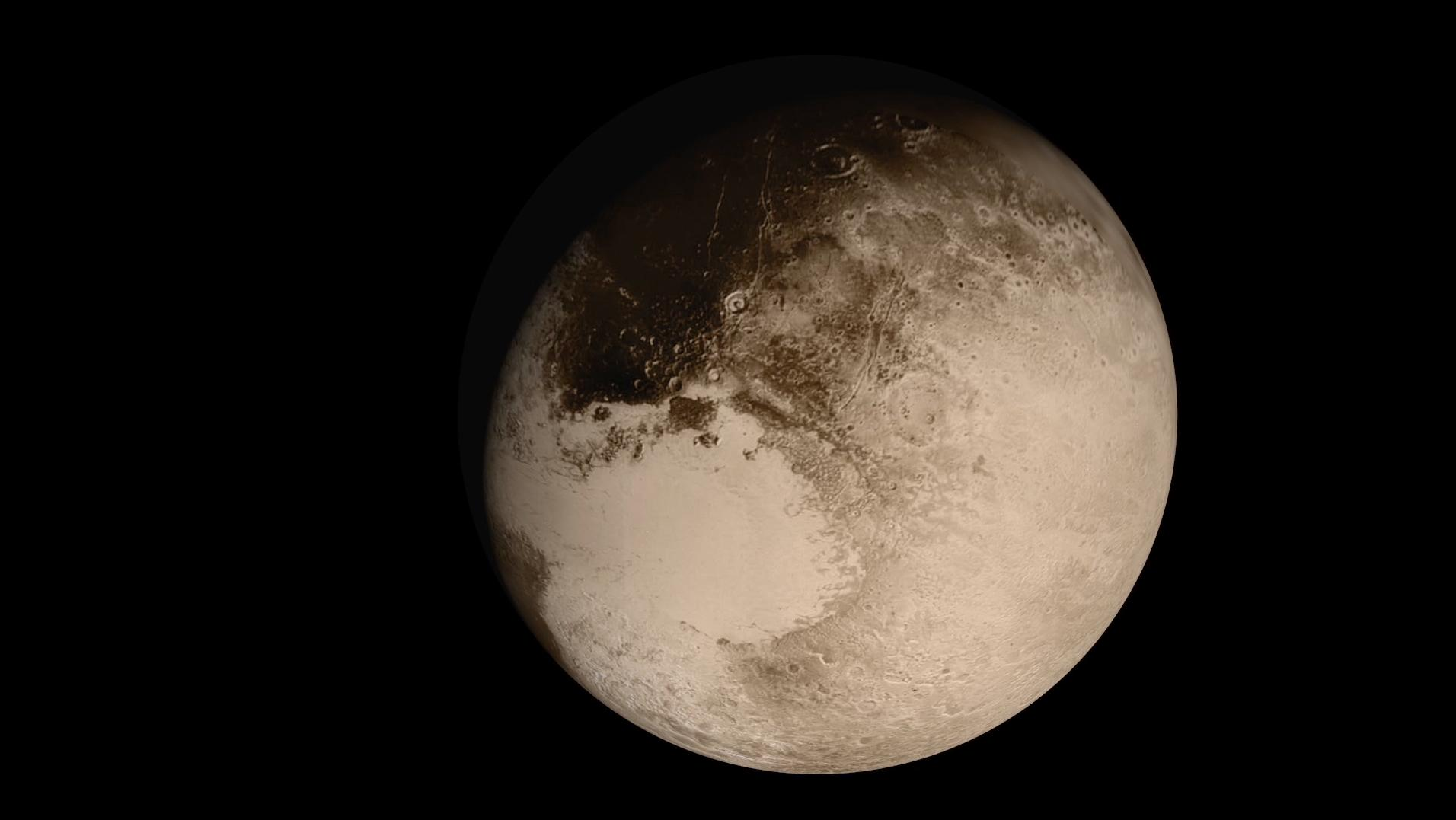
Photographie de Pluton prise durant le survol du 14 juillet 2015

À compter du 7 juillet et jusqu'au 15 juillet, l'ordinateur embarqué exécute une séquence d'opérations programmées (orientation de la sonde spatiale pour le pointage des instruments vers leur cible, activation/désactivation des instruments…) sans intervention des opérateurs au sol. Treize heures avant le survol de Pluton, qui a lieu le 14 juillet 2015 à 11 h 59 UTC, débute la phase d'observation qui permet de remplir les objectifs principaux de la mission. LORRI effectue d'abord des photos de Pluton et de Charon, qui occupent alors tout le champ optique de l'instrument, avec une résolution de 2  à   3 km/pixel. La majeure partie des sept heures qui suivent sont utilisées par l'instrument Alice pour réaliser des spectres de la luminescence atmosphérique afin de déterminer la composition de l'atmosphère de la planète. Des photos partielles sont effectuées par LORRI, avant que Ralph/LEISA n'établisse une carte de la composition de la surface, trois heures avant le survol, avec une résolution de 10 km/pixel. Alice est ensuite utilisé pour observer la surface de Pluton et de Charon. Une heure et demie à deux heures avant le survol, Ralph/LEISA effectue une deuxième cartographie, redondante, de la composition de la surface, avec une résolution de 5  à   7 km/pixel. Puis, des cartes panchromatiques et en couleur de Pluton et de Charon, à haute résolution et en infrarouge, sont réalisées immédiatement avant le survol de la planète naine.
New Horizons survole Pluton le 14 juillet à 11 h 59 UTC à 11 095 km de distance, à une vitesse relative de 13,78 km/s, puis passe au plus près de Charon vers 12 h 13, à une distance de 26 926 km. Immédiatement après le survol du système plutonien, la sonde spatiale se retrouve du côté de la face non éclairée de Pluton et de ses lunes. Au cours des deux heures qui suivent, Pluton puis Charon se trouvent en position d'occulter le Soleil (12 h 48 pour Pluton et 14 h 17 pour Charon vu depuis la sonde spatiale ainsi que la Terre (une à deux minutes après l'occultation du Soleil, car à cette distance, Terre et Soleil ne font qu'un angle de 0,24°). Ces occultations sont mises à profit pour mesurer le décalage Doppler avec REX (occultation de la Terre), et la luminescence atmosphérique avec Alice (occultation du Soleil), permettant de déterminer la composition et la structure de l'atmosphère, ainsi que la température,,.

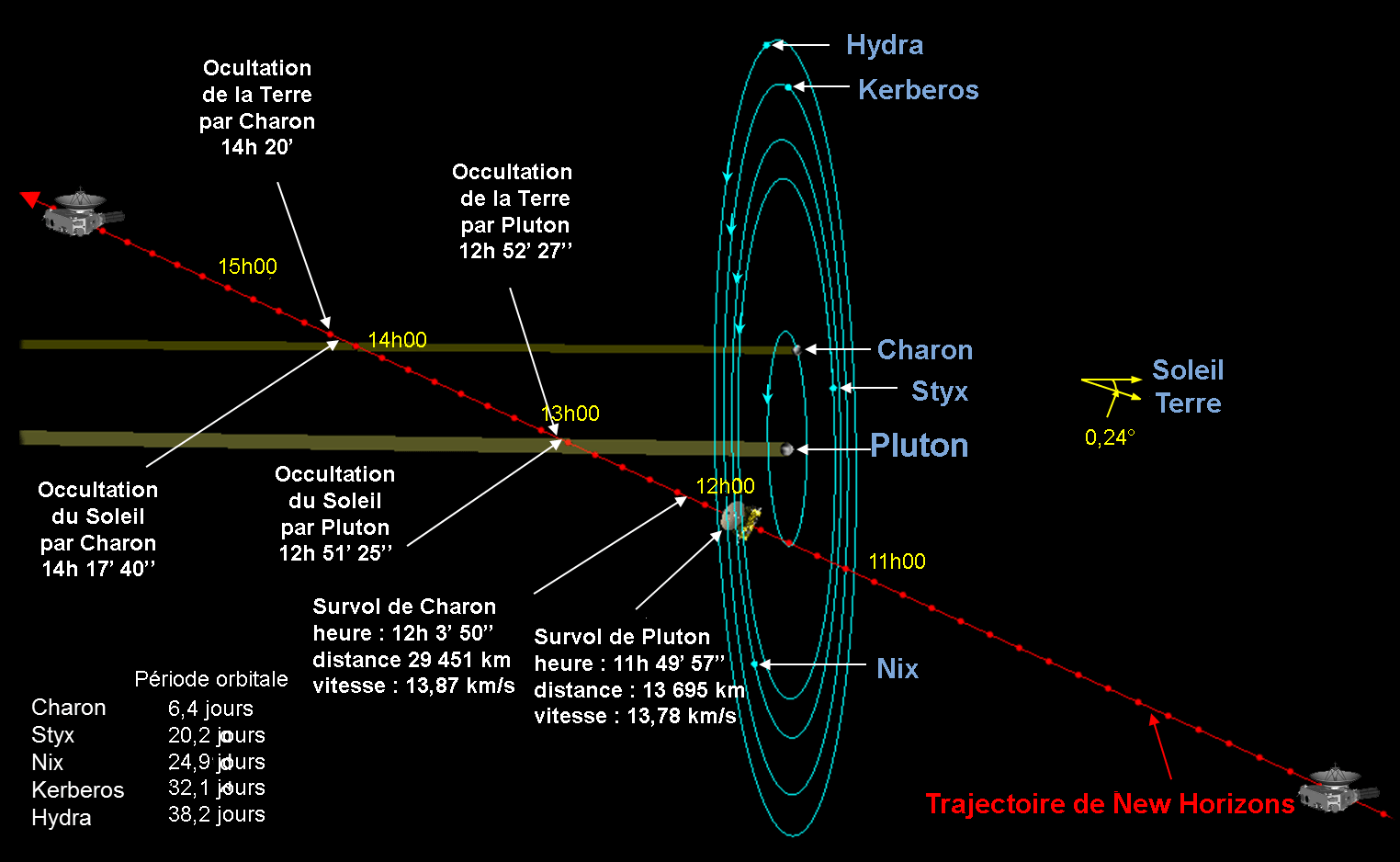
Trajectoire de New Horizons durant son survol de Pluton : la sonde spatiale traverse à très grande vitesse (13.78 km/s soit près de 50000 km/h) le plan orbital formé par Pluton et ses satellites (dont l'orbite et la position sont indiquées en vert sur le schéma) en passant à 11000 km de Pluton. Les occultations du Soleil puis de la Terre par Pluton puis par Charon au cours des deux heures suivantes sont utilisées pour préciser la composition de l'atmosphère, la masse et la température des deux corps (heures indiquées en temps universel).

22 heures après le survol du système plutonien, le 15 juillet à 0 h 52 UTC, les opérateurs au sol reçoivent les premières données qui confirment que le programme d'observation associé au survol s'est déroulé de manière nominale. Quelques données scientifiques de l'instrument PEPSSI sont également transmises. La transmission de trois photos détaillées de Pluton, ainsi que d'une photo globale de chacun des corps du système plutonien, est programmée pour le lendemain, avec quelques données de REX, Alice et SWAP,.

#### Fin des observations du système plutonien et transmission des données recueillies durant le survol (15 juillet 2015-novembre 2016)
Les observations du système plutonien se poursuivent trente jours après le survol, notamment l'étude du vent solaire avec SWAP, et de l'échappement atmosphérique avec PEPSSI. Les données accumulées durant les phases d'observation approchée, qui auront été stockées dans la mémoire de masse, sont pour l'essentiel transmises aux stations au sol sur Terre, à compter de début septembre 2015. Pour les photos, qui représentent le volume de données le plus important, un premier travail de priorisation sera effectué par les équipes au sol en septembre, en s'appuyant sur des vignettes (images de format réduit) pour déterminer l'ordre d'envoi. Du fait du débit limité par la distance séparant la sonde de notre planète, le transfert des données recueillies s’achève seize mois après le survol, c'est-à-dire en novembre 2016,.

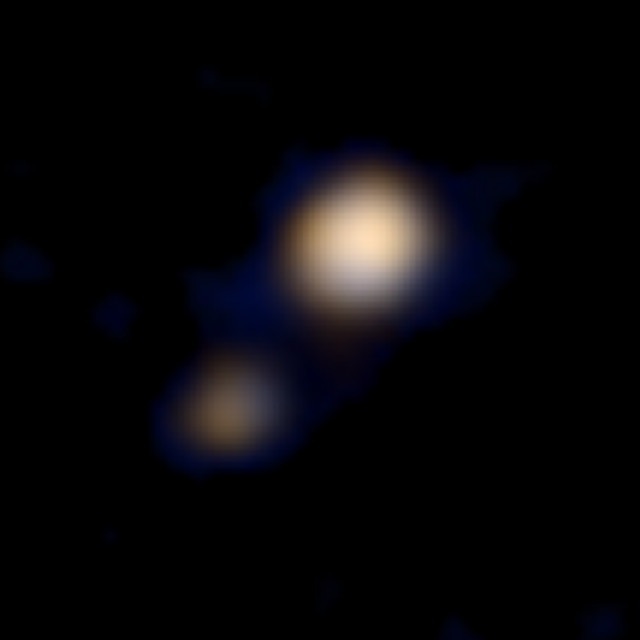
Image en vraies couleurs de Pluton (l'objet le plus brillant) et Charon, prise par New Horizons, le 14 avril 2015.

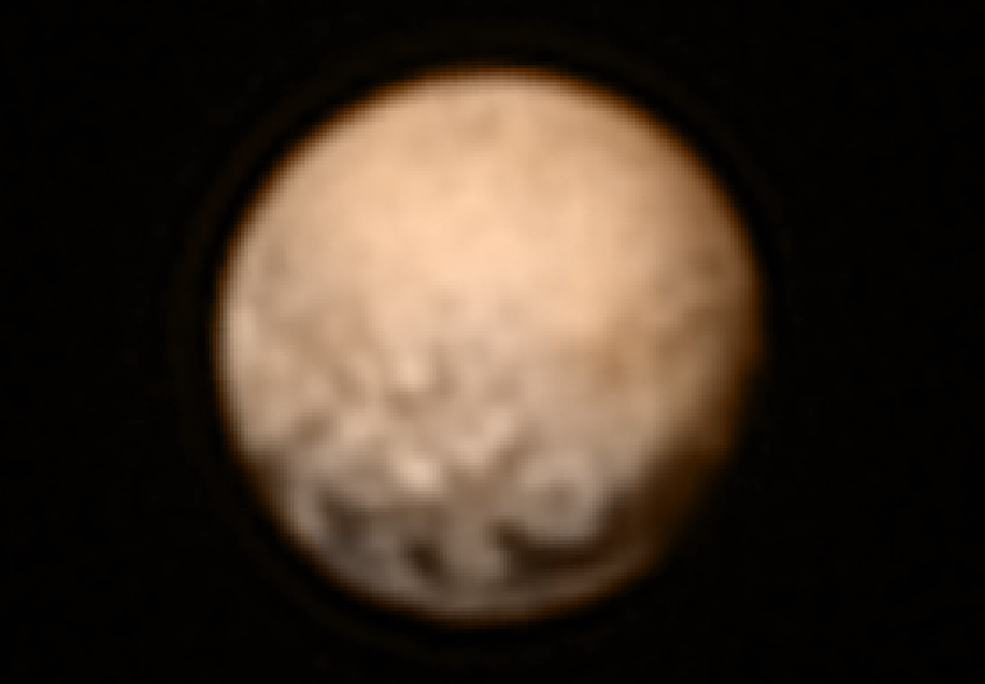
Photographie de Pluton en vraies couleurs prise par New Horizons, le 3 juillet.

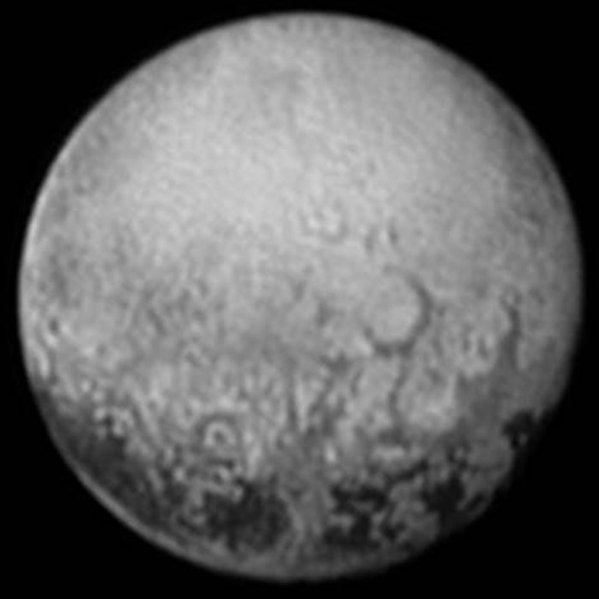
Pluton photographiée par l'instrument LORRI le 11 juillet.

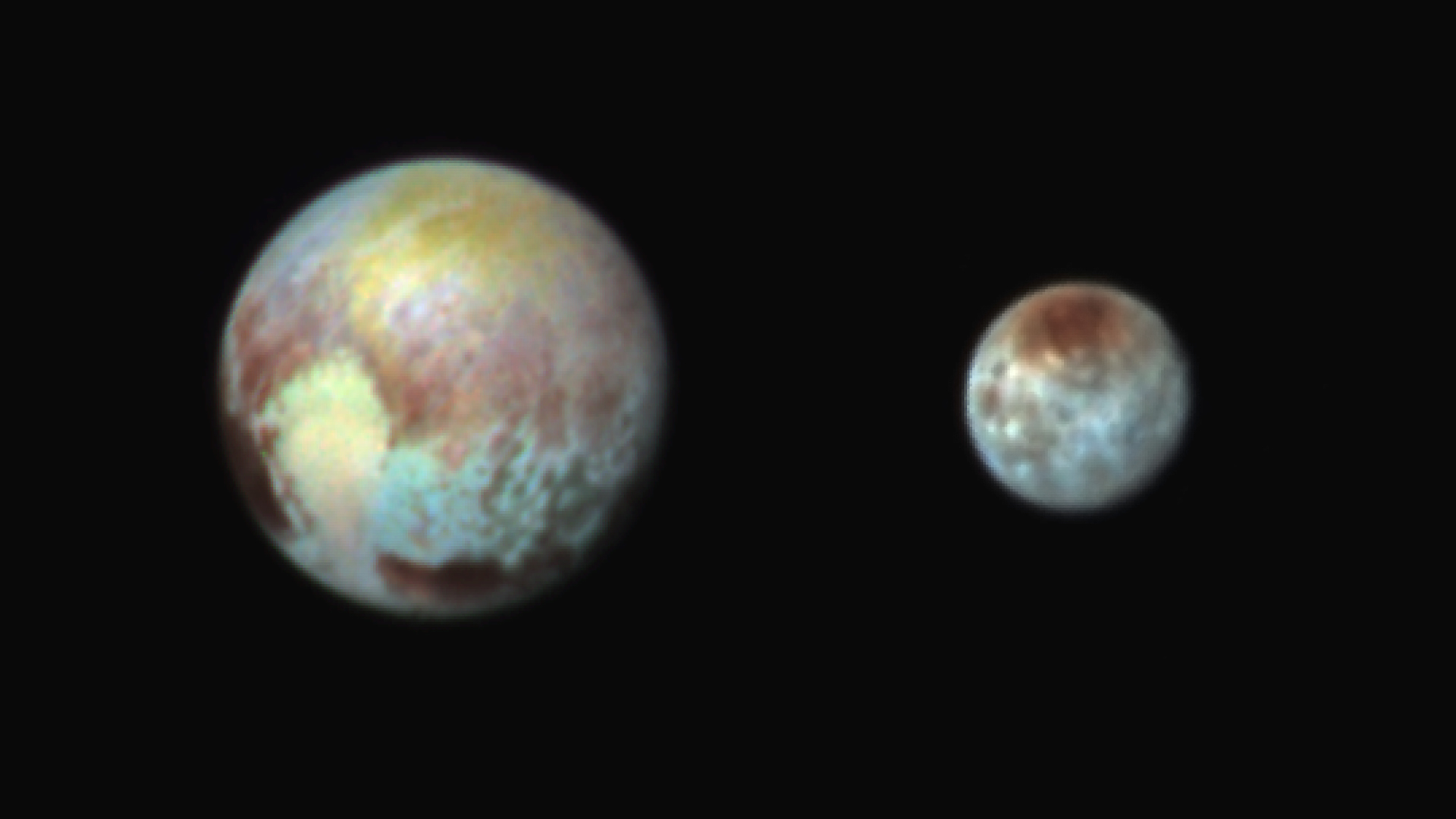
Image en fausses couleurs prise le 13 juillet avec Pluton à gauche et Charon à droite (le contraste est renforcé pour accentuer les différentes zones géologiques).

### Exploration de la ceinture de Kuiper (2015-2025)

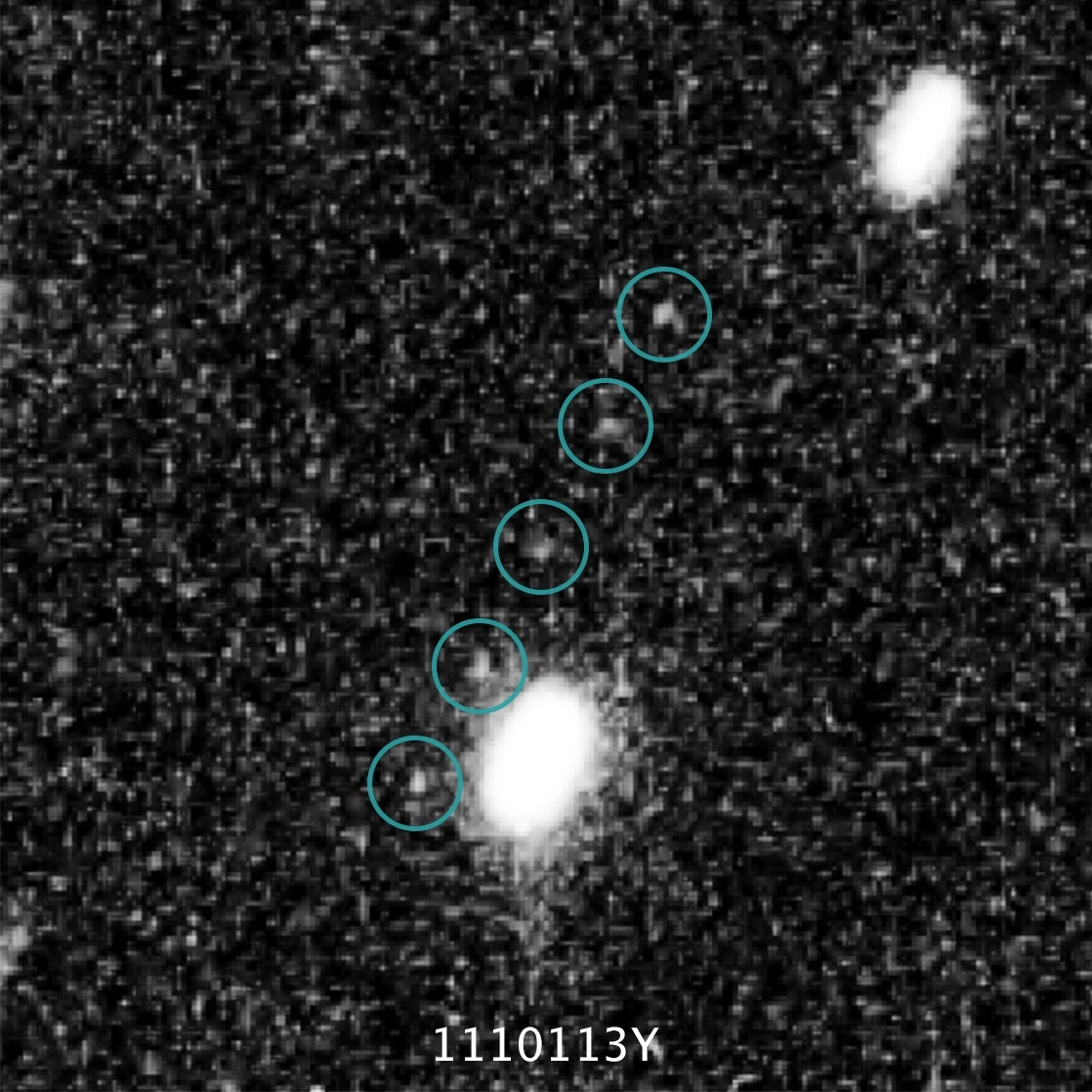
Découverte de l'objectif probable de la sonde spatiale dans la ceinture de Kuiper : montage des photos prises à dix minutes d'intervalle par le télescope spatial Hubble montrant le déplacement de sur fond d'étoiles.

Après le survol de Pluton, New Horizons traverse la ceinture de Kuiper, qui s'étend de 30 à 55 unités astronomiques du Soleil, et dont l'étude constitue le deuxième objectif de la mission. Le survol d'au moins un objet transneptunien est prévu. Mais lors de son lancement, aucun n'est situé suffisamment à proximité de la course de la sonde spatiale. Une campagne d'observation astronomique intensive est menée au cours de la décennie suivante. Ce n'est qu'en 2014, après une mobilisation de moyens exceptionnelle, qu'une cible est finalement trouvée.

#### Observations d'autres objets
La sonde a pu prendre quelques photos d'objets relativement proches, par exemple en novembre 2015 et en avril 2016 de (15810) Arawn, un quasi-satellite de Pluton, ce qui a permis d'avoir quelques précisions physiques comme sa période de rotation, il était alors à 111 000 000 km de la sonde.

#### À la recherche d'un objectif dans la ceinture de Kuiper
À la date de lancement de la mission, en 2006, aucun objet transneptunien à portée de New Horizons n'était connu dans la ceinture de Kuiper, compte tenu du peu d'ergols dont la sonde spatiale disposera après la traversée de Pluton. Mais les responsables de la mission tablent sur les découvertes au cours de la décennie qui doit s'écouler entre le lancement et la correction de trajectoire qui devra être effectuée pour diriger la sonde spatiale vers sa deuxième cible. Ils estiment à l'époque que la sonde spatiale a une probabilité de 50 % de passer à portée d'un corps céleste de 72 km de diamètre, ou de plus de 95 % de passer à proximité d'un objet de 45 km ou plus. Cette probabilité atteint son maximum à la distance de 42 ua du Soleil, qui correspond à la plus forte concentration d'objets de la Ceinture de Kuiper, région qui devrait être traversée entre les années 2018 et 2019. Compte tenu de la navigation quasi parfaite de la sonde, celle-ci dispose après la traversée du système plutonien de suffisamment d'ergols pour modifier sa trajectoire de 130 m/s, ce qui lui permet de s'écarter d'un angle inférieur à 1° de la route qu'il suit au moment du survol de Pluton. Mais au bout de huit ans de recherches entreprises par les astronomes, aucune cible potentielle n'a été découverte par la communauté des astronomes dans la ceinture de Kuiper. La date limite pour une découverte exploitable se situe au cours de l'été 2014. En effet, pour organiser un rendez-vous il faut connaître l'orbite de l'objet survolé, ce qui suppose d'effectuer deux observations, à un an d'intervalle. La première observation doit donc avoir lieu au plus tard au cours de l'été 2014, pour permettre de diriger la sonde vers son deuxième objectif après le survol de Pluton en juillet 2015.
La découverte d'un objet transneptunien à portée de la sonde spatiale n'est pas facile, car les objets de la ceinture de Kuiper ne sont pas très nombreux (environ 1 000 découverts dans un volume d'espace énorme) et sont très difficiles à détecter, du fait de leur petite taille et de leur éloignement (quelques dizaines d'UA). Pourtant des moyens importants ont été utilisés pour découvrir un objectif : entre 2011 et 2013, une campagne intense d'observation (durant 84 heures) est menée en utilisant les instruments Subaru, Magellan et Keck, qui font partie des télescopes terrestres les plus puissants : cinquante-deux objets nouveaux appartenant à la ceinture de Kuiper sont découverts, mais aucun n'est à portée de New Horizons : le plus proche nécessite d'effectuer une variation de delta-v de 200 m/s, une manœuvre nécessitant une quantité d'ergols supérieure à la quantité encore disponible dans la sonde.
À la suite du résultat infructueux des recherches à partir d'observatoires terrestres, l'équipe de New Horizons demande au printemps 2014 un créneau d'observation sur le télescope spatial Hubble, car celui-ci permet de gagner 1,6 magnitude grâce à sa position dans l'espace. Un temps d'observation de 200 orbites (~ 300 heures) est demandé. Cette durée résulte d'une hypothèse statistique basée sur les découvertes précédentes. Selon cette hypothèse, il devrait y avoir 94 % de chances qu'une observation de cette durée permette de découvrir un objectif à portée. Les responsables du projet proposent, pour obtenir l'accord du Space Telescope Science Institute, qui alloue le temps d'observation de Hubble, d'effectuer une première observation de 40 orbites (~ 60 heures) qui, selon l'hypothèse effectuée, devrait permettre de découvrir deux nouveaux objets dans la ceinture de Kuiper. Si les découvertes effectuées grâce à ce temps d'observation valident le modèle statistique, ils demanderont l'allocation des 160 orbites (~ 240 heures) supplémentaires. Si la recherche échoue, l'équipe de New Horizons propose que la sonde spatiale soit utilisée, après son survol de Pluton, pour observer à distance un certain nombre d'objets de la ceinture du Kuiper, afin d'établir un modèle de leur distribution plus précis. La phase d'observation pilote débute en juin 2014. À son issue, le 1er juillet, deux nouveaux objets ont été découverts dans la ceinture de Kuiper, comme prévu par l'équipe New Horizons. En conséquence, les gestionnaires du télescope spatial allouent la tranche de temps d'observation de 160 orbites complémentaires demandée. Finalement, en octobre 2014, l'équipe de New Horizons annonce avoir découvert au moins un objectif que la sonde spatiale est certaine de pouvoir survoler, compte tenu des réserves de carburant dont elle dispose. Deux autres cibles potentielles, d'un diamètre proche et situées à une distance pratiquement équivalente, continuent d'être étudiées.

#### Sélection de l'objectif (août - décembre 2015)

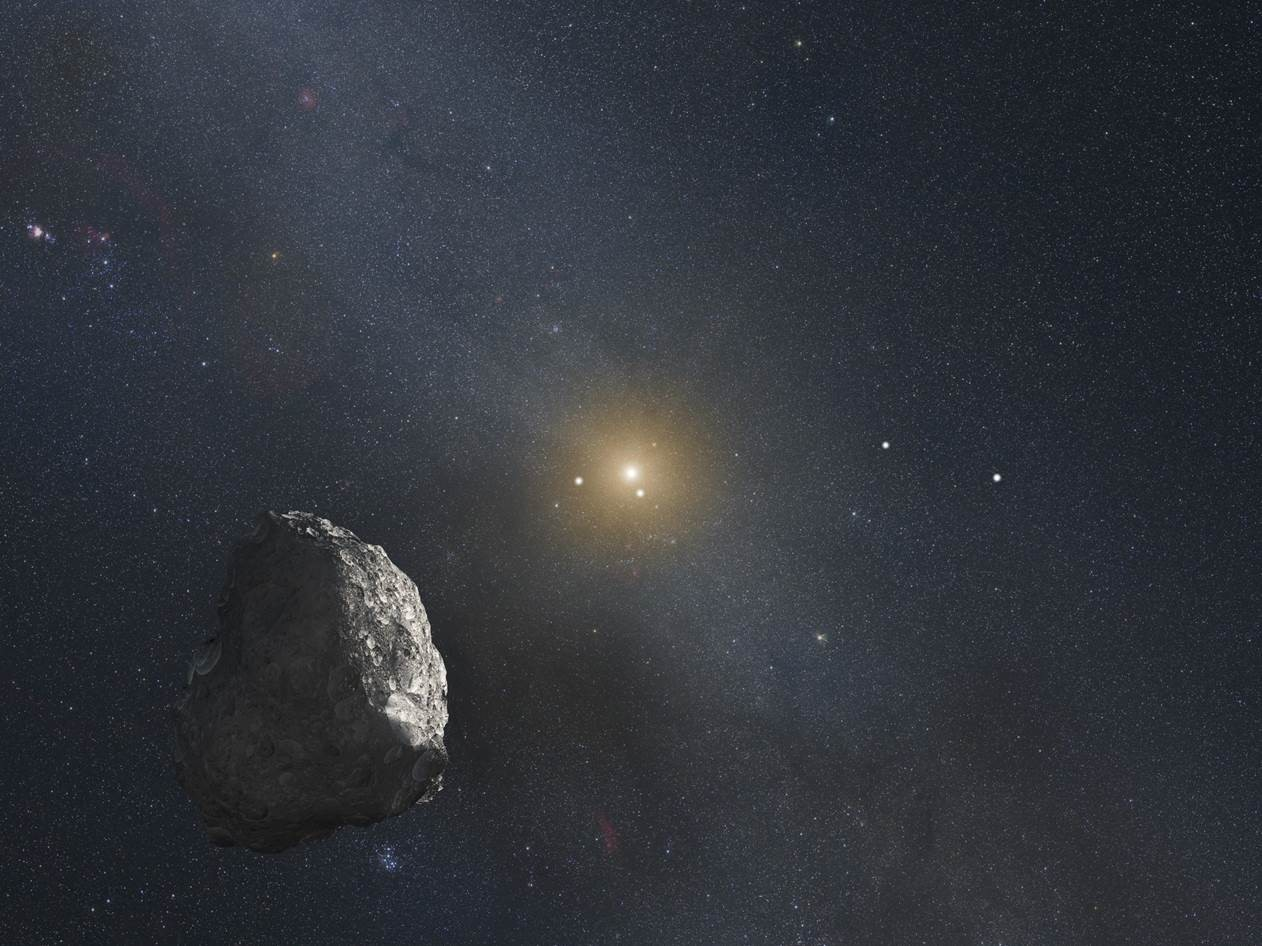
Vue d'artiste du survol d'un objet de Kuiper.

L'objectif pré-sélectionné, (486958) Arrokoth, alors désigné provisoirement 2014 MU69, alias PT1 (pour Potentiel Target 1, « Cible potentielle 1 » en anglais), constitue le candidat favori, car la probabilité que la sonde spatiale puisse l'atteindre, compte tenu de la réserve de carburant disponible, est de 100 %. Il a un diamètre de 30 à 45 kilomètres, est situé à une distance de 43,4 ua du Soleil, et sa magnitude apparente est de 26,8. Les manœuvres nécessaires pour l'atteindre ne devraient consommer que 56 m/s (si elles sont effectuées en octobre 2015), ou 60 m/s (si elles sont effectuées en décembre), soit un peu plus d'un tiers de la réserve d'ergols de la sonde spatiale disponible pour cette manœuvre (130 m/s). Le second des deux objets potentiels pour ce survol est 2014 PN70 (PT3), qui nécessite toutefois un changement de vitesse de 116 m/s en octobre et 122 m/s en décembre. PT3 présentait l'avantage d'être plus brillante, donc de permettre une trajectoire plus précise, d'être sans doute plus grosse et d'être plus écartée du Soleil vue de la Terre au moment du survol, ce qui faciliterait une observation simultanée depuis la Terre et par la sonde spatiale. PT3 a une orbite proche de PT1 et fait partie, comme ce dernier, des objets transneptuniens « froids » qui forment le contingent principal de ces corps,.
La trajectoire et la cible sont choisies en août 2015, et quatre manœuvres de la sonde sont effectuées en octobre et novembre 2015, pour placer New Horizons sur une trajectoire d'interception. La dernière dure vingt minutes. Ce sont les manœuvres les plus lointaines jamais réalisées sur un engin d'origine humaine.

#### Campagne d'observation de l'été 2017
Une campagne d'observations intenses est menée, en juin et juillet 2017, pour déterminer de manière plus précise les caractéristiques de (486958) Arrokoth. L'équipe projet veut tirer profit de trois occultations d'étoiles par MU69, qui s'échelonnent à six semaines d'intervalle. Des télescopes terrestres, aérien (télescope SOFIA de la NASA) et spatiaux sont mobilisés pour effectuer ces observations et, si possible, déterminer de manière plus précise la taille, les caractéristiques orbitales, la forme, la présence d'anneaux, de poussière ou éventuellement de satellites. Ces observations ont lieu les 3 juin, 10 juillet et 17 juillet 2017. Les résultats indiquent qu'Arrokoth est plus petit que prévu, et que c'est soit un ovoïde de moins de 30 km de long, soit un système binaire constitué de deux corps dont la plus grande longueur ne dépasse pas 15 à 20 km.
L'équipe projet de New Horizons décide de donner un nom de baptême plus parlant à l'objet de Kuiper 2014 MU69 et lance en novembre 2017 un appel à propositions auprès du public. À partir d'une liste issue des suggestions du public, le nom de Ultima Thulé est retenu. Thulé était au Moyen Âge une île mythique située aux confins nordiques, au-delà du monde connu. L'appellation fait référence au fait que New Horizons, en effectuant son survol, va découvrir un monde qui était resté hors de portée des missions spatiales menées jusque là. Il s’agit d’un surnom provisoire, la NASA proposera, après le survol, un nom officiel à l’UAI (Union astronomique internationale), dont l'une des missions est de désigner les nouveaux objets célestes.

#### Survol de(486958) Arrokoth(1erjanvier 2019)

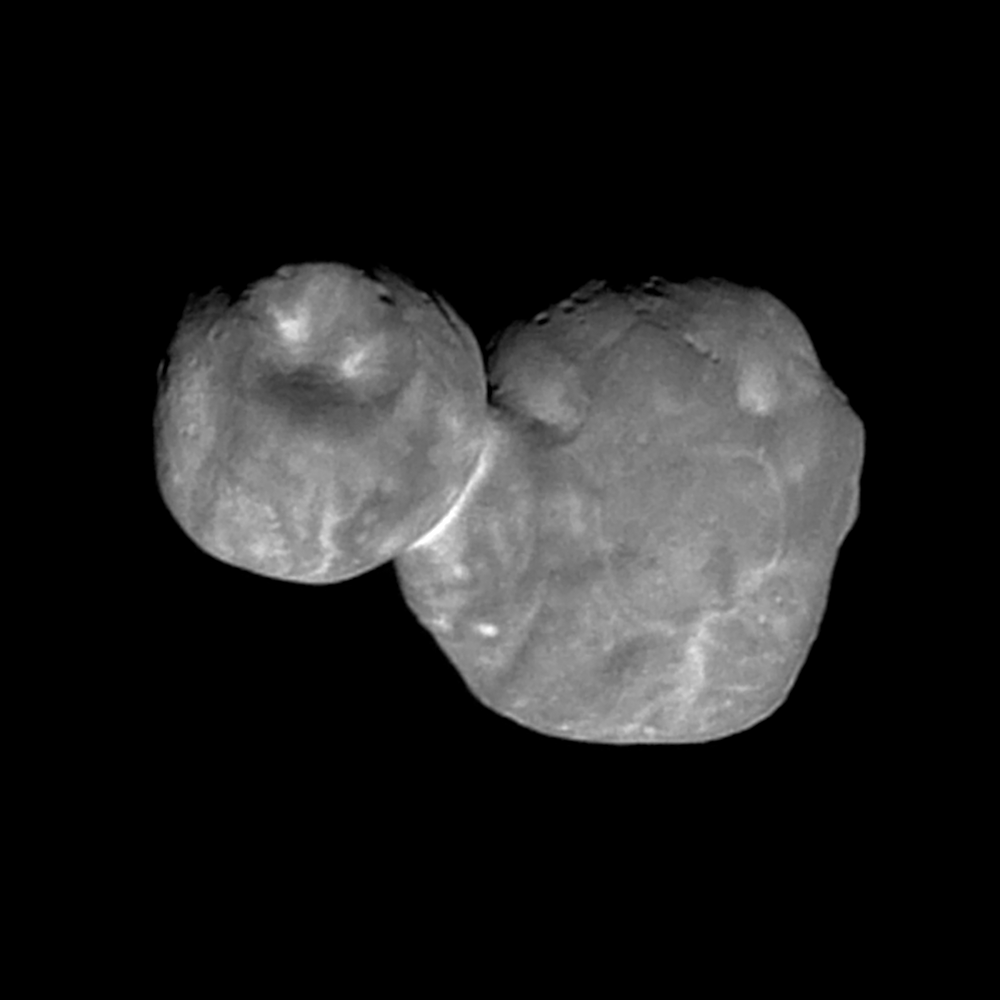
Première image détaillée de (486958) Arrokoth.

Le recueil des données scientifiques sur l'objet de Kuiper se déroule de la même manière que pour le système plutonien mais le déroulement du survol est beaucoup plus difficile. En effet l'orbite est connue avec une précision limitée ce qui impose des corrections de trajectoire tardives reposant en partie sur le repérage de (486958) Arrokoth, alors surnommé Ultima Thulé, par les moyens optiques embarqués par la sonde spatiale. L'objet de Kuiper est repéré pour la première fois sur des images prises par la caméra LORRI de la sonde spatiale le 16 août 2018 alors que New Horizons se situe à 172 millions de kilomètres de son objectif. Le survol comprend trois phases. Durant la première phase dite d'approche qui s'étend du 16 août et va jusqu'au 24 décembre, New Horizons prend des photos avec ses caméras pour déterminer la présence d'anneaux ou de lunes qui pourraient générer de la poussière mettant en danger l'engin spatial. La phase principale va du 24 décembre au 2 janvier et concentre l'essentiel de la collecte de données scientifiques sur les deux journées encadrant le survol. Des images sont prises pour déterminer la topographie tandis que le spectrographe détermine les éléments chimiques composant la surface. La dernière phase s'étend sur 20 mois et est mise à profit pour transférer les données collectées durant le survol. Les opérations menées durant le survol se déroulent de manière complètement automatique car les instructions préparées par le centre de contrôle de la mission mettent plus de 6 heures à parvenir jusqu'à la sonde spatiale. Arrokoth est plus sombre que Pluton et la caméra LORRI n'a pas été conçue pour faire des images dans ces conditions d'éclairage. Pour obtenir un niveau de détail suffisant, le survol doit se faire à une distance beaucoup plus rapprochée (Arrokoth est beaucoup plus petit que Pluton) ce qui entraîne un défilement beaucoup plus rapide du sujet photographié.
New Horizons survole (486958) Arrokoth le 1er janvier 2019 vers 5 h 33 TU à une distance de 3 500 km et à une vitesse de 14,43 km/s. Au moment du survol la Terre se trouvait à 6,62 milliards de kilomètres. Quatre heures après celui-ci, le contrôle au sol reçoit les premières données sur son déroulement : 50 gigabits de données (environ 6,25 gigaoctets) ont été enregistrées durant ce bref passage. Compte tenu du débit réduit (1 kilobit par seconde) et de la quantité d'énergie disponible limitée, la transmission de ces données devrait prendre 20 mois et durer jusqu'à septembre 2020. D'après une première photo à faible résolution, reçue le lendemain du survol, Arrokoth est constitué de deux corps pratiquement sphériques et de taille inégale soudés l'un à l'autre et ayant la forme d'un bonhomme de neige. Il s'agit d'un exemplaire particulièrement bien préservé de corps binaire à contact. L'impact a dû s'effectuer à relativement basse vitesse (quelques km/h). Ces binaires sont très fréquentes parmi les comètes (par exemple 67P/Tchourioumov-Guérassimenko) qui partagent la même origine qu'Arrokoth. L'ensemble est haut de 33 km pour une largeur maximale de 15 kilomètres. Les deux éléments ont provisoirement été surnommés Ultima pour la plus grosse et Thulé pour la plus petite, ceci venant du nom provisoire. La période de rotation mesurée peu avant le survol est d'environ 15 heures. La surface semble dépourvue de cratères de taille importante. Elle est d'une couleur rougeâtre, similaire à celle de la calotte du pôle nord de Charon et qui est sans doute due à la présence de matériaux organiques de type tholine. Les caractéristiques visibles semblent indiquer que cet objet de la ceinture de Kuiper a été créé au tout début de la formation du Système solaire et qu'il a conservé ses caractéristiques originelles,.

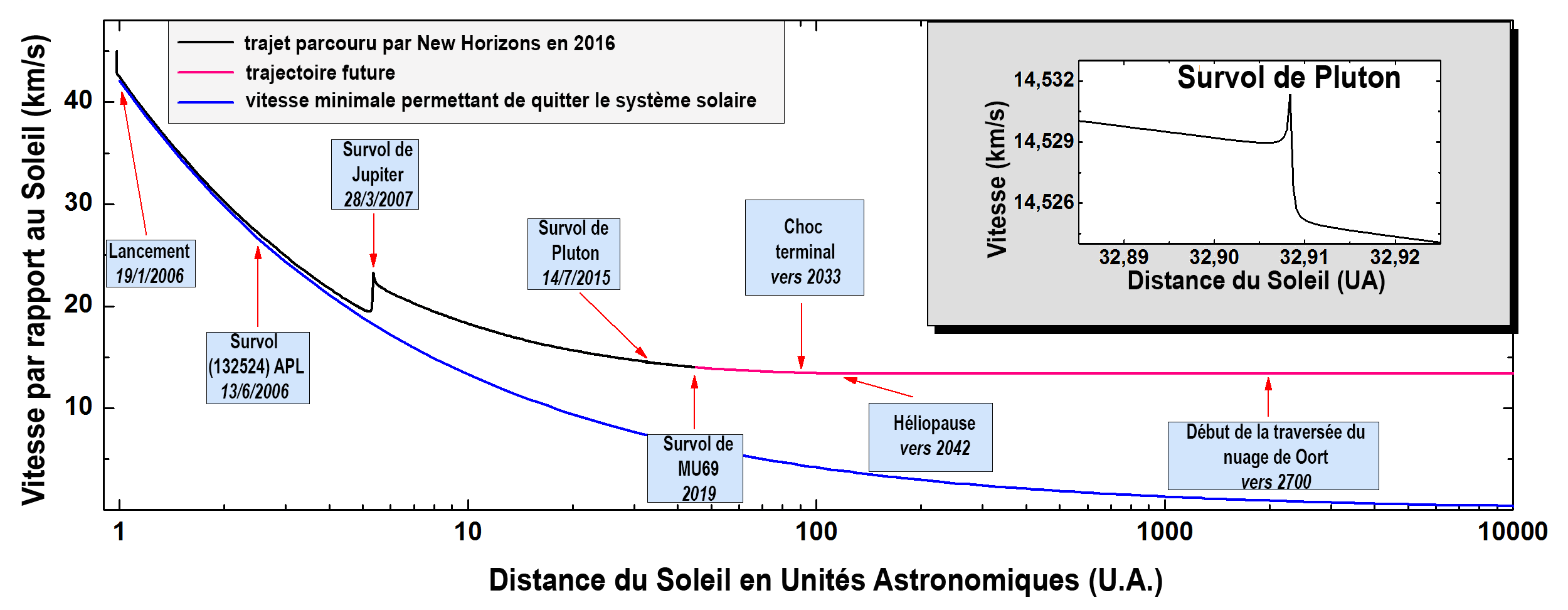
Trajectoire de New Horizons : vitesse et distance du Soleil. La vitesse est réduite progressivement mais de manière décroissante car la sonde spatiale s'extrait du puits gravitationnel du Soleil qui s'étend jusqu'à la zone d'influence des autres étoiles. Au niveau de Jupiter une manœuvre d'assistance gravitationnelle a permis d'accroitre la vitesse. L'encadré en haut à droite montre que Pluton a une très légère influence (moins de 1/1000) sur la vitesse de la sonde spatiale.

#### Fin de mission (2019-2025): prévisionnel

Animation de la trajectoire de New Horizons du 19 janvier 2006 au 30 décembre 2030.

En mars 2019, la sonde devait passer à moins de 0,1 unité astronomique de 2014 PN70 (objet qu'elle aurait pu visiter) et devait le photographier.
La mission de New Horizons pourrait se poursuivre jusqu'en 2025, date à laquelle la sonde spatiale aura atteint la distance de 50 à 60 ua où se situe la limite externe de la ceinture de Kuiper, au-delà de laquelle on ne trouve plus que les objets épars dont la densité rend un survol peu probable.
L'équipe projet de la mission espère trouver un troisième objectif pour la sonde spatiale dans la ceinture de Kuiper. Cette découverte pourrait être difficile compte tenu des moyens particulièrement importants qu'il a fallu mobiliser pour trouver (486958) Arrokoth (Ultima Thulé). Toutefois la sonde devrait elle-même détecter l'objet qu'elle pourrait visiter. Elle devrait faire l'analyse des photos qu'elle prendra et pourrait détecter un objet ayant une luminosité trop faible pour être vu depuis les télescopes terrestres ; envoyer les photos vers la Terre, pour analyse, serait beaucoup trop long, vu la capacité d'émission de la sonde. Cette étude ne pourra commencer qu'après la transmission totale des données concernant (486958) Arrokoth, ce qui devrait prendre environ 20 mois. La Nasa annonce que la recherche a commencé fin 2020, le télescope Hubble pourrait être utilisé. Ce nouvel objectif doit être découvert dans les quelques années qui viennent avant que la sonde spatiale ne quitte la région dense de la ceinture de Kuiper. À cette époque, la mission n'est financée que jusqu'au début 2021. Le survol d'un deuxième objet de la ceinture de Kuiper nécessiterait donc que le prolongement de mission soit accordé par l'agence spatiale américaine.
En janvier 2018, les équipes de New Horizons et de Voyager se sont rencontrées afin de dresser les bases d'une éventuelle collaboration pour l'observation de l'héliosphère ; les instruments et la position des trois vaisseaux pouvant se compléter au moins jusqu'en 2025 et peut-être jusqu'en 2027, date à laquelle la quantité d'énergie restante dans les sondes Voyager ne sera plus suffisante pour les maintenir en opération.
En 2023, l’équipe annonce arrêter de chercher une éventuelle nouvelle cible pour un survol et décide de laisser la sonde continuer sa course en ligne droite. Dans cette prolongation de mission, ses instruments optiques seront utilisés afin d’étudier les étoiles proches et les planètes naines.
D'ici 2032, alors que New Horizons sera située à environ 82 unités astronomiques, la puissance restante dans le vaisseau sera de 150 watts, soit le minimum requis pour la maintenir opérationnelle. S'il est probablement possible de repousser ces limites théoriques, la sonde ne sera définitivement plus opérationnelle lorsqu'elle atteindra la distance de 120 unités astronomiques.

## Résultats scientifiques

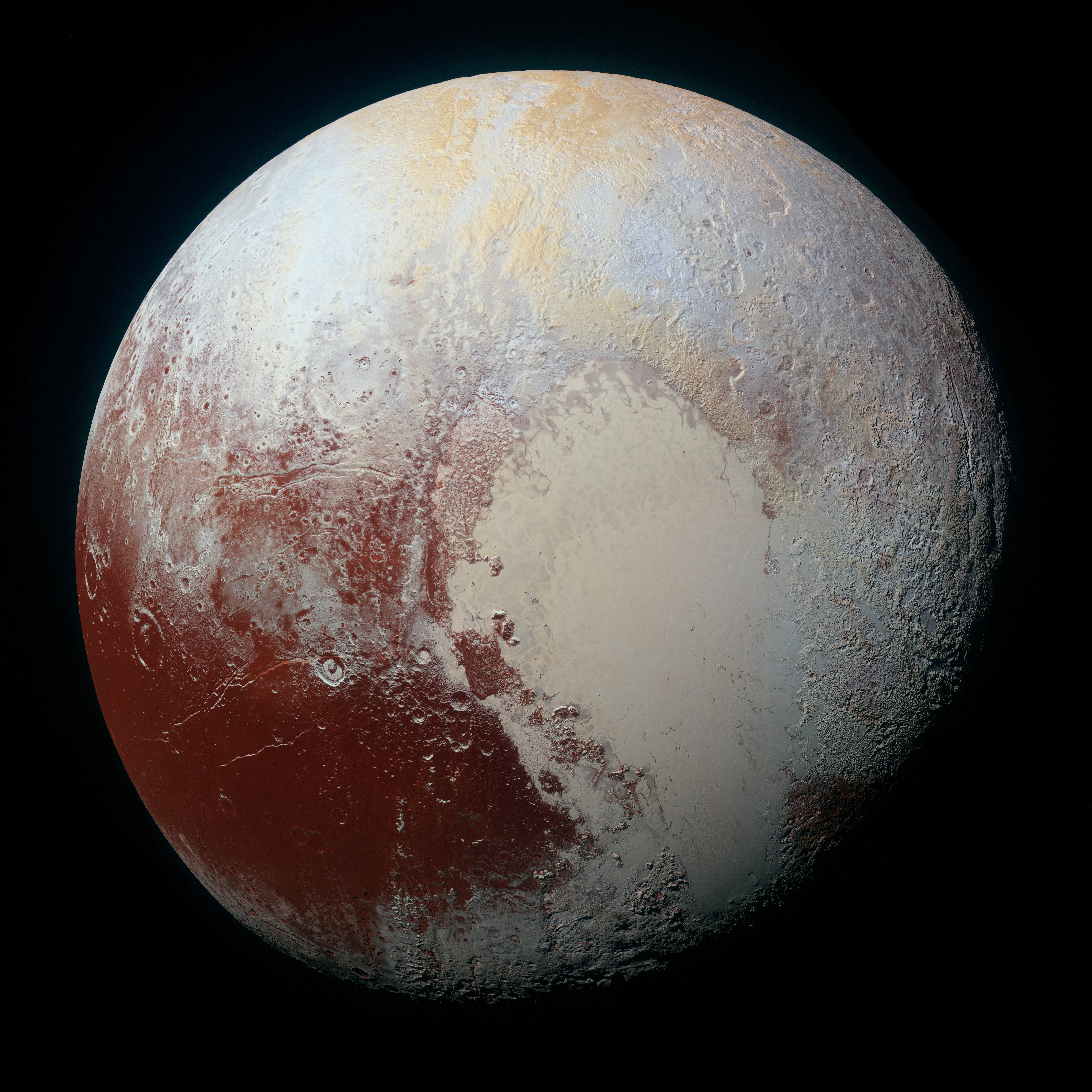
Pluton en fausses couleurs. Quatre photos de LORRI combinées aux images de Ralph (distance de 450000 km, résolution de 2.2 km).

Pluton est un objet transneptunien qui présente la particularité de former avec Charon un système double. Aucun corps du système solaire présentant une de ces deux caractéristiques n'avait jusqu'à présent été étudié in situ par un engin spatial. Aussi les scientifiques s'attendaient à trouver un monde aux caractéristiques originales. Les premières observations vont bien au-delà des espérances dans ce domaine. Pluton, comme Charon, présente des surfaces jeunes, pratiquement dépourvues de cratères, avec des structures apparentes à la fois originales et diversifiées. Pluton est manifestement une planète encore active sur le plan géologique, avec des montagnes de glace d'eau de plus de 3 km de haut, ce qu'aucune observation antérieure dans le système solaire ne peut expliquer, compte tenu de la taille de la planète naine et de l'absence de forces de marée d'une puissance suffisante. La première publication officielle des résultats de la mission dans une revue scientifique a lieu en octobre 2015,.

### Surface de Pluton

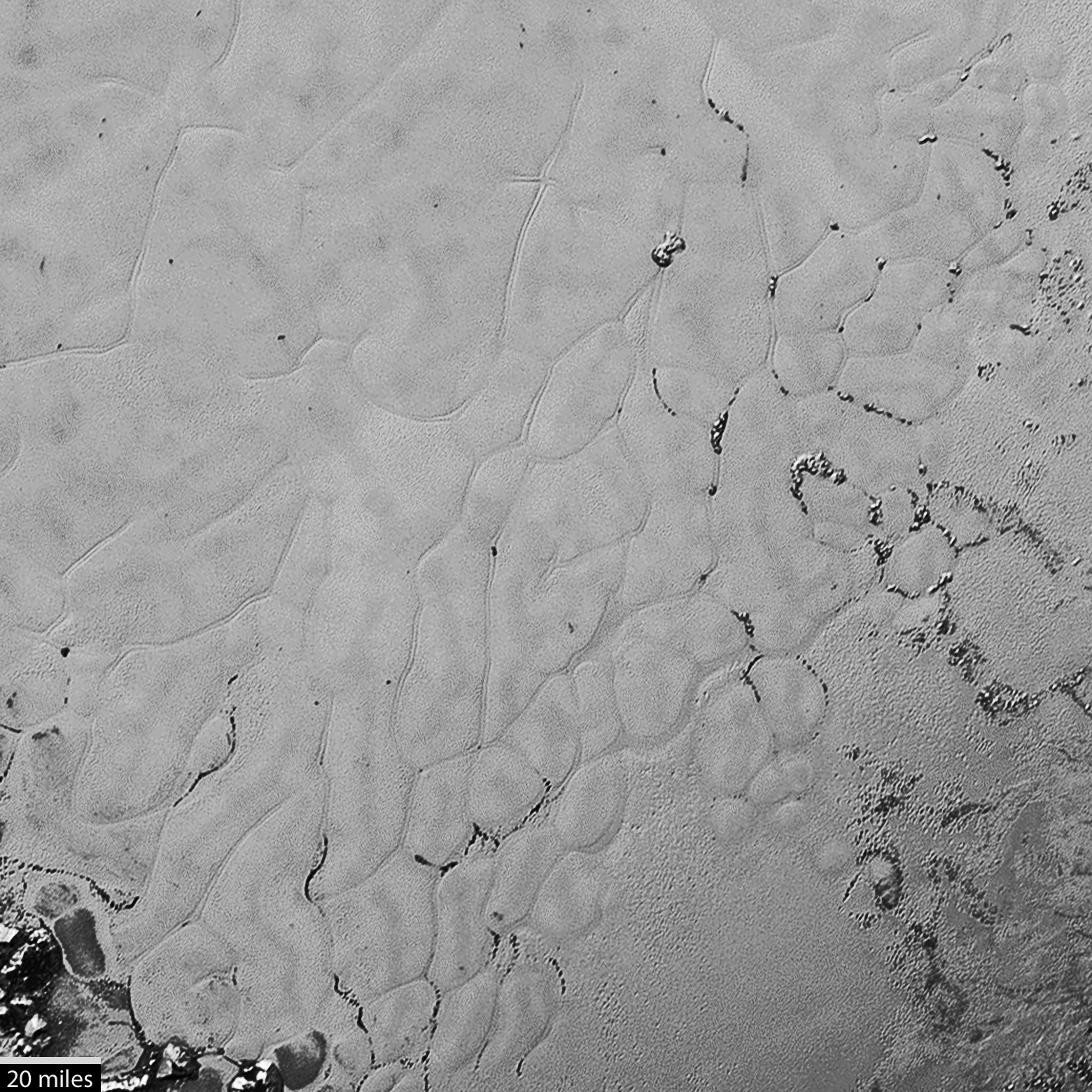
Gros plan de la région Spoutnik Planum montrant un terrain vierge de cratères donc géologiquement jeune (sans doute moins de 10 millions d'années) (le contexte).

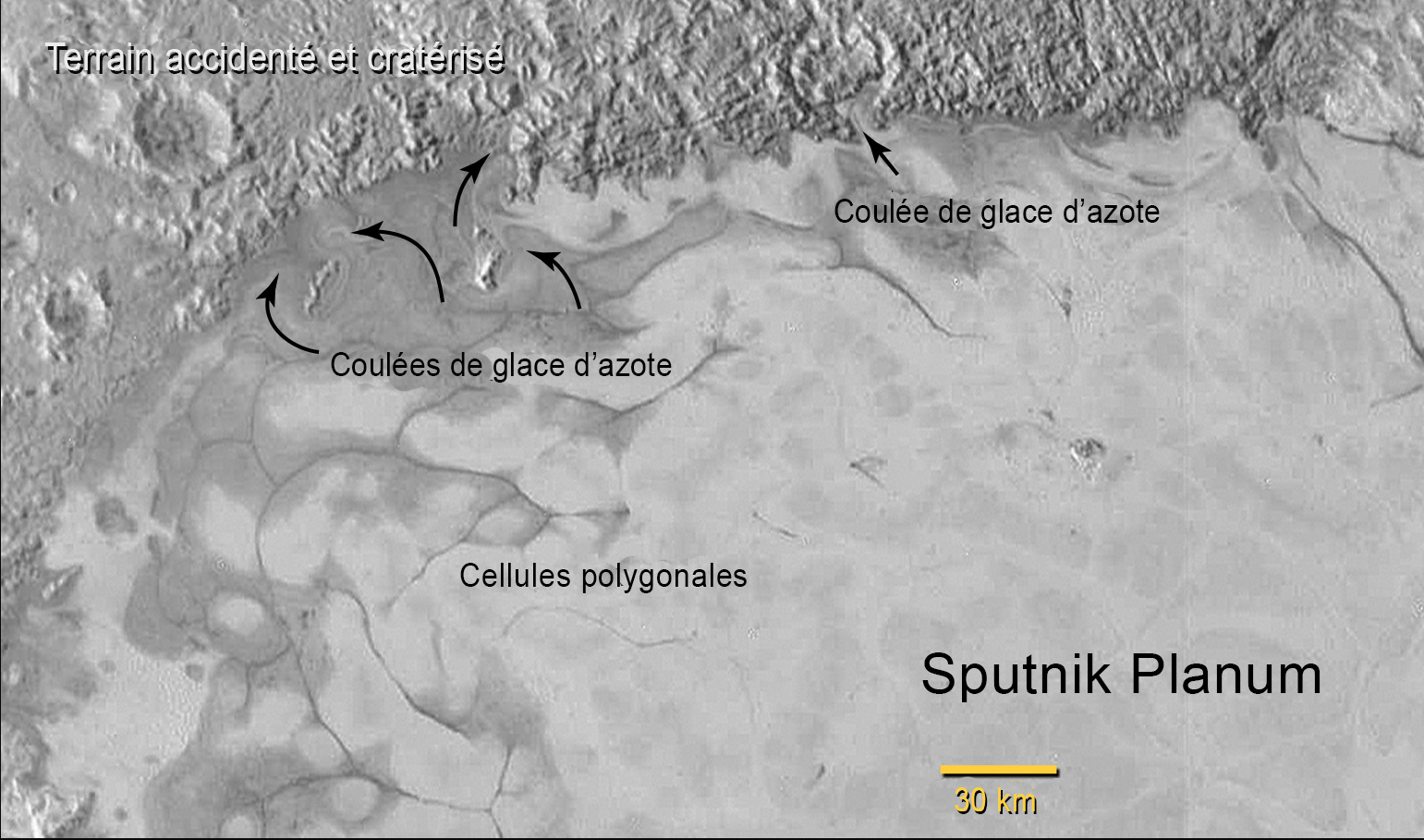
Des coulées de glace d'azote s'écoulent depuis les reliefs environnants vers les plaines de Sputnik Planum en formant des volutes pour contourner des obstacles à l'image des glaciers sur Terre (le contexte).

Les premières photos de Pluton prises par la sonde spatiale montrent une région très brillante au niveau d'un pôle, une bande sombre au niveau de l'équateur et des régions de couleur intermédiaire. Des résultats préliminaires sont annoncés le 12 juillet 2015. Le diamètre de Pluton est mesuré avec une précision améliorée et évalué à 2 370 ± 20 km. Pluton est dotée d'une calotte polaire composée de glaces de méthane et d'azote. Les zones sombres ont une composition très différente des calottes polaires, avec une présence de méthane beaucoup plus faible. La dernière photo de Pluton prise par LORRI et RALPH le 13 juillet, le jour précédant le survol, montre une planète avec des types de terrain très variés, présentant certaines caractéristiques apparentes de Japet satellite de Saturne et de Triton satellite de Neptune. Peu de cratères sont visibles.

#### Les montagnes de glace d'eau
Le premier gros plan, pris au moment du survol et reçu sur Terre le 15 juillet, montre une surface dépourvue de cratères d'impact, et donc sans doute jeune (moins de 100 millions d'années). Des montagnes élevées d'environ 3 300 mètres, baptisées de manière informelle Norgay Montes, apparaissent sur la photo. Celles-ci ne peuvent pas être composées de glace de méthane, de monoxyde de carbone, ou d'azote, car ces matériaux ne sont pas assez résistants pour former des sommets aussi élevés. Elles sont sans doute constituées de glace d'eau, qui forme le manteau de la planète naine. Les reliefs de ce type n'ont jusqu'à présent été observés que sur les satellites glacés des planètes gazeuses, et résultent des forces de marée générées par ces planètes géantes. Ici un mécanisme différent est à l’œuvre, mais il reste à déterminer. Les scientifiques excluent l'influence des forces de marée générées par Charon, compte tenu de sa taille. Deux pistes sont évoquées : la désintégration des matières radioactives, comme le thorium ou l’uranium présents dans les silicates, qui jouent encore un rôle dans le cas de la Terre, mais dont l'influence est considérée habituellement comme négligeable après quatre milliards d'années sur des mondes de la taille de Pluton. L'autre explication suppose l'existence d'un océan, sous le manteau glacé, qui en perdant sa chaleur latente, serait à l'origine des mouvements de la surface,,.

#### Tombaugh Regio
Une région très claire et en forme de cœur, baptisée de manière informelle Tombaugh Regio du nom du découvreur de Pluton, s'insère entre des zones d'apparence très sombre situées au niveau de l'équateur. Le matériau recouvrant sa surface n'est pas uniforme : dans sa moitié gauche domine le monoxyde de carbone, avec une accumulation plus importante vers le centre de cette zone. Le processus à l'origine de cette accumulation n'est pas connu. Une image en gros plan du cœur montre une plaine baptisée Spoutnik Planum, constituée d'un ensemble de zones polygonales de 20 km de côté délimitées par des dépressions étroites, dont certaines contiennent un matériau sombre tandis que d'autres semblent entourées de collines qui s'élèvent au-dessus du terrain alentour. Les dépressions pourraient avoir pour origine une contraction de la surface, mais elles pourraient être également dues à un processus convectif prenant sa source dans la chaleur interne de Pluton. Au sud-est, le terrain plat cède la place à une région hérissée de pics, qui pourraient avoir été formés par le processus de sublimation qui transforme la glace en gaz sans passer par une phase liquide intermédiaire. Les glaces d'azote, de méthane et de monoxyde de carbone restent fluides dans les conditions de température régnant sur Pluton, contrairement à la glace d'eau. Ainsi, au nord de Sputnik Planum, les photos prises montrent des glaciers de glace d'azote s'écoulant depuis un terrain chaotique, plus au nord, vers cette plaine en décrivant des volutes pour contourner des obstacles. De la même manière, au sud de Sputnik Planum, de la glace exotique (pas de la glace d'eau) s'écoule autour de chaines montagneuses baptisées Hillary et Norgay (du nom des vainqueurs du Mont Everest) et viennent combler des cratères d'impact de grande taille.

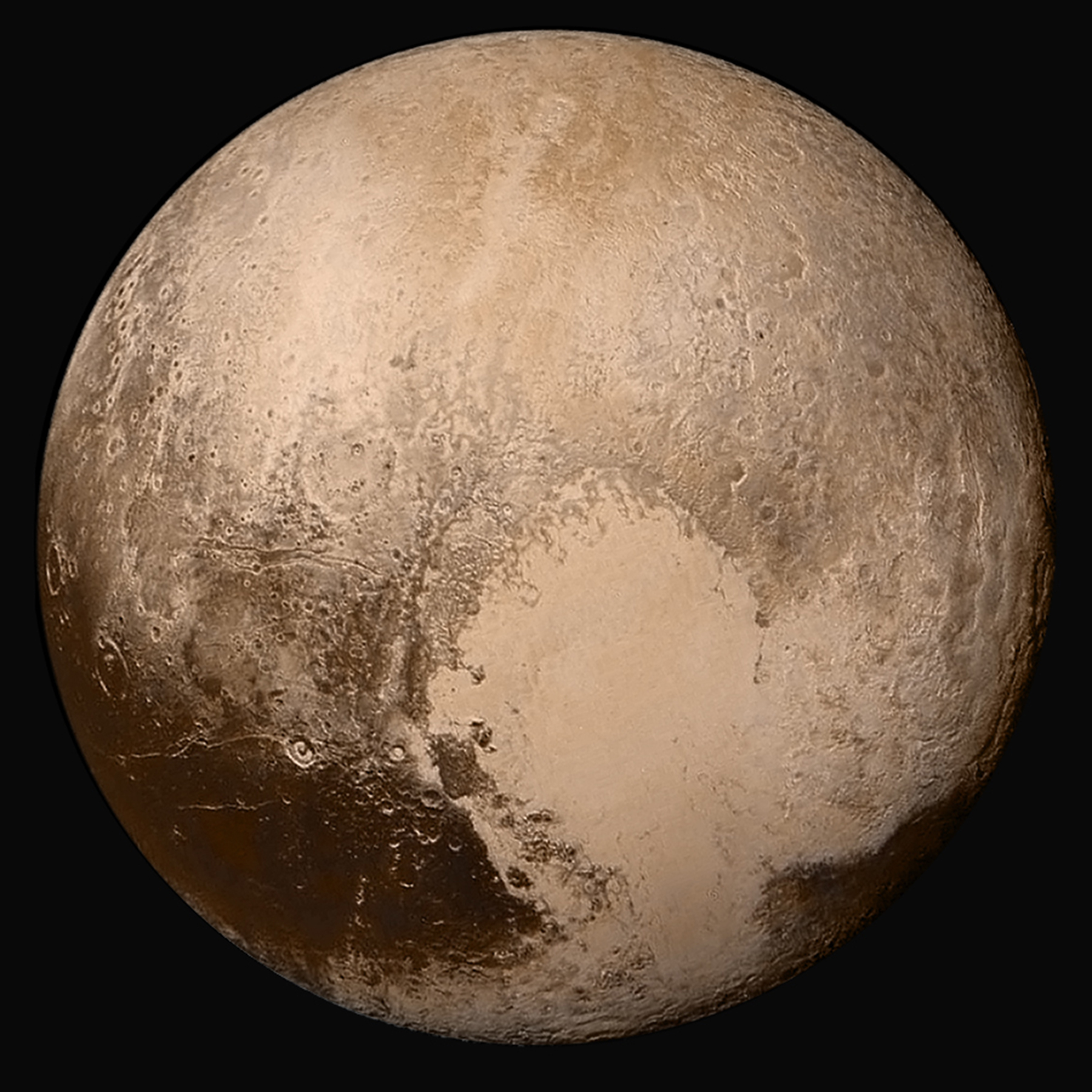
Pluton photographié par les instruments LORRI et RALPH le 13 juillet 2015.
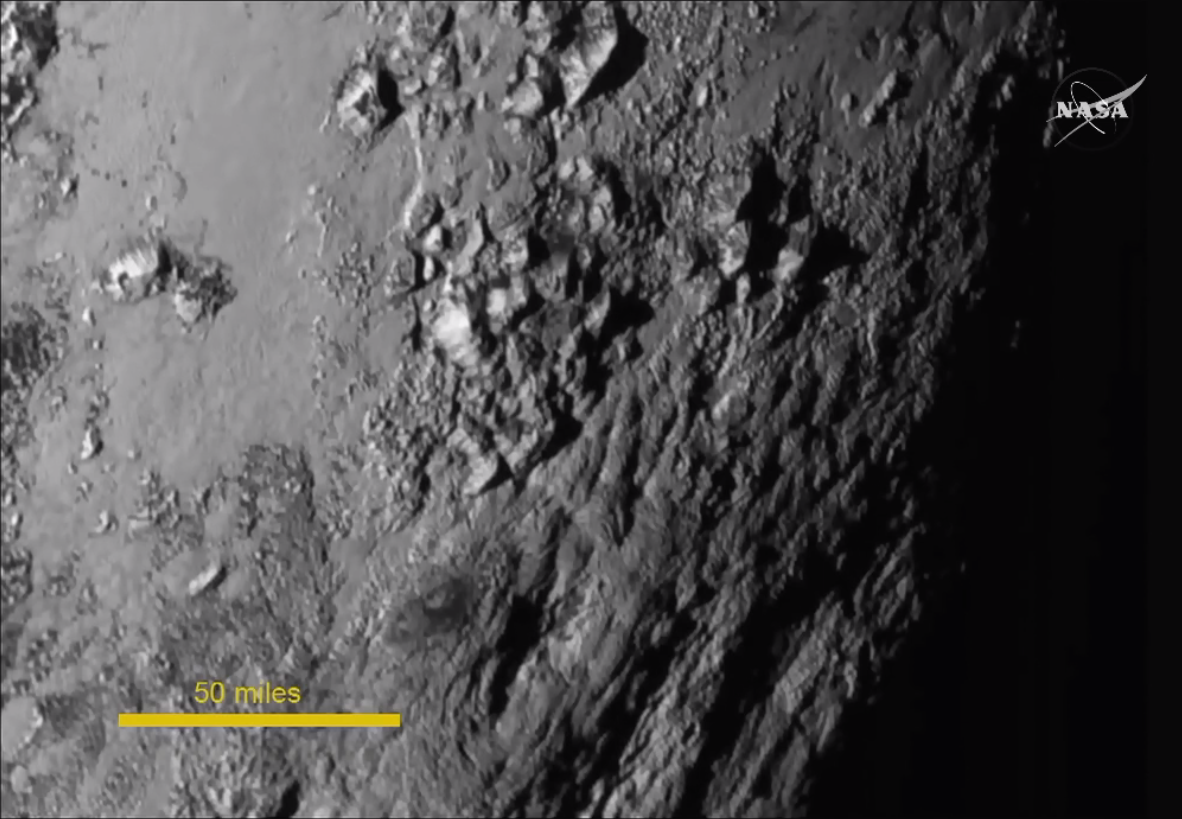
Gros plan de Pluton (environ 300 × 300 km), pris le 14 juillet 2015 au moment du survol.
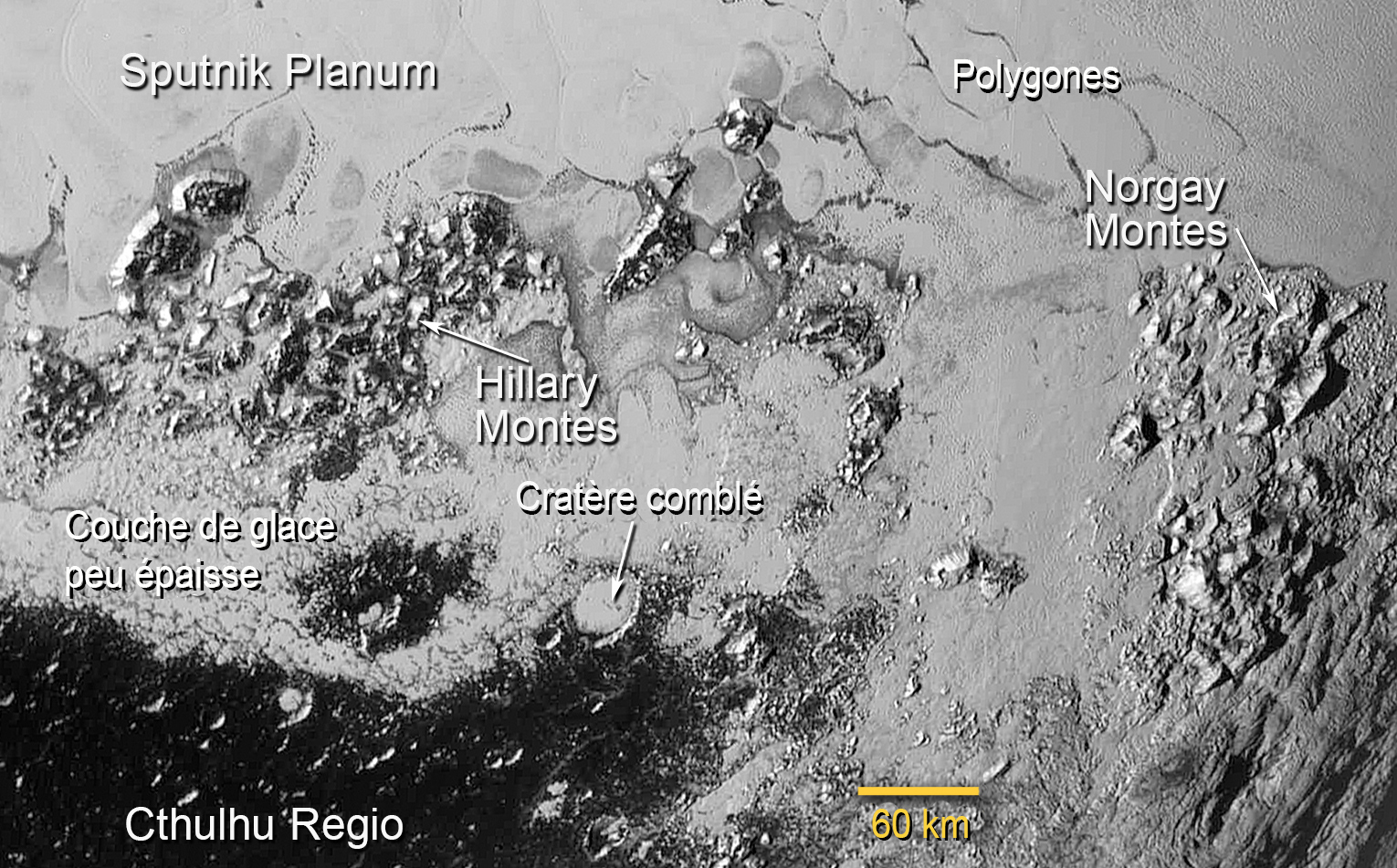
Partie sud de Sputnik Planum sur Pluton : des glaces exotiques s'écoulent entre les massifs Hillary et Norgay et en comblant notamment le grand cratère annoté de 50 km de diamètre.

### Atmosphère de Pluton

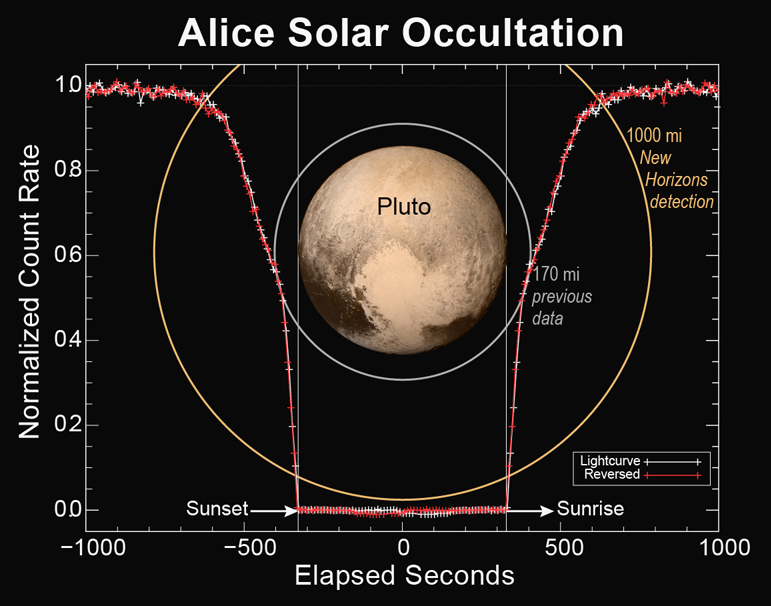
Occultation du Soleil par Pluton mesuré par l'instrument Alice.

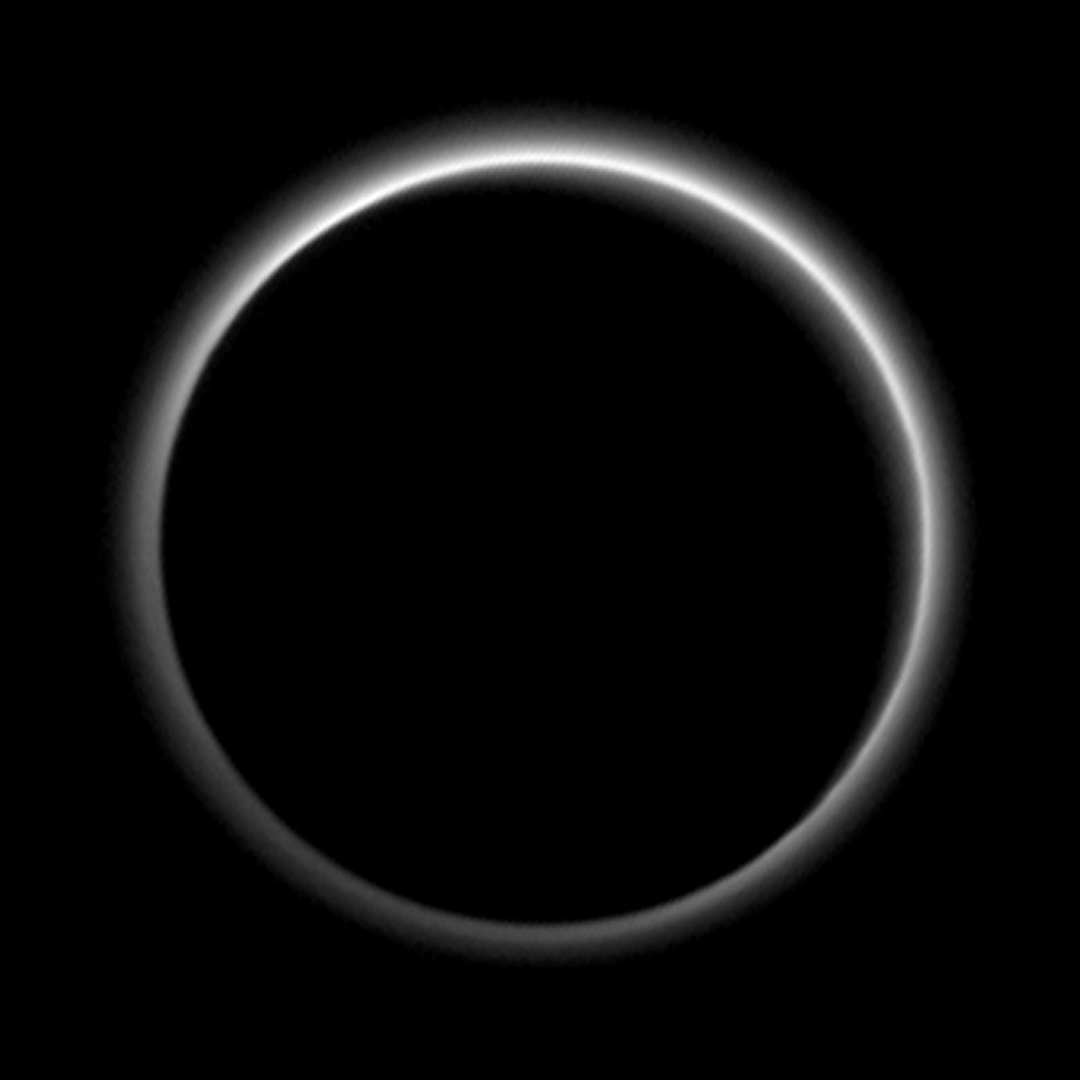
L'occultation du Soleil par Pluton a permis de mettre en évidence la présence de brume jusqu'à une altitude élevée ainsi que la structure complexe de l'atmosphère de Pluton.

La présence d'une atmosphère sur Pluton est connue depuis 1988. Les instruments SWAP et PEPSSI ont confirmé que le taux d'échappement atmosphérique de l'atmosphère de Pluton est particulièrement élevé. Le vent solaire est sans doute à l'origine du processus, en entraînant les particules ionisées de l'atmosphère plutonienne (non protégée faute de champ magnétique) vers l'espace interplanétaire. Les scientifiques estiment, d'après les données collectées par les instruments de New Horizons, que le taux d'échappement est 500 fois plus élevé que celui de la planète Mars. L'atmosphère étant reconstituée par la sublimation de matériaux de la surface de la planète naine, ce processus aurait entraîné depuis la formation de Pluton une réduction de son diamètre de 6 kilomètres.
Du fait de l'orbite elliptique de Pluton, au fur et à mesure que celle-ci s'éloigne du Soleil, son atmosphère se refroidit, puis se condense et est précipitée sur le sol, sous forme de glace, entraînant finalement sa disparition totale jusqu'à ce que la planète se rapproche de nouveau de notre astre. Alors que Pluton s'éloigne progressivement du Soleil depuis 1989, les observations effectuées ces dernières années depuis la Terre indiquaient une augmentation de la pression atmosphérique, en contradiction avec cette hypothèse. L'instrument REX a permis de déterminer la pression à la surface de Pluton, par mesure de l'effet Doppler des émissions radio de New Horizons traversant l'atmosphère de Pluton immédiatement avant l'occultation de la Terre par la planète naine. La pression mesurée par REX est deux fois plus faible que la valeur fournie par des observations effectuées depuis la Terre en 2013. Cette variation semble indiquer que le survol de New Horizons coïncide avec la phase de disparition de l'atmosphère. Pour certains scientifiques, la coïncidence est surprenante, et ces conclusions doivent être confirmées.
Une photo prise au moment de l'occultation du Soleil par Pluton a permis de mettre en évidence la présence de brume jusqu'à une altitude de 130 km, bien au-dessus de ce qui était attendu (30 km), compte tenu des conditions de température et de pression. La même photo permet de distinguer deux couches atmosphériques aux caractéristiques distinctes, de 0  à   80 km d'altitude, et de 80  à   130 km. Cette brume est un indice de la chimie complexe qui se déroule dans l'atmosphère de Pluton. Le rayonnement ultraviolet du Soleil interagit avec les molécules de méthane présentes dans l'atmosphère, et forme des hydrocarbures complexes dans la couche supérieure de l'atmosphère. Il se forme des molécules telles que l'éthylène ou l'acétylène. Ces molécules passent dans la couche inférieure de l'atmosphère, où elles se condensent en glace en donnant naissance à la brume. Le rayonnement ultraviolet interagit avec ces molécules pour former des tholins, dont les dépôts à la couleur caractéristique rouge/brun sont visibles à la surface de Pluton.

### Charon
Charon, comme Pluton, montre une surface jeune comportant peu de cratères et comportant de nombreuses formations, semblant indiquer qu'elle est géologiquement active malgré sa petite taille. Un canyon de 6 à 10 km de profondeur et d'une grande longueur est visible près du pôle, ainsi qu'un autre canyon de 5 km de profondeur. Une série de falaises et de dépressions se succèdent du nord-est au sud-ouest sur plus de 1 000 km, qui a pu être créée par un processus interne. En dessous de ces formations, un terrain pratiquement sans relief et faiblement cratérisé semble indiquer qu'il a été resurfacé récemment. Une région sombre surnommée Mordor couvre le pôle et est entourée d'un terrain rougeâtre. La couleur sombre pourrait être due à une fine couche de matériau, car un terrain plus clair apparaît à l'emplacement des cratères visibles,.
Un gros plan d'une région de la lune située près du terminateur montre un terrain très lisse avec des cratères d'impact nettement dessinés et de longues fissures. Ces fissures ressemblent aux crevasses lunaires qui ont pour origine le refroidissement puis la contraction de laves très fluides qui s'étaient répandues à sa surface. Une montagne isolée et située dans une dépression très creuse intrigue les planétologues car sa formation reste inexpliquée et ce type de formation n'a jamais été observé dans le système solaire. Aucune atmosphère n'a été détectée par l'instrument Alice.

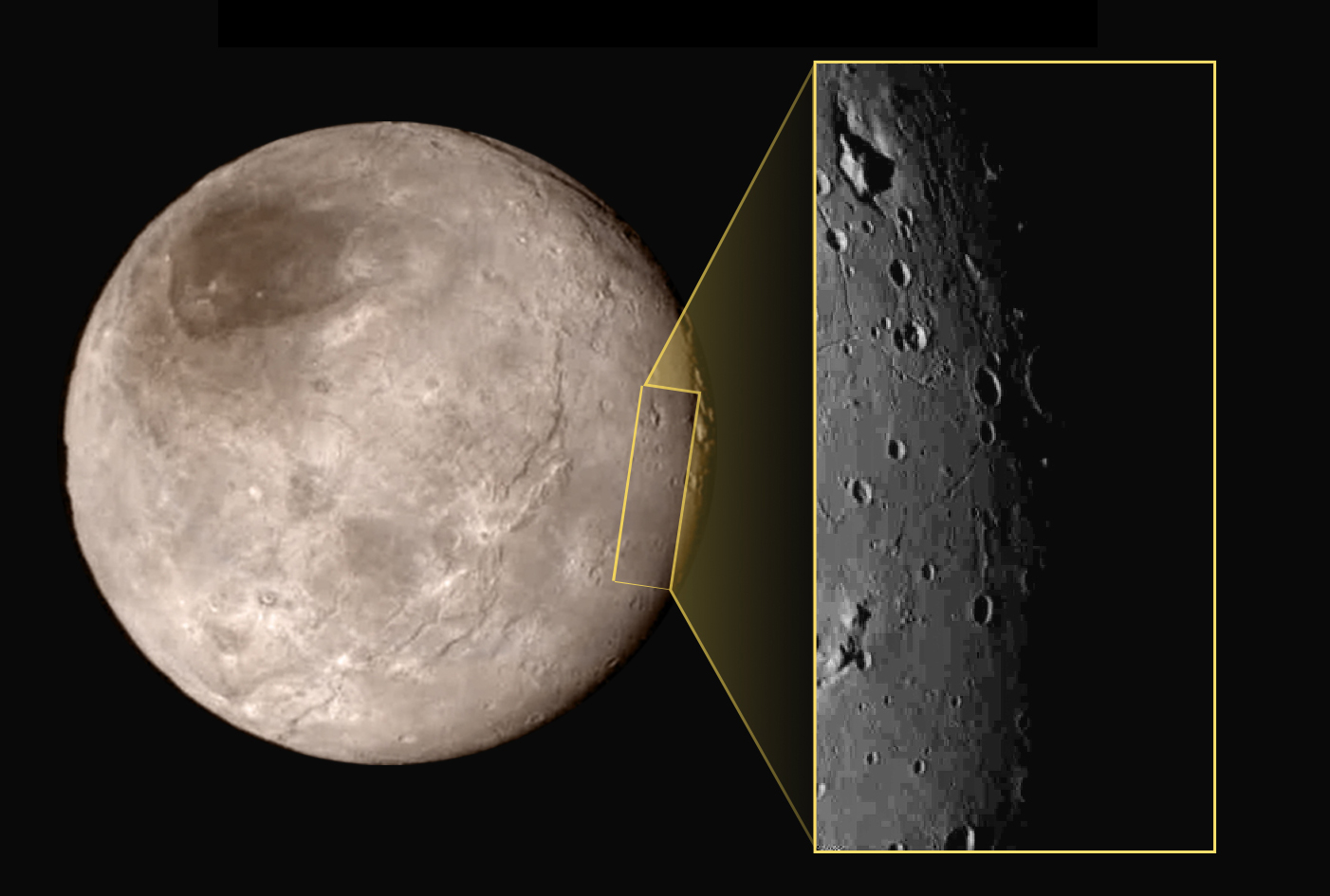
Photo de Charon prise le 14 juillet, avec en cartouche un gros plan effectué par la caméra LORRI.
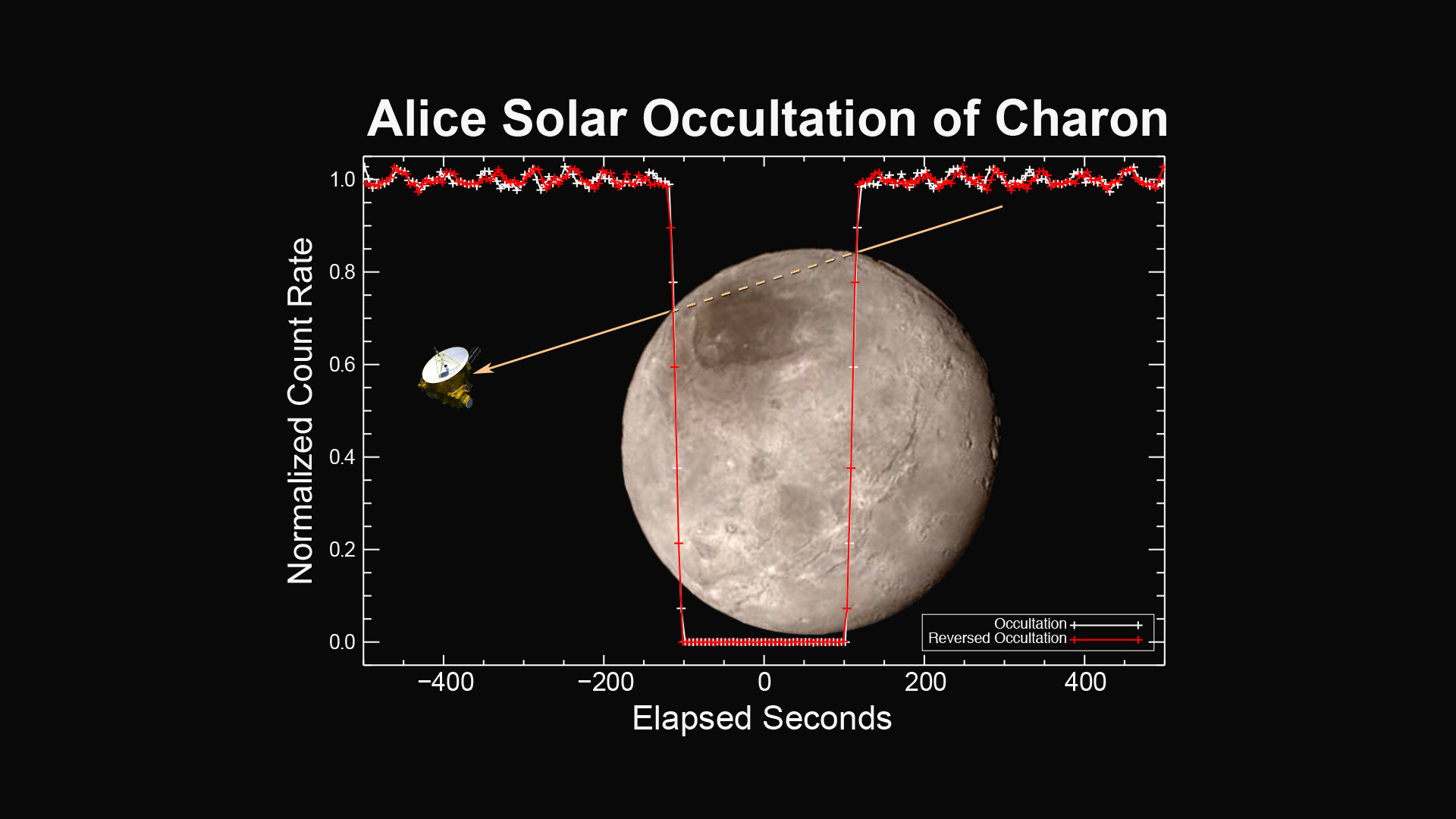
Aucune atmosphère n'a été détectée par l'instrument Alice sur Charon : l'occultation du Soleil par Charon se traduit par une perte de signal sans aucune transition (variation verticale de l'intensité lumineuse) contrairement à Pluton (cf. illustration plus haut).

### Petites lunes de Pluton

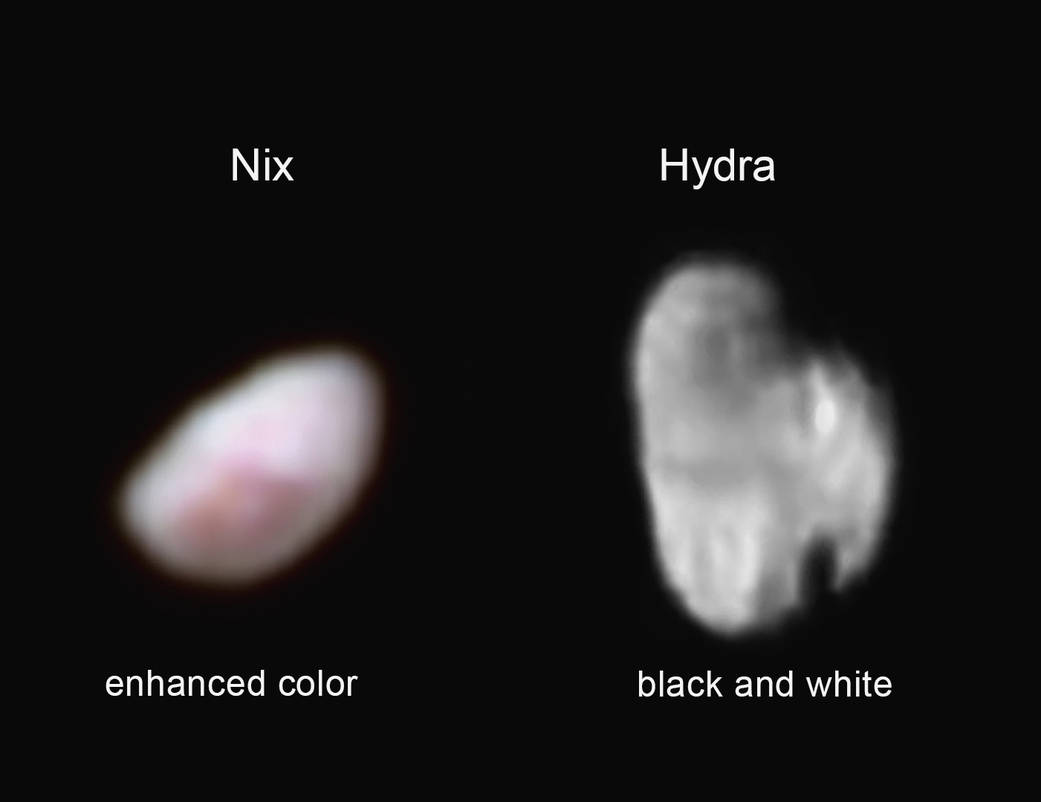
Nix (à gauche) et Hydre photographiés respectivement à 165000 kilomètres de distance lors du survol de Pluton.

Une première image d'Hydre comportant quelques pixels a pu être prise. De forme allongée (43 × 33 km), sa surface est constituée principalement de glace d'eau. Une image également fortement pixelisée de Nix est restituée quelques jours après le survol. Elle permet de confirmer la longueur de 40 km et la forme allongée de ce petit satellite.
Le survol de Pluton permet d'affiner les principales caractéristiques des petites lunes de Pluton (résumées dans le tableau ci-dessous). L'un des éléments les plus surprenants découvert par la sonde spatiale est que, contrairement à la plupart des satellites des planètes du système solaire (et à Charon), les petites lunes de Pluton ne sont pas en rotation synchrone par rapport à Pluton (elles ne présentent pas toujours la même face à la planète naine). En particulier Hydre, le satellite le plus extérieur, parcourt l'orbite autour de Pluton en 38 jours, alors qu'il tourne sur lui-même en 10 heures. L'inclinaison de l'axe des pôles est également atypique : Styx a une inclinaison de 82° et l'axe de Nix est même incliné de 132°, ce qui signifie que la lune tourne sur elle-même à contresens par rapport à son déplacement autour de Pluton. Par ailleurs la vitesse de rotation de Nix a diminué de 10 % depuis sa découverte. Malgré ces caractéristiques, les scientifiques estiment, compte tenu de leur apparence proche de celles de Charon et de Pluton, que les petites lunes se sont formées à l'intérieur du système plutonien sans doute, au moins pour Nix et Hydre, à la suite de fusion de petits corps résultant eux-mêmes de la fragmentation d'anciennes lunes de Pluton. La surface de Nix et celle d'Hydre présentent plusieurs petits cratères, mais il n'y a ni strates ni éboulement rocheux apparent. La recherche d'autres satellites de Pluton n'a abouti à aucune nouvelle découverte, et s'il en existe un, celui-ci doit être très petit.
| Lune     | Magnitude apparente | Masse | Dimensions      | Rayon orbital  | Période orbitale | Nombre de rotations par orbite |
| -------- | ------------------- | ----- | --------------- | -------------- | ---------------- | ------------------------------ |
| Styx     | 27                  |       | 10 × 5,3 km     | 42 656 ± 78 km | 20,2 jours       | 6,22                           |
| Nix      | 23,5                |       | 54 × 41 × 36 km | 48 694 ± 3 km  | 24,9 jours       | 13,6                           |
| Kerbéros | 26,4                |       | 12 × 7,5 km     | 57 783 ± 19 km | 32,2 jours       | 6,04                           |
| Hydre    | 23                  |       | 43 × 33 km      | 64 738 ± 3 km  | 38,2 jours       | 88,9                           |

### (486958) Arrokoth
New Horizons a collecté des données lors de son survol de (486958) Arrokoth le 1er janvier 2019.

### Milieu interstellaire
L'instrument SWAP a permis d'estimer à 0,127 ± 0,015 cm−3 la densité en atomes d'hydrogène aux abords du système solaire.